# Liste des réseaux de transports urbains et interurbains de France
Cette liste des réseaux urbains et interurbains de France a pour objectif de rassembler l'ensemble des réseaux de transport public interurbains et urbains de France.
Un réseau interurbain de transports est, en France, une compétence portée par les régions, en lieu et place des départements depuis l'application de la loi NOTRe en 2017 ; on parle alors de réseau régional de transport en commun. Il leur revient, en tant qu'autorité organisatrice de la mobilité, d'organiser les transports de personnes entre les différentes villes de la région, avec éventuellement des liaisons avec les principales villes des régions limitrophes, ou des coopérations entre réseaux interurbains. Généralement, il s'agit de réseaux routiers, on parle alors de bus régionaux ou cars régionaux. Ce changement occasionne la réorganisation progressive de l'ensemble des réseaux de transports interurbains de chaque région.
En 2015, une modification législative a conduit à l'ouverture du marché des Lignes régulières d'autocar en France aux grands commerces multinationaux, pour les trajets de plus de 100 kilomètres.
Un réseau urbain est, lui, mis en place le plus souvent par une intercommunalité, ou une commune dans de rares cas, voire un syndicat mixte, qui là encore exercent les compétences d'une autorité organisatrice de la mobilité telle que définies par la Loi d'orientation des transports intérieurs (LOTI).
| Hauts- · de-France Normandie Île-de- · France Grand Est Bourgogne- · Franche- · Comté Centre- · Val de Loire Pays · de la Loire Bretagne Nouvelle- · Aquitaine Auvergne- · Rhône-Alpes Occitanie Provence- · Alpes- · Côte d'Azur Corse Guyane Guadeloupe Martinique Mayotte Réunion |

## Réseaux par régions

### Auvergne-Rhône-Alpes
La région Auvergne-Rhône-Alpes a pris la compétence transport et regroupé l’ensemble des anciens réseaux départementaux sous le nom commercial Cars Région. Toutefois, le réseau reste divisé en différentes marques, avec les Cars Région Express pour les lignes fortes et la déclinaison du nom pour chaque départementaux. Ainsi, la région exploite 13 réseaux presque indépendants, avec une tarification et des indices de lignes indépendants. Le réseau du département du Rhône, Les cars du Rhône, est quant à lui sous la compétence de SYTRAL Mobilités.

| Réseau                                       | Lieu                 | Type          | Image |
| -------------------------------------------- | -------------------- | ------------- | ----- |
| TER Auvergne-Rhône-Alpes                     | Auvergne-Rhône-Alpes | Train Autocar |       |
| Cars Région Express                          | Auvergne-Rhône-Alpes | Autocar       |       |
| Cars Région Ain (ex Car.Ain.fr)              | 01 - Ain             | Autocar       |       |
| Cars Région Allier (ex Trans’Allier)         | 03 - Allier          | Autocar       |       |
| Cars Région Ardèche (ex Le Sept)             | 07 - Ardèche         | Autocar       |       |
| Cars Région Cantal (ex Cantal Lib)           | 15 - Cantal          | Autocar       |       |
| Cars Région Drôme                            | 26 - Drôme           | Autocar       |       |
| Cars Région Isère (ex Transisère)            | 38 - Isère           | Autocar       |       |
| Cars Région Loire (ex TIL)                   | 42 - Loire           | Autocar       |       |
| Cars Région Haute-Loire                      | 43 - Haute-Loire     | Autocar       |       |
| Cars Région Puy-de-Dôme (ex Transdôme)       | 63 - Puy-de-Dôme     | Autocar       |       |
| Cars Région Savoie (ex Belle Savoie Express) | 73 - Savoie          | Autocar       |       |
| Cars Région Haute-Savoie (ex LIHSA)          | 74 - Haute-Savoie    | Autocar       |       |

| Réseau            | Lieu       | Type    | Image |
| ----------------- | ---------- | ------- | ----- |
| Les cars du Rhône | 69 - Rhône | Autocar |       |

Il existe aussi des réseaux de transports urbains en février 2021 (sept dans l'Ain, trois dans l'Allier, quatre dans l'Ardèche, deux dans le Cantal, trois dans la Drôme, neuf dans l'Isère, trois dans la Loire, un dans la Haute-Loire, quatre dans le Puy-de-Dôme, quatre dans le Rhône, dix-huit dans la Savoie et vingt-deux en Haute-Savoie).
| Réseau                     | Type                                   | Ville             | AOM                                                            | Image |
| -------------------------- | -------------------------------------- | ----------------- | -------------------------------------------------------------- | ----- |
| TAM                        | Autobus                                | Ambérieu-en-Bugey | Région Auvergne-Rhône-Alpes                                    |       |
| La navette                 | Autobus Transport à la demande         | Belley            | Communauté de communes Bugey Sud / Région Auvergne-Rhône-Alpes |       |
| Rubis (ex TUB)             | Autobus Autocar Transport à la demande | Bourg-en-Bresse   | Communauté d'agglomération du Bassin de Bourg-en-Bresse        |       |
| Colibri                    | Autobus                                | Miribel           | Communauté de communes de Miribel et du Plateau                |       |
| Duobus                     | Autobus Transport à la demande         | Oyonnax           | Haut-Bugey Agglomération                                       |       |
| Desserte par le réseau TPG | Autobus Autocar Transport à la demande | Pays de Gex Agglo | Pays de Gex Agglo et GLCT                                      |       |
| Saônibus                   | Autobus                                | Trévoux           | Communauté de communes Dombes Saône Vallée                     |       |
| Mobi'Vals (ex TUB)         | Autobus                                | Valserhône        | Région Auvergne-Rhône-Alpes                                    |       |

| Réseau                 | Type                                   | Ville     | AOM                  | Image |
| ---------------------- | -------------------------------------- | --------- | -------------------- | ----- |
| Maelis (ex TUM)        | Autobus                                | Montluçon | Montluçon Communauté |       |
| Aleo (ex Maybus)       | Autobus Autocar Transport à la demande | Moulins   | Moulins Communauté   |       |
| MobiVie (ex Bus inter) | Autobus Transport à la demande         | Vichy     | Vichy Communauté     |       |

| Réseau               | Type                                   | Ville                                 | AOM                                              | Image |
| -------------------- | -------------------------------------- | ------------------------------------- | ------------------------------------------------ | ----- |
| CoqueliGO (ex Babus) | Autobus Autocar Transport à la demande | Annonay                               | Annonay Rhône Agglo                              |       |
| Tout'enbus           | Autobus Autocar Transport à la demande | Aubenas                               | Région Auvergne-Rhône-Alpes                      |       |
| T'Cap                | Autobus Autocar Transport à la demande | Privas                                | Communauté d'agglomération Privas Centre Ardèche |       |
| Le bus               | Autobus Transport à la demande         | Tain-l’Hermitage et Tournon-sur-Rhône | Arche Agglo                                      |       |

| Réseau    | Type                                   | Ville       | AOM                                             | Image |
| --------- | -------------------------------------- | ----------- | ----------------------------------------------- | ----- |
| Trans'Cab | Autobus Autocar Transport à la demande | Aurillac    | Communauté d'agglomération du Bassin d'Aurillac |       |
| Floribus  | Autobus                                | Saint-Flour | Ville de Saint-Flour                            |       |

| Réseau                                                        | Type                                           | Ville                              | AOM                                                | Image |
| ------------------------------------------------------------- | ---------------------------------------------- | ---------------------------------- | -------------------------------------------------- | ----- |
| Navettes                                                      | Skibus                                         | Alpe d'Huez                        | Alpe d'Huez                                        |       |
| Ruban (ex TUB à Bourgoin-Jallieu, ex IDAbus à L'Isle-d'Abeau) | Autobus Autocar Transport à la demande         | Bourgoin-Jallieu et L'Isle-d'Abeau | Communauté d'agglomération Porte de l'Isère        |       |
| M réso                                                        | Tramway Autobus Autocar Transport à la demande | Grenoble et Crolles                | Syndicat mixte des mobilités de l'aire grenobloise |       |
| Navettes                                                      | Skibus                                         | Les Deux Alpes                     | Les Deux Alpes                                     |       |
| Réseau Le 37 (ex-TPR)                                         | Autobus Transport à la demande                 | Roussillon                         | Communauté de communes Entre Bièvre et Rhône       |       |
| L'va (ex SUV)                                                 | Autobus Autocar Transport à la demande         | Vienne                             | Vienne Condrieu Agglomération                      |       |
| Pays voironnais Mobilité                                      | Autobus Autocar Transport à la demande         | Voiron                             | Syndicat mixte des mobilités de l'aire grenobloise |       |

| Réseau        | Type                                           | Ville         | AOM                       | Image |
| ------------- | ---------------------------------------------- | ------------- | ------------------------- | ----- |
| La navette    | Autobus                                        | Feurs         | Ville de Feurs            |       |
| La navette    | Autobus Autocar Transport à la demande         | Montbrison    | Loire Forez Agglomération |       |
| STAR (ex TUR) | Autobus Autocar Transport à la demande         | Roanne        | Roannais Agglomération    |       |
| STAS          | Tramway Autobus Autocar Transport à la demande | Saint-Étienne | Saint-Étienne Métropole   |       |

| Réseau   | Type                                   | Ville           | AOM                                        | Image |
| -------- | -------------------------------------- | --------------- | ------------------------------------------ | ----- |
| BrivaBus | Autobus                                | Brioude         | Ville de Brioude                           |       |
| TUDIP    | Autobus Autocar Transport à la demande | Le Puy-en-Velay | Communauté d'agglomération du Puy-en-Velay |       |

| Réseau                     | Type                                   | Ville            | AOM                                                                | Image |
| -------------------------- | -------------------------------------- | ---------------- | ------------------------------------------------------------------ | ----- |
| T2C                        | Autobus Autocar Transport à la demande | Clermont-Ferrand | SM des transports en commun de l'agglomération clermontoise (SMTC) |       |
| Cherpa                     | Autobus Transport à la demande         | Issoire          | Agglo Pays d'Issoire                                               |       |
| Navettes                   | Skibus                                 | Le Mont-Dore     | Massif du Sancy                                                    |       |
| RLV Mobilités (ex R’cobus) | Autobus Autocar Transport à la demande | Riom             | Communauté d'agglomération Riom Limagne et Volcans                 |       |
| SMTUT (ex TUT)             | Autobus Autocar Transport à la demande | Thiers           | SI des transports en commun de l'agglomération Peschadoires-Thiers |       |

| Réseau              | Type                                           | Ville                          | AOM                                             | Image |
| ------------------- | ---------------------------------------------- | ------------------------------ | ----------------------------------------------- | ----- |
| Rhônexpress         | Tramway                                        | Aéroport de Lyon-Saint-Exupéry | SYTRAL Mobilités                                |       |
| TCL                 | Tramway Autobus Autocar Transport à la demande | Lyon                           | SYTRAL Mobilités                                |       |
| CORUS               | Transport à la demande                         | Tarare                         | Communauté d'agglomération de l'Ouest Rhodanien |       |
| Libellule (ex STAV) | Autobus Autocar Transport à la demande         | Villefranche-sur-Saône         | SYTRAL Mobilités                                |       |

| Réseau                                                                     | Type                                   | Ville                   | AOM                                                                          | Image |
| -------------------------------------------------------------------------- | -------------------------------------- | ----------------------- | ---------------------------------------------------------------------------- | ----- |
| Ondéa (ex SUA - ex ST2A)                                                   | Autobus Autocar Transport à la demande | Aix-les-Bains           | Communauté d'agglomération Grand Lac                                         |       |
| Transports Région Arlysère (ex Je prends le Bus)                           | Autobus Autocar                        | Albertville             | Communauté d'agglomération Arlysère                                          |       |
| Navette                                                                    | Skibus                                 | Aussois                 | Ville d’Aussois                                                              |       |
| La Ronde                                                                   | Autobus Autocar Transport à la demande | Bourg-Saint-Maurice     | Ville de Bourg-Saint-Maurice                                                 |       |
| Synchro Bus (ex STAC)                                                      | Autobus Autocar Transport à la demande | Chambéry                | Communauté d'agglomération du Grand Chambéry                                 |       |
| Ski-bus                                                                    | Skibus                                 | Courchevel              | Ville de Courchevel                                                          |       |
| Giett'Bus                                                                  | Skibus                                 | La Giettaz              | Ville de La Giettaz                                                          |       |
| Skibus                                                                     | Skibus                                 | La Plagne               | Ville de La Plagne                                                           |       |
| Ski bus                                                                    | Skibus                                 | La Rosière              | Ville de La Rosière                                                          |       |
| Valmobus                                                                   | Skibus                                 | Les Avanchers-Valmorel  | Ville des Avanchers-Valmorel                                                 |       |
| Navettes                                                                   | Skibus                                 | Les Menuires            | Communauté de communes Coeur de Tarentaise                                   |       |
| Méribus                                                                    | Skibus                                 | Méribel                 | Ville de Méribel                                                             |       |
| Mont-Bus                                                                   | Autobus                                | Montmélian              | Ville de Montmélian                                                          |       |
| Ski-bus                                                                    | Skibus                                 | Orelle - Val Thorens    | Communes des Belleville et d'Orelle                                          |       |
| Cœur de Maurienne Arvan Bus (ex Saint-Jean Bus - ex Cœur de Maurienne Bus) | Autobus Autocar Transport à la demande | Saint-Jean-de-Maurienne | Communauté de communes Cœur de Maurienne Arvan / Région Auvergne-Rhône-Alpes |       |
| Navettes                                                                   | Skibus                                 | Tignes                  | Ville de Tignes                                                              |       |
| ValBus                                                                     | Skibus                                 | Val-d'Isère             | Ville de Val-d'Isère                                                         |       |
| Skibus                                                                     | Skibus                                 | Valloire                | Ville de Valloire                                                            |       |

| Réseau                                                                     | Type                                   | Ville                            | AOM                                                                          | Image |
| -------------------------------------------------------------------------- | -------------------------------------- | -------------------------------- | ---------------------------------------------------------------------------- | ----- |
| SIBRA                                                                      | Autobus Autocar Transport à la demande | Annecy                           | Grand Annecy                                                                 |       |
| TAC et desserte par les TPG à travers son tramway (réseau transfrontalier) | Autobus Autocar Transport à la demande | Annemasse                        | Annemasse - Les Voirons Agglomération et GLCT                                |       |
| Proxim iTi                                                                 | Autobus Autocar Transport à la demande | Bonneville et La Roche-sur-Foron | SM4CC                                                                        |       |
| Chamonix Mobilité (ex Chamonix Bus)                                        | Autobus Autocar Transport à la demande | Chamonix-Mont-Blanc              | Communauté de communes de la Vallée de Chamonix-Mont-Blanc                   |       |
| Châtel Bus                                                                 | Skibus                                 | Châtel                           | Ville de Châtel                                                              |       |
| Arv'i (ex service urbain de Cluses - ex Transports Urbains Clusiens)       | Autobus Autocar Transport à la demande | Cluses                           | Communauté de communes Cluses-Arve et Montagnes                              |       |
| Navette                                                                    | Skibus                                 | Combloux                         | Ville de Combloux                                                            |       |
| ÉVA'D (ex Bus Urbains Thononais)                                           | Autobus Autocar Transport à la demande | Évian-les-Bains                  | Communauté de communes Pays d'Évian Vallée d'Abondance                       |       |
| Navette                                                                    | Skibus                                 | Flaine                           | Communauté de communes Cluses-Arve et Montagnes                              |       |
| Navettes                                                                   | Skibus                                 | Les Contamines-Montjoie          | Ville des Contamines-Montjoie                                                |       |
| LesGetsBus                                                                 | Skibus                                 | Les Gets                         | Ville des Gets                                                               |       |
| Meg-Bus                                                                    | Skibus                                 | Megève                           | Ville de Megève                                                              |       |
| Navettes                                                                   | Skibus                                 | Morzine                          | Ville de Morzine                                                             |       |
| Montenbus                                                                  | Transport à la demande                 | Passy et alentours               | Communauté de communes Pays du Mont-Blanc                                    |       |
| SkiBus                                                                     | Skibus                                 | Praz-sur-Arly                    | Ville de Praz-sur-Arly                                                       |       |
| J'ybus                                                                     | Autobus Autocar Transport à la demande | Rumilly                          | Communauté de communes Rumilly Terre de Savoie                               |       |
| Facilibus                                                                  | Skibus                                 | Saint-Gervais-les-Bains          | Ville de Saint-Gervais-les-Bains                                             |       |
| Balad'Aulps Bus                                                            | Skibus                                 | Saint-Jean-d'Aulps               | Communauté de communes du Haut-Chablais                                      |       |
| Navette                                                                    | Skibus                                 | Sallanches                       | Ville de Sallanches                                                          |       |
| Skibus                                                                     | Skibus                                 | Samoëns                          | Communauté de communes des Montagnes du Giffre / Région Auvergne-Rhône-Alpes |       |
| Aravis bus                                                                 | Skibus                                 | Thônes et massif des Aravis      | Communauté de Communes des Vallées de Thônes / Région Auvergne-Rhône-Alpes   |       |
| Star't (ex Bus Urbains Thononais)                                          | Autobus Autocar Transport à la demande | Thonon-les-Bains                 | Thonon Agglomération                                                         |       |

### Bourgogne-Franche-Comté
- TER Bourgogne-Franche-Comté
- Mobigo

#### 21 -Côte-d'Or
| Réseau                 | Type                                           | Ville  | AOM                                           | Image |
| ---------------------- | ---------------------------------------------- | ------ | --------------------------------------------- | ----- |
| Côte&Bus (ex Le Vingt) | Autobus Autocar Transport à la demande         | Beaune | Communauté d’agglomération Beaune Côte et Sud |       |
| Divia (ex STRD)        | Tramway Autobus Autocar Transport à la demande | Dijon  | Dijon Métropole                               |       |

#### 25 -Doubs
- Besançon : Ginko
- Montbéliard: CTPM
- Pontarlier : TCP
- Morteau : Bus Municipal

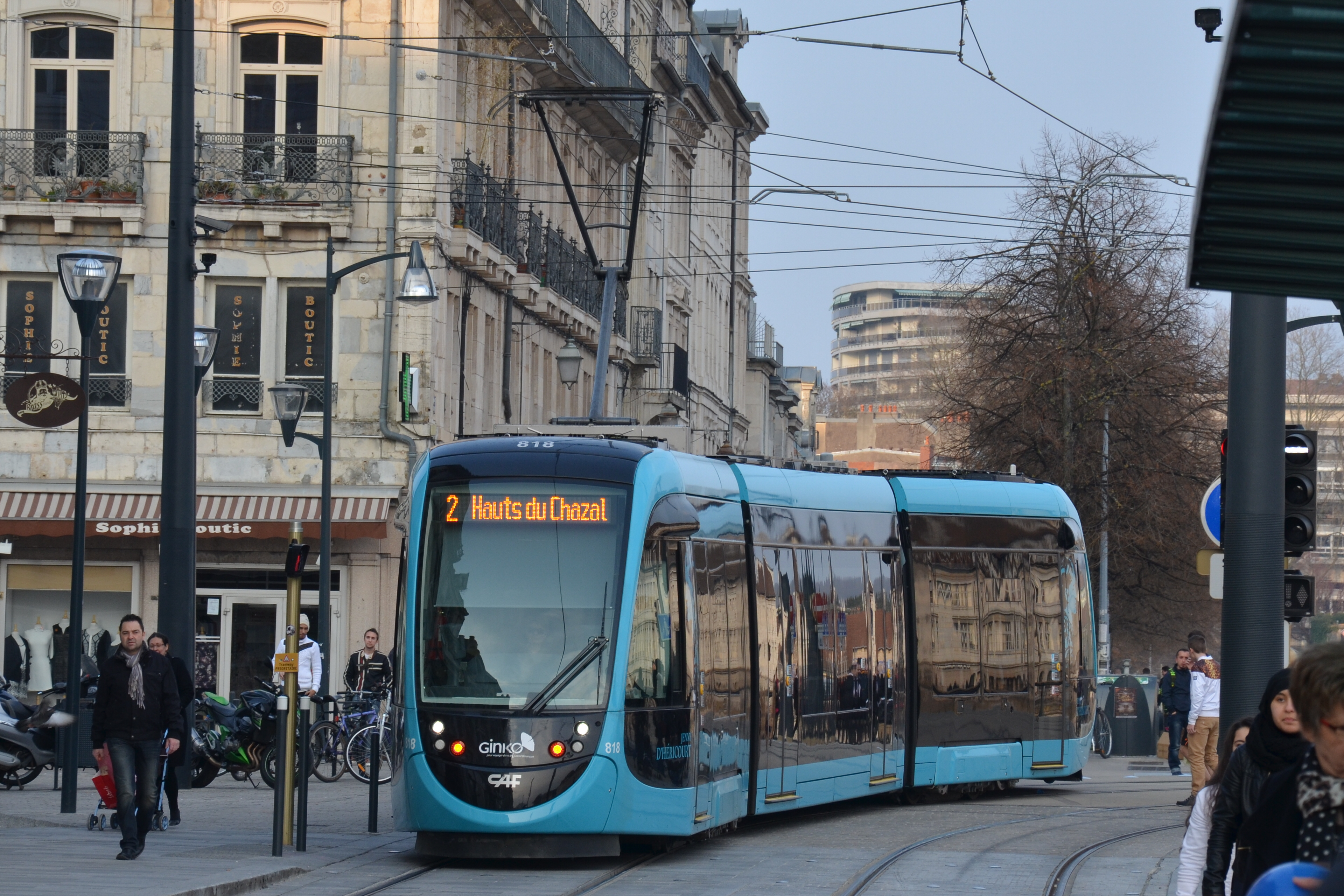
Une rame du réseau Ginko.
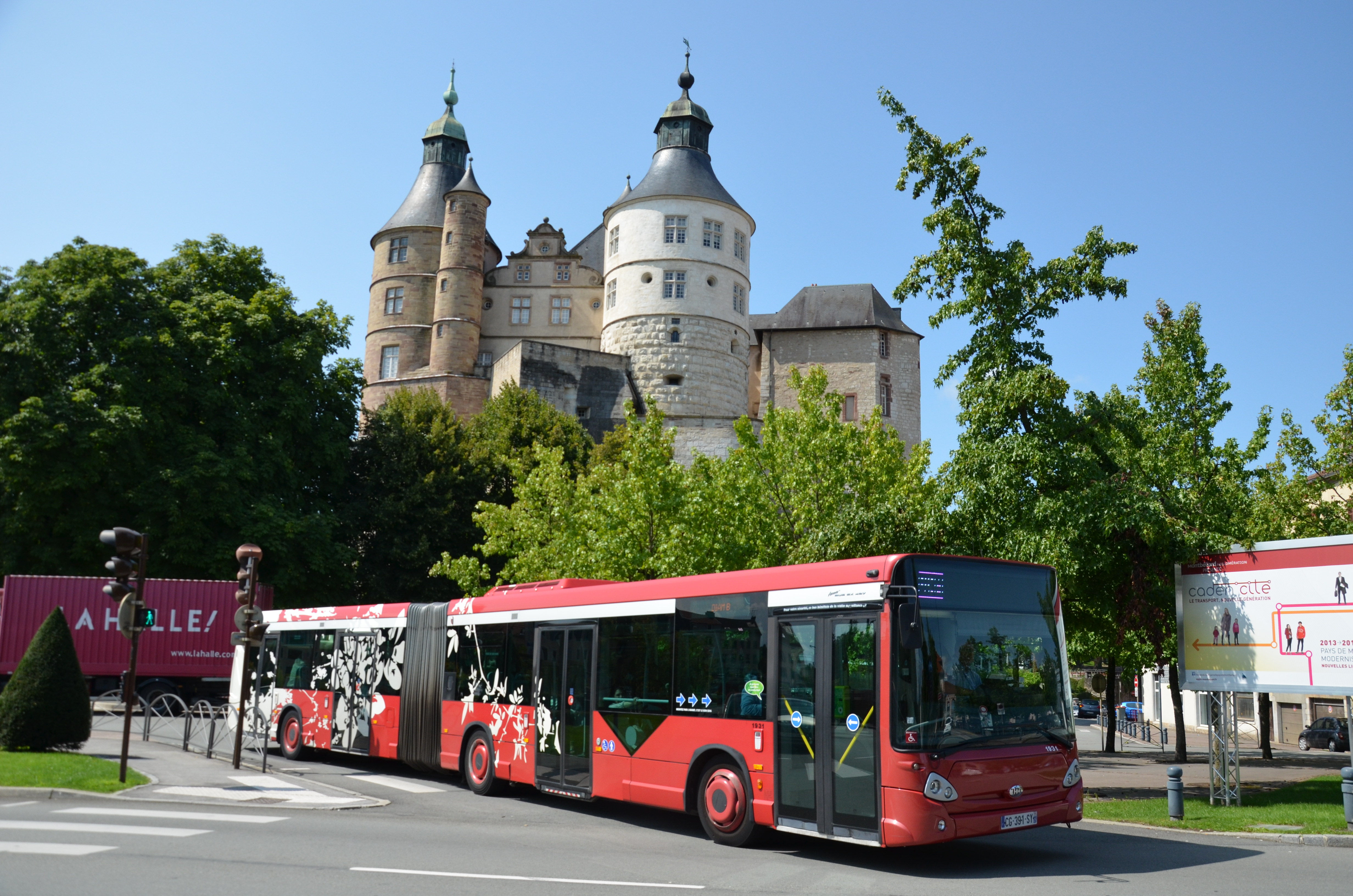
Un bus du réseau CTPM.

#### 39 -Jura
- Dole : TGD
- Lons-le-Saunier : Tallis
- Saint-Claude : Urbus
- Les Rousses : Skibus

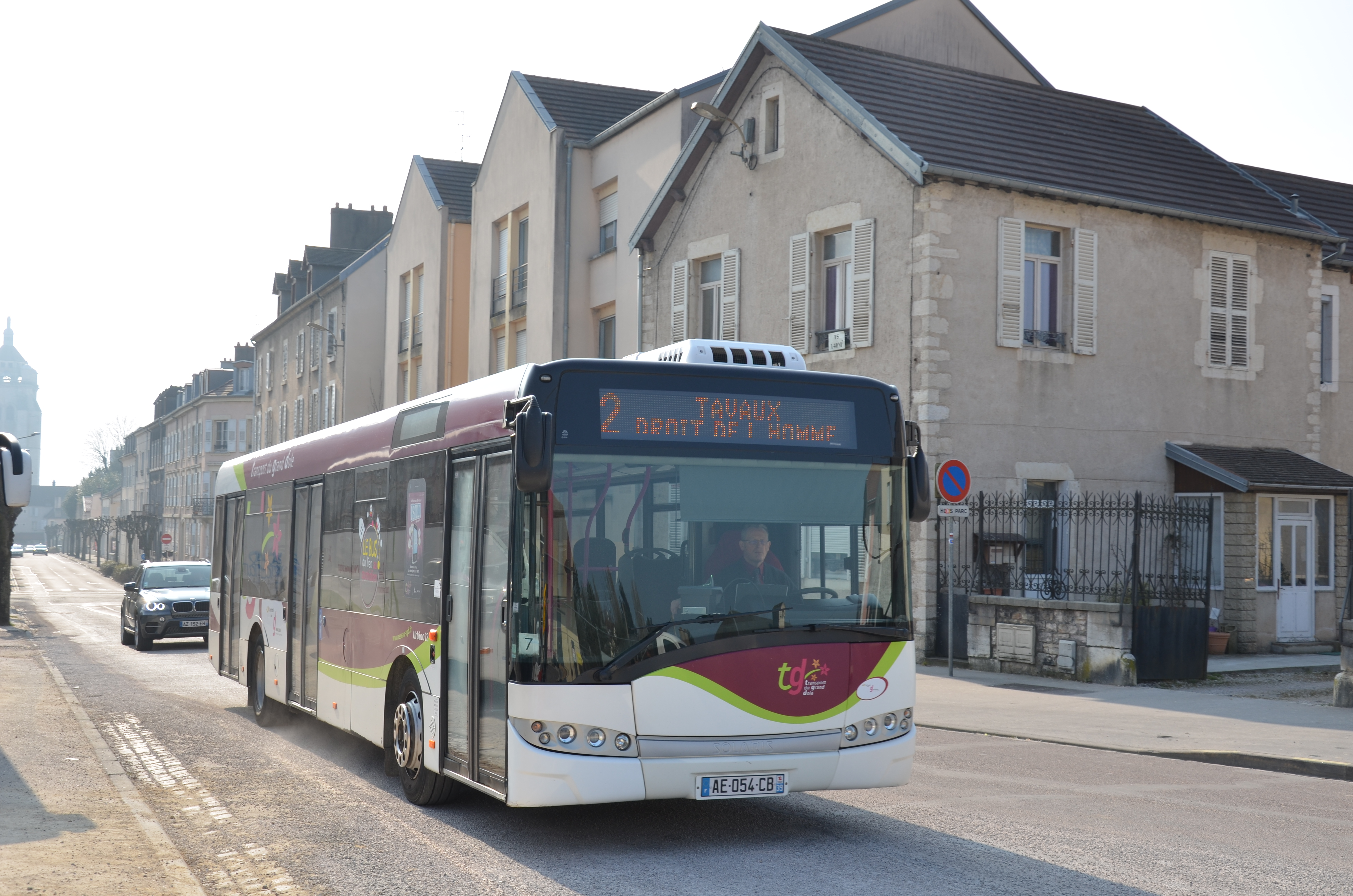
Un bus du réseau TGD.

#### 58 -Nièvre
- Cosne-Cours-sur-Loire : Le Papillon
- Decize : Decidelà
- Nevers : Taneo

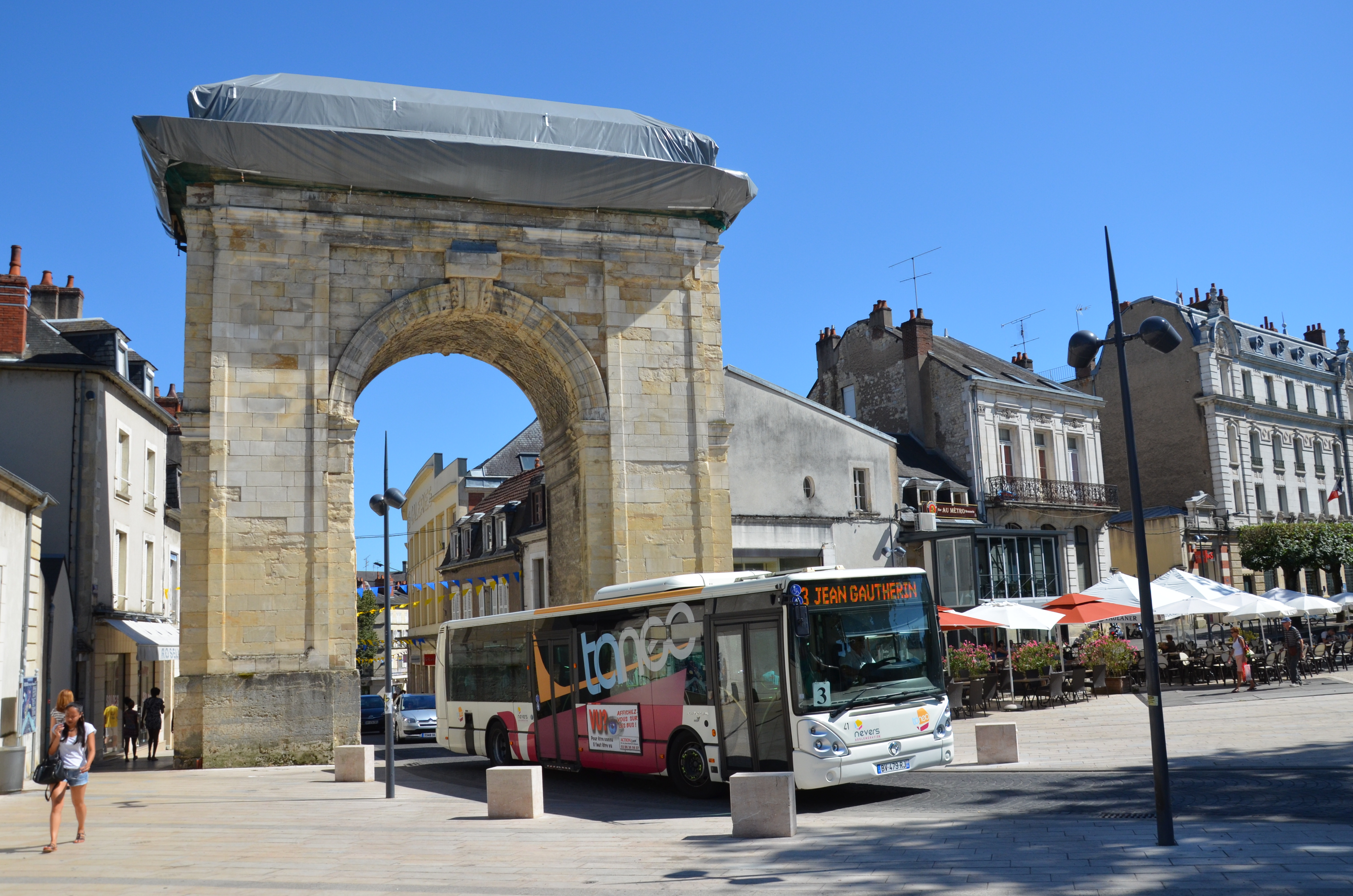
Un bus du réseau Taneo.

#### 70 -Haute-Saône
- Vesoul : V-Bus+
- Gray : Transports en commun de Gray
- Luxeuil-les-Bains : Luxeuil Bus

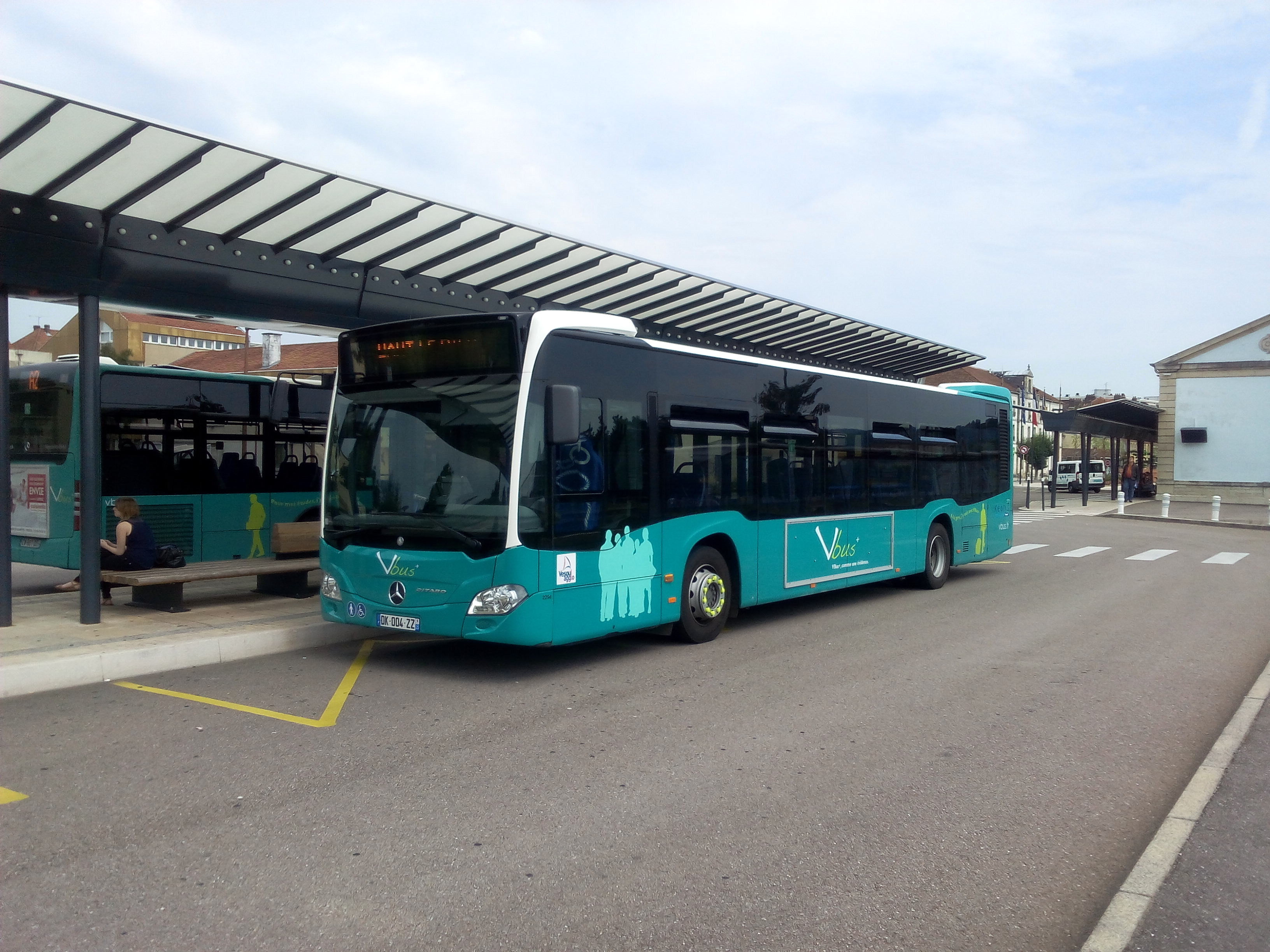
Un bus du réseau V-Bus+.

#### 71 -Saône-et-Loire
- Autun : TransAutun et TEA
- Chalon-sur-Saône : Zoom
- Le Creusot / Montceau-les-Mines : MonRézo
- Mâcon : TREMA
- Paray-le-Monial :  PLMBus

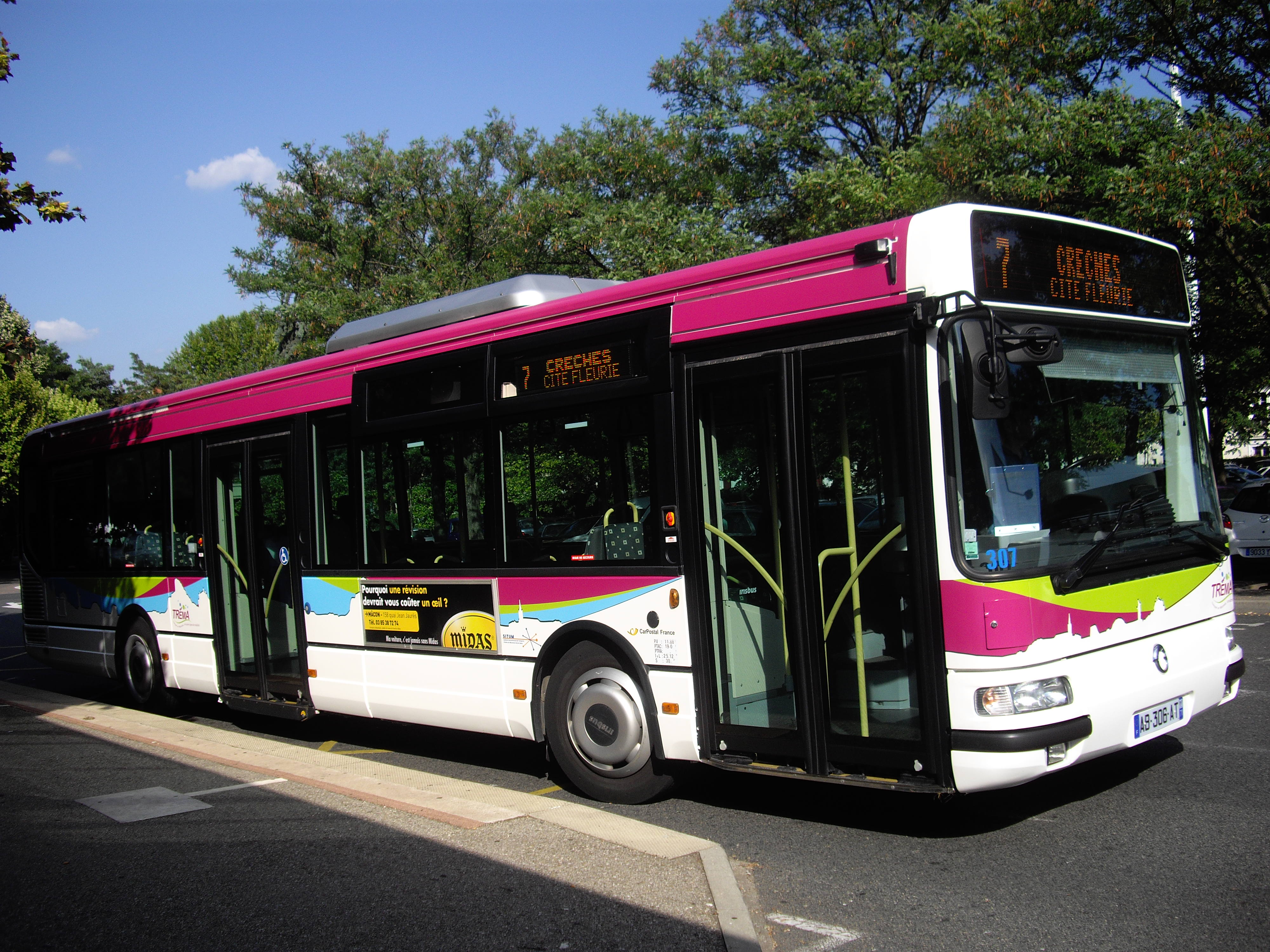
Un bus du réseau TREMA.

#### 89 -Yonne
- Auxerre : AuxR_M le bus
- Avallon : Citéo
- Joigny : La P'tite Navette
- Sens :  Intercom

#### 90 -Territoire de Belfort
- Optymo pour l'ensemble du département

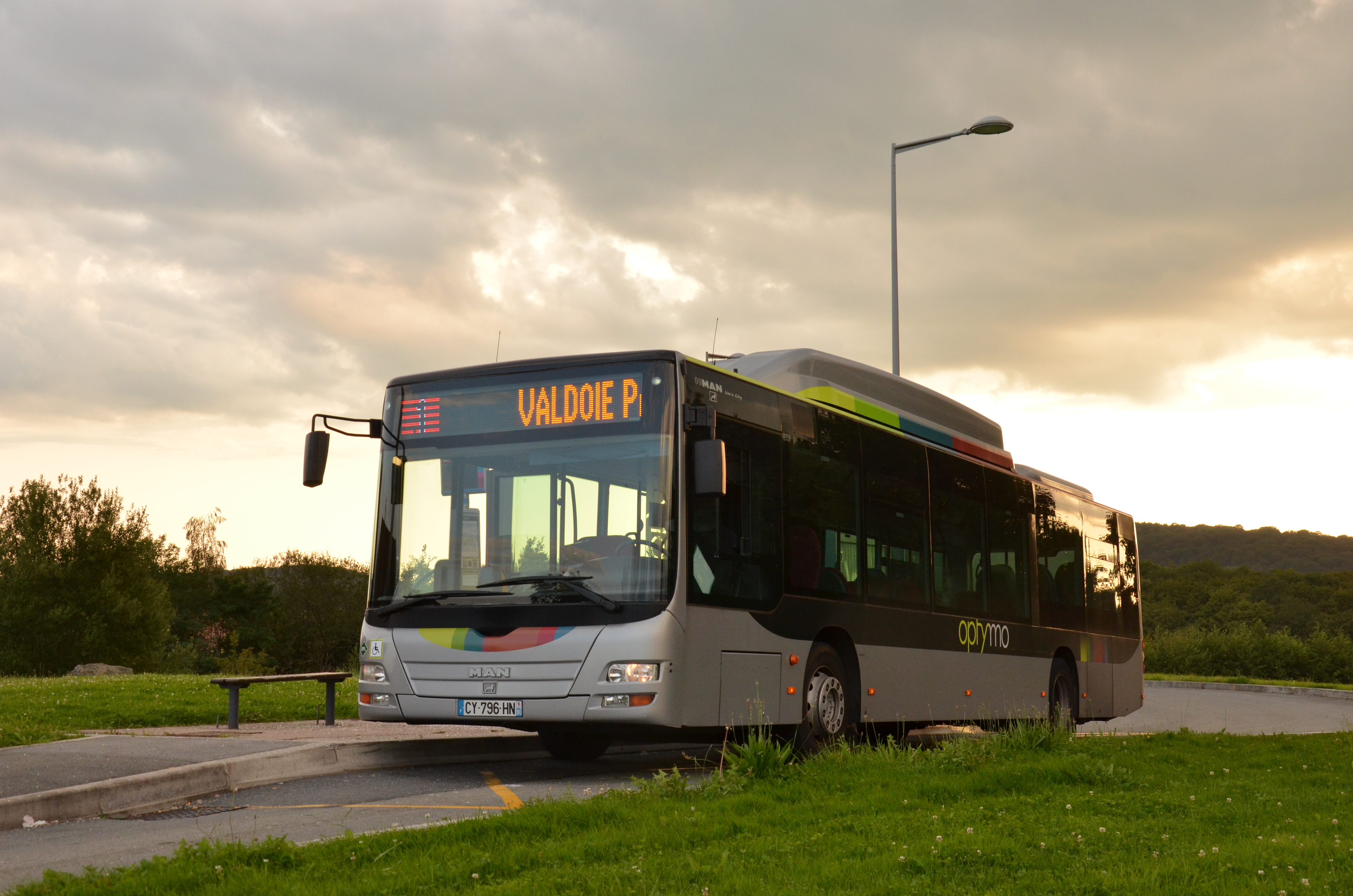
Un bus du réseau Optymo.

### Bretagne

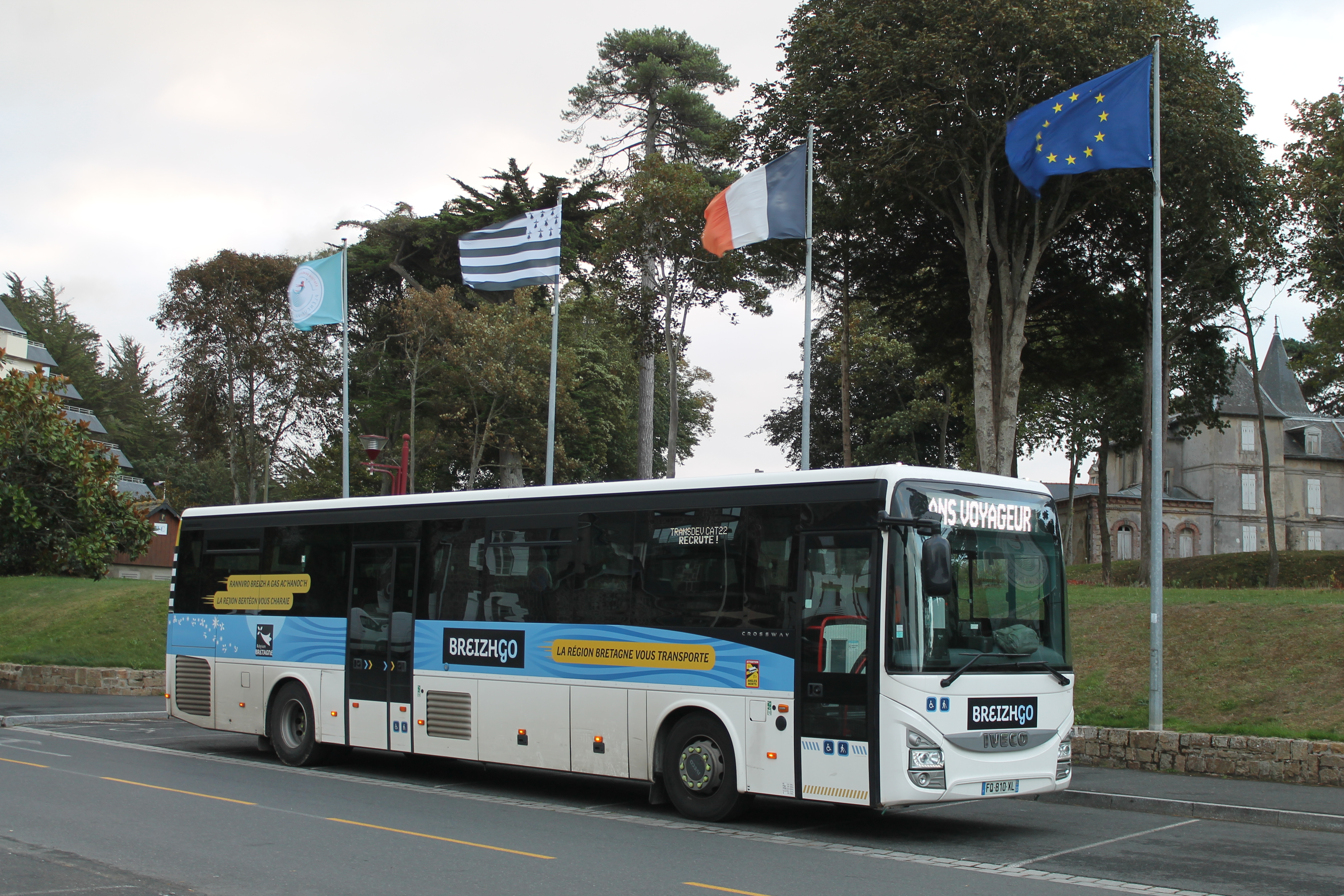
Autocar aux couleurs du réseau régional

Le réseau interurbain de Bretagne s'appelle BreizhGo et regroupe les anciens réseaux interurbains des quatre départements.
Il existe aussi 28 réseaux de transports urbains en février 2021 (six dans les Côtes-d'Armor, onze dans le Finistère, six en Ille-et-Vilaine et neuf dans le Morbihan).
| Réseau                    | Ville            | AOM                                                      | Département          | Image |
| ------------------------- | ---------------- | -------------------------------------------------------- | -------------------- | ----- |
| Dinamo !                  | Dinan            | Dinan Agglomération                                      | 22 - Côtes-d'Armor   |       |
| Guingamp-Paimpol Mobilité | Guingamp         | Guingamp-Paimpol Agglomération                           | 22 - Côtes-d'Armor   |       |
| Distribus                 | Lamballe         | Lamballe Terre et Mer                                    | 22 - Côtes-d'Armor   |       |
| TILT                      | Lannion          | Lannion-Trégor Communauté                                | 22 - Côtes-d'Armor   |       |
| TUB                       | Saint-Brieuc     | Saint-Brieuc Armor Agglomération                         | 22 - Côtes-d'Armor   |       |
| BIBUS                     | Brest            | Brest Métropole                                          | 29 - Finistère       |       |
| Hep le bus !              | Carhaix-Plouguer | Poher communauté                                         | 29 - Finistère       |       |
| Coralie                   | Concarneau       | Concarneau Cornouaille Agglomération                     | 29 - Finistère       |       |
| TUD'bus                   | Douarnenez       | Douarnenez Communauté                                    | 29 - Finistère       |       |
| Ar Bus                    | Landerneau       | Communauté d'agglomération du pays de Landerneau-Daoulas | 29 - Finistère       |       |
| Navette                   | Landivisiau      | Communauté de communes du Pays de Landivisiau            | 29 - Finistère       |       |
| Linéotim                  | Morlaix          | Morlaix Communauté                                       | 29 - Finistère       |       |
|                           | Ouessant         |                                                          | 29 - Finistère       |       |
| Qub                       | Quimper          | Communauté d'agglomération Quimper Bretagne Occidentale  | 29 - Finistère       |       |
| TBK                       | Quimperlé        | Quimperlé Communauté                                     | 29 - Finistère       |       |
| Rosko Bus                 | Roscoff          | Ville de Roscoff                                         | 29 - Finistère       |       |
| Dinard Bus                | Dinard           | Communauté de communes Côte d'Émeraude                   | 35 - Ille-et-Vilaine |       |
| SURF                      | Fougères         | Fougères Agglomération                                   | 35 - Ille-et-Vilaine |       |
| RED                       | Redon            | Redon Agglomération                                      | 35 - Ille-et-Vilaine |       |
| STAR                      | Rennes           | Rennes Métropole                                         | 35 - Ille-et-Vilaine |       |
| Malo Agglo Transports     | Saint-Malo       | Saint-Malo Agglomération                                 | 35 - Ille-et-Vilaine |       |
| MOVA                      | Vitré            | Vitré Communauté                                         | 35 - Ille-et-Vilaine |       |
| Auray Bus                 | Auray            | Auray Quiberon Terre Atlantique                          | 56 - Morbihan        |       |
| Carnavette                | Carnac           | Ville de Carnac                                          | 56 - Morbihan        |       |
| OBC Mobilité              | Guer             | De l'Oust à Brocéliande Communauté                       | 56 - Morbihan        |       |
| Belle-Île bus             | Le Palais        | Communauté de communes de Belle-Île-en-Mer               | 56 - Morbihan        |       |
| IZILO                     | Lorient          | Lorient Agglomération                                    | 56 - Morbihan        |       |
| RIV bus                   | Ploërmel         | Ploërmel Communauté                                      | 56 - Morbihan        |       |
| PondiBUS                  | Pontivy          | Pontivy Communauté                                       | 56 - Morbihan        |       |
| Quib'bus                  | Quiberon         | Ville de Quiberon                                        | 56 - Morbihan        |       |
| Kicéo                     | Vannes           | Golfe du Morbihan - Vannes Agglomération                 | 56 - Morbihan        |       |

### Centre-Val de Loire
- Réseau de mobilité interurbaine
- TER Centre-Val de Loire

#### 18 -Cher
- Bourges : AggloBus
- Vierzon : Le Vib'
- Saint-Amand-Montrond : Pepita

#### 28 -Eure-et-Loir
- Chartres : Filibus
- Dreux : Linead
- Châteaudun : C'Bus
- Nogent-le-Rotrou : NosBus

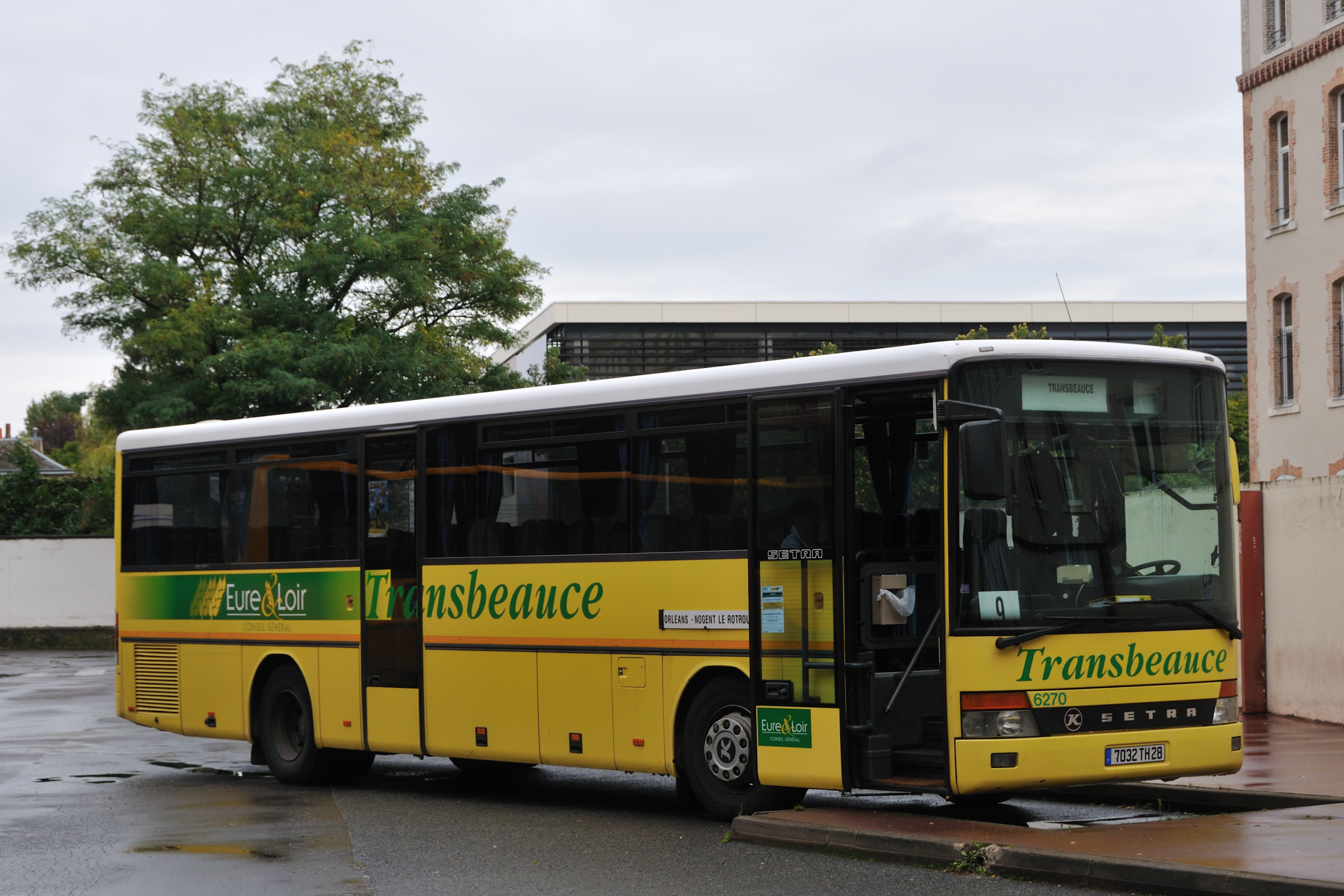
Un car du réseau Transbeauce.

#### 36 -Indre
- Châteauroux : Horizon
- Issoudun : TIG / TIGR

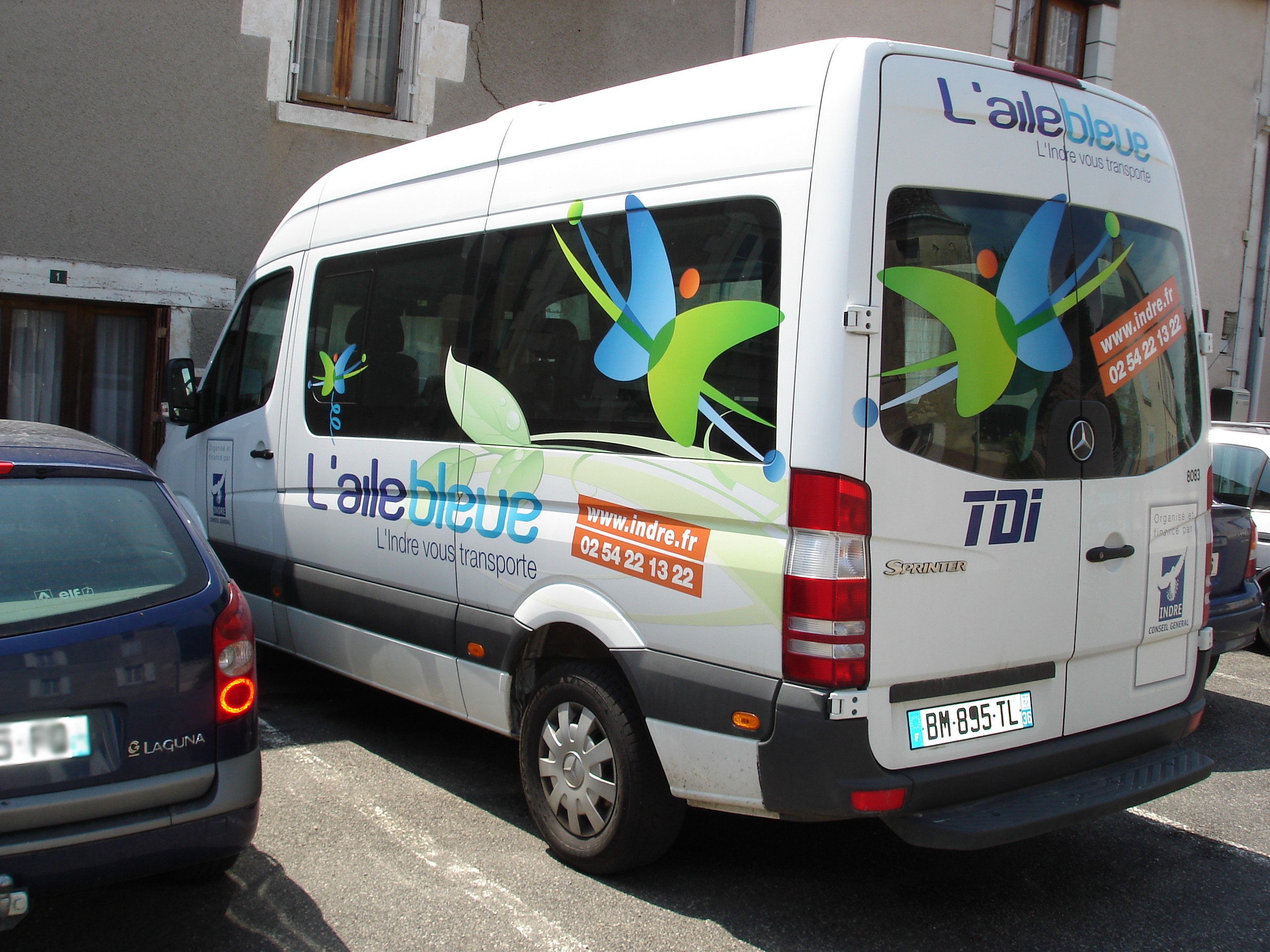
Un mini bus du réseau L'Aile Bleue.

#### 37 -Indre-et-Loire
- Tours : Fil Bleu
- Amboise : Le Bus
- Château-Renault : Fil Rouge
- Chinon : Sitravel

#### 41 -Loir-et-Cher
- Blois : Azalys
- Vendôme : Move

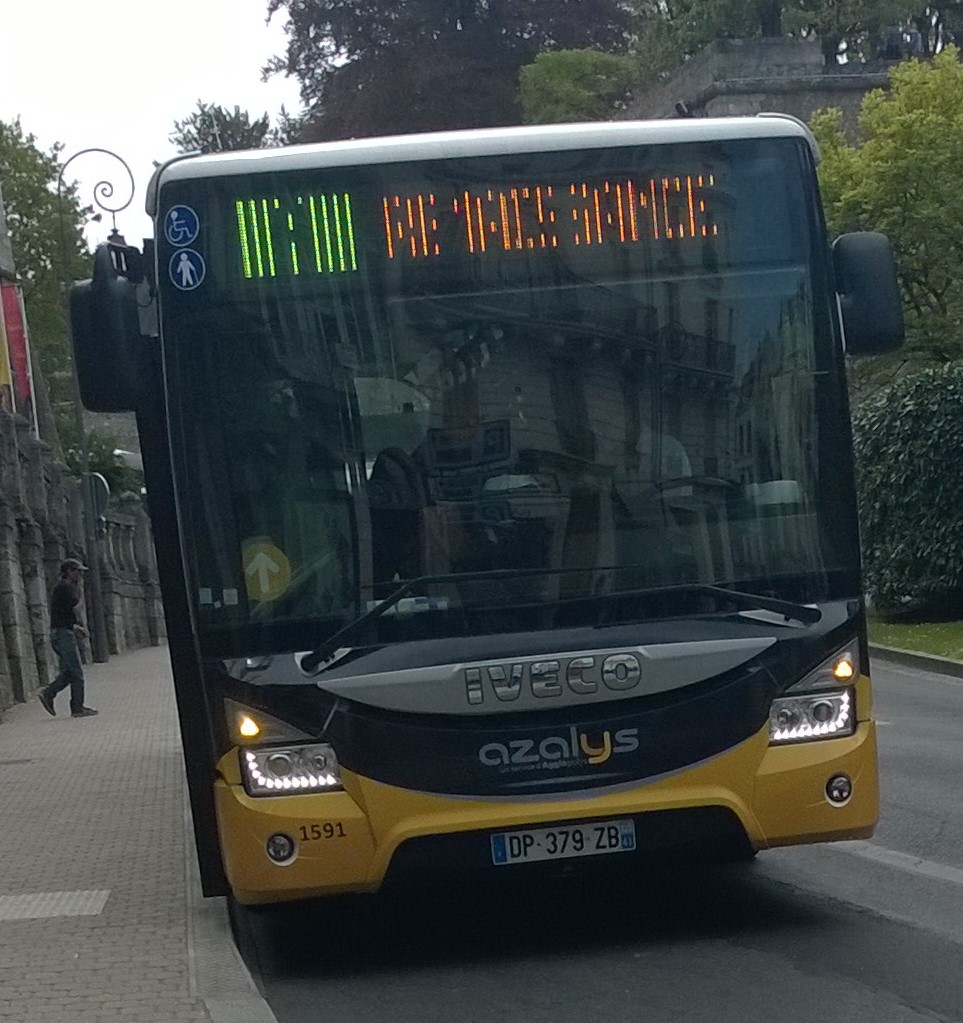
Un bus du réseau Azalys.

#### 45 -Loiret
- Orléans : TAO
- Montargis : Amelys
- Gien : Proxi'Bus

### Corse
La Collectivité de Corse opère un réseau de transport interurbain nommé ViaCorsica en complément des chemins de fer de la Corse. Plusieurs sociétés d'autocars organisent en outre des lignes avec des tarifs qui leur sont propres.
| Réseau                       | Ville         | AOM                                         | Circonscription départementale |
| ---------------------------- | ------------- | ------------------------------------------- | ------------------------------ |
| Muvistrada                   | Ajaccio       | Communauté d'agglomération du Pays ajaccien | 2A - Corse-du-Sud              |
| A Citadina                   | Porto-Vecchio | Ville de Porto-Vecchio                      | 2A - Corse-du-Sud              |
| Société des autobus bastiais | Bastia        | Communauté d'agglomération de Bastia        | 2B - Haute-Corse               |

### Grand Est
- TER Grand Est
- Fluo Grand Est

#### 08 -Ardennes
- Charleville-Mézières, Nouzonville et Sedan : TAC

#### 10 -Aube
- Troyes : TCAT

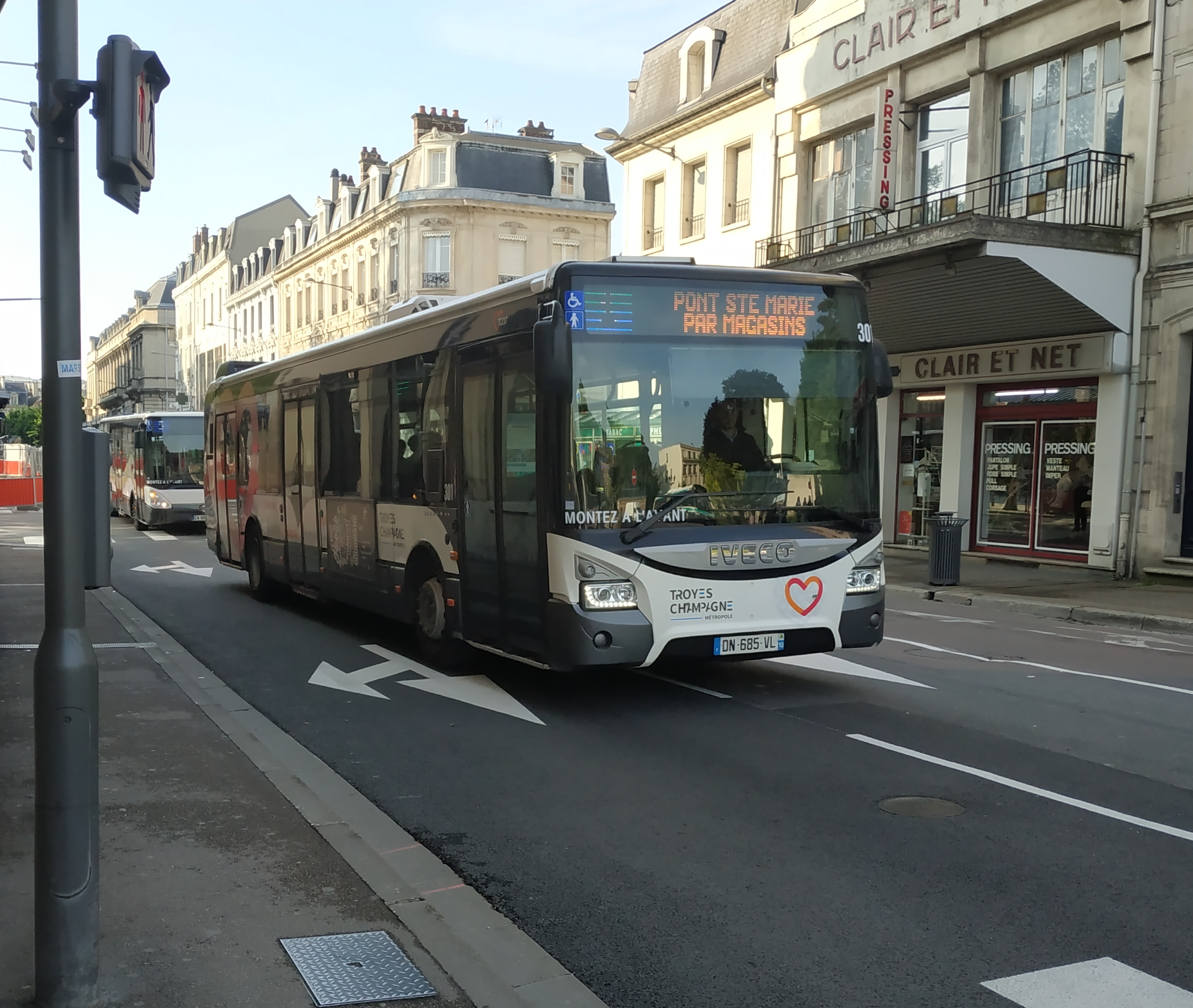
Un Urbanway 12 du réseau TCAT.

#### 51 -Marne
- Châlons-en-Champagne : SITAC
- Reims : Grand Reims Mobilités
- Epernay : Mouvéo
- Sainte-Menehould : TUM
- Vitry-le-François : Vitry Bus

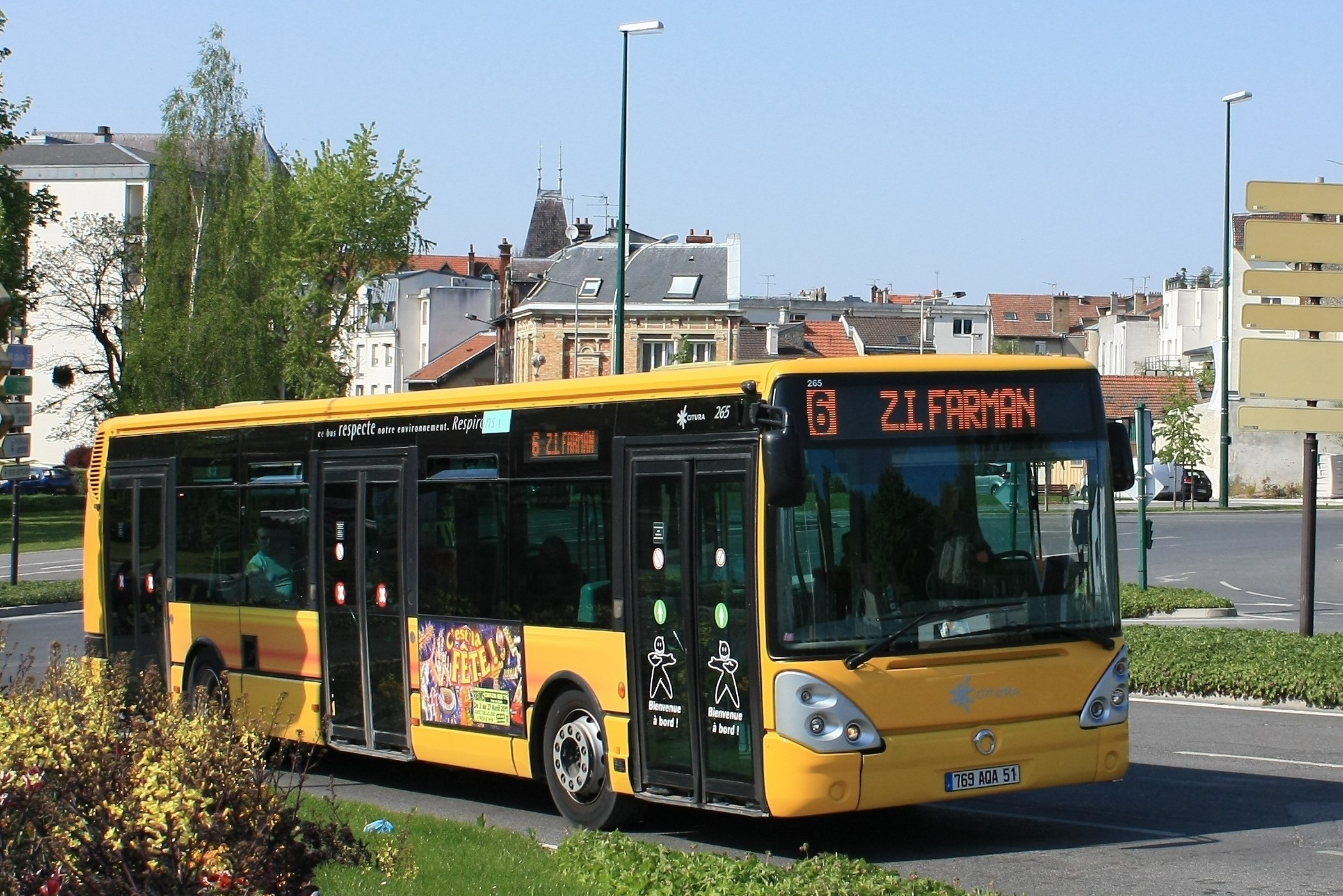
Un bus du réseau Citura.

#### 52 -Haute-Marne
- Chaumont : C.Mon Bus
- Saint-Dizier : Ticéa
- Langres : Bus Étoile

#### 54 -Meurthe-et-Moselle
- Lunéville : Lunéo
- Nancy : STAN et Sub
- Pont à Mousson : Le Bus
- Longwy : TGL
- Neuves-Maisons : T'MM
- Pompey : Le SIT
- Briey : Réseau Le Fil

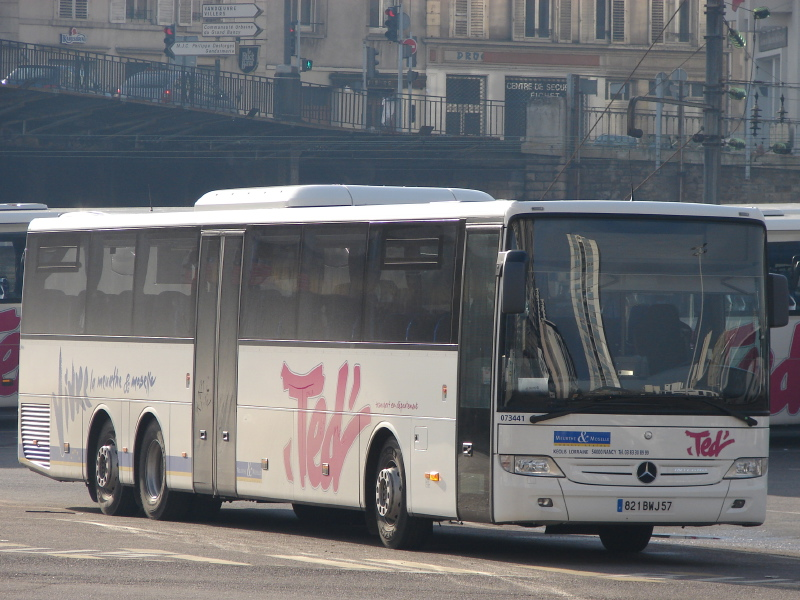
Un car du réseau TED.

#### 55 -Meuse
- Bar-le-Duc : TUB
- Verdun : REZO Grand Verdun

#### 57 -Moselle
- Forbach : Forbus
- Metz : Le Met'
- Saint-Avold : Transavold
- Sarrebourg : Isibus
- Sarreguemines : Cabus
- Thionville / Hayange : Citéline

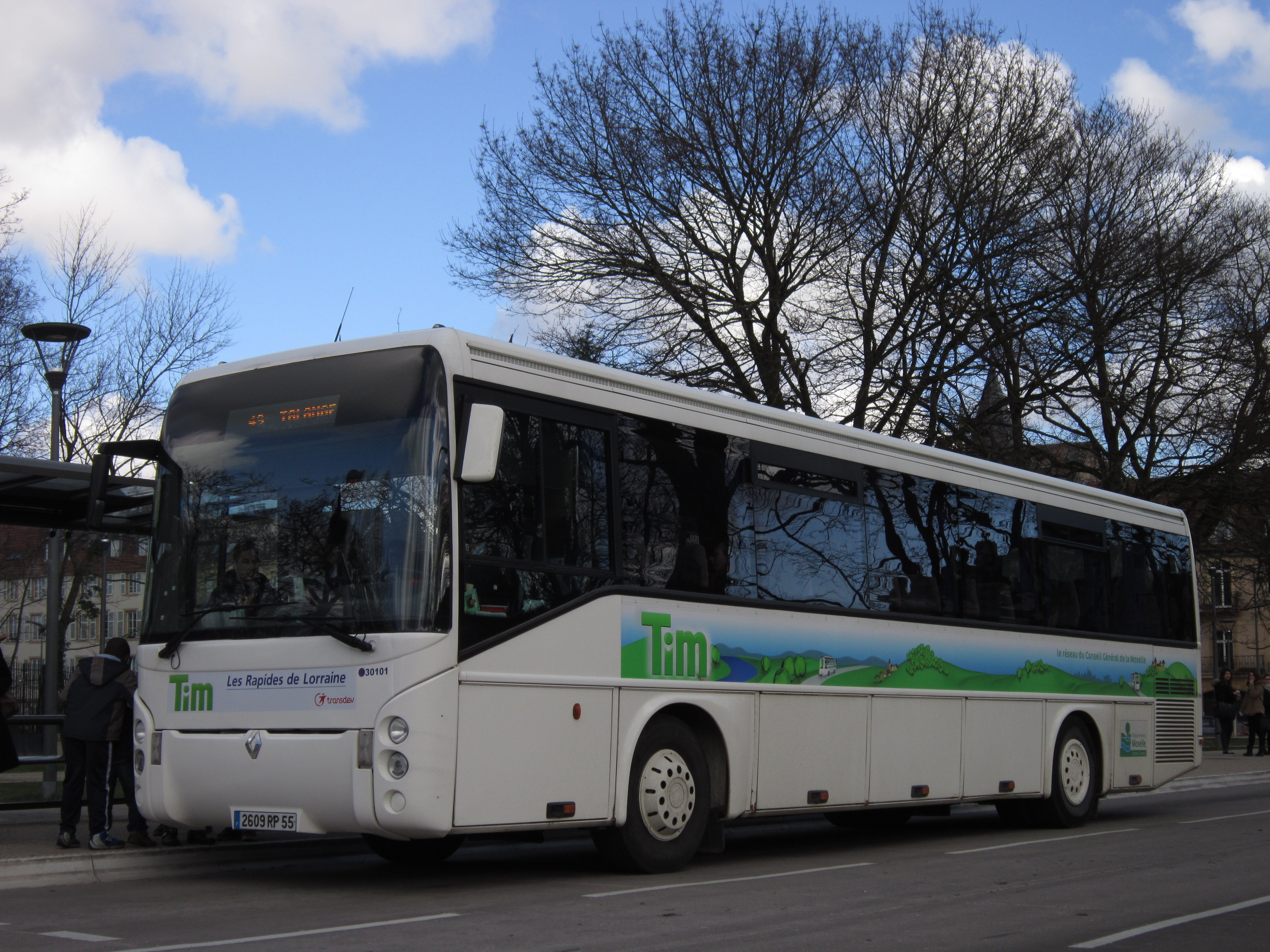
Un autocar du réseau TIM.

#### 67 -Bas-Rhin
- Haguenau : Ritmo
- Obernai : Pass'O
- Sélestat : Elsa
- Strasbourg : CTS

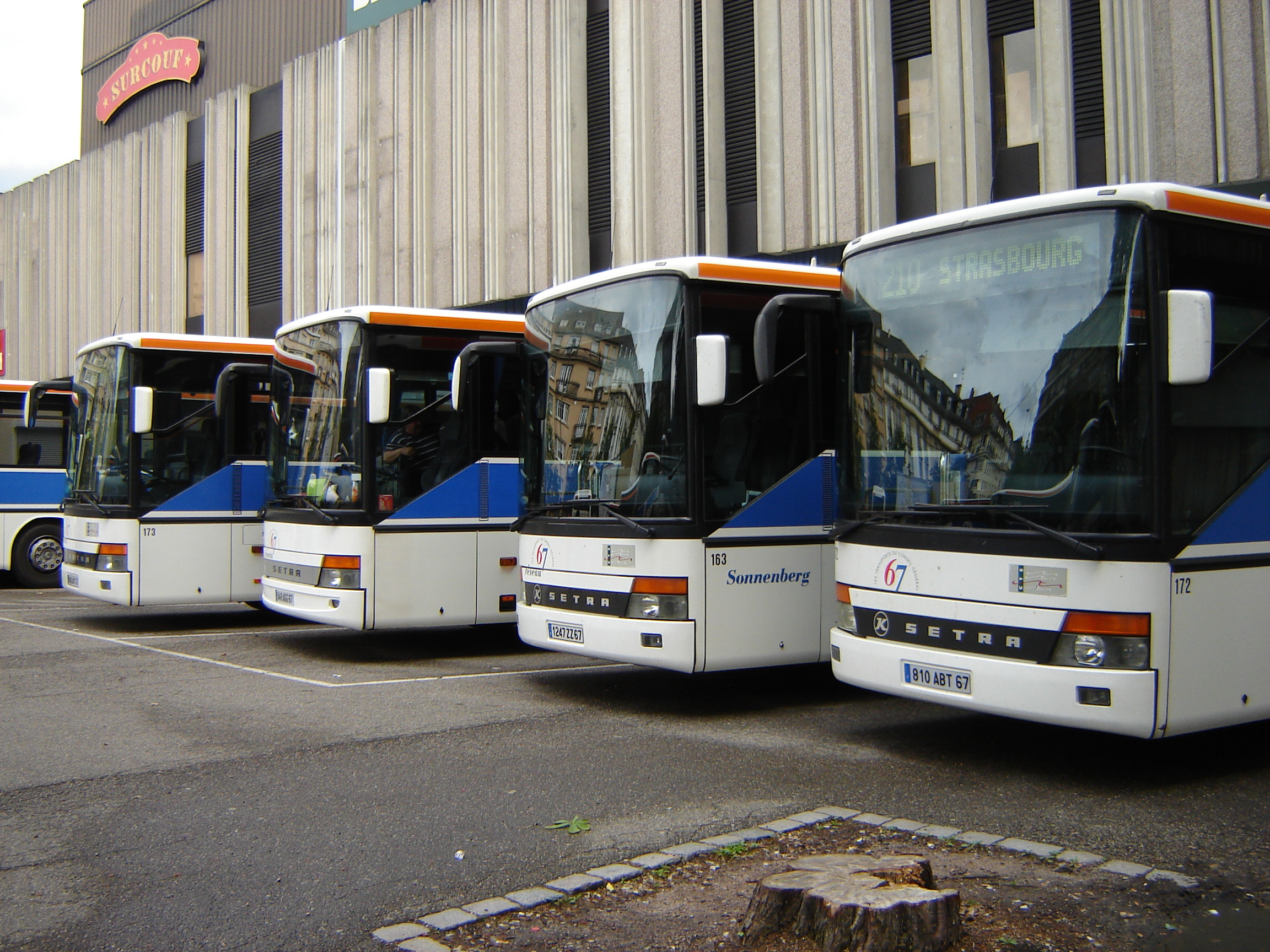
Des autocars du Réseau 67.
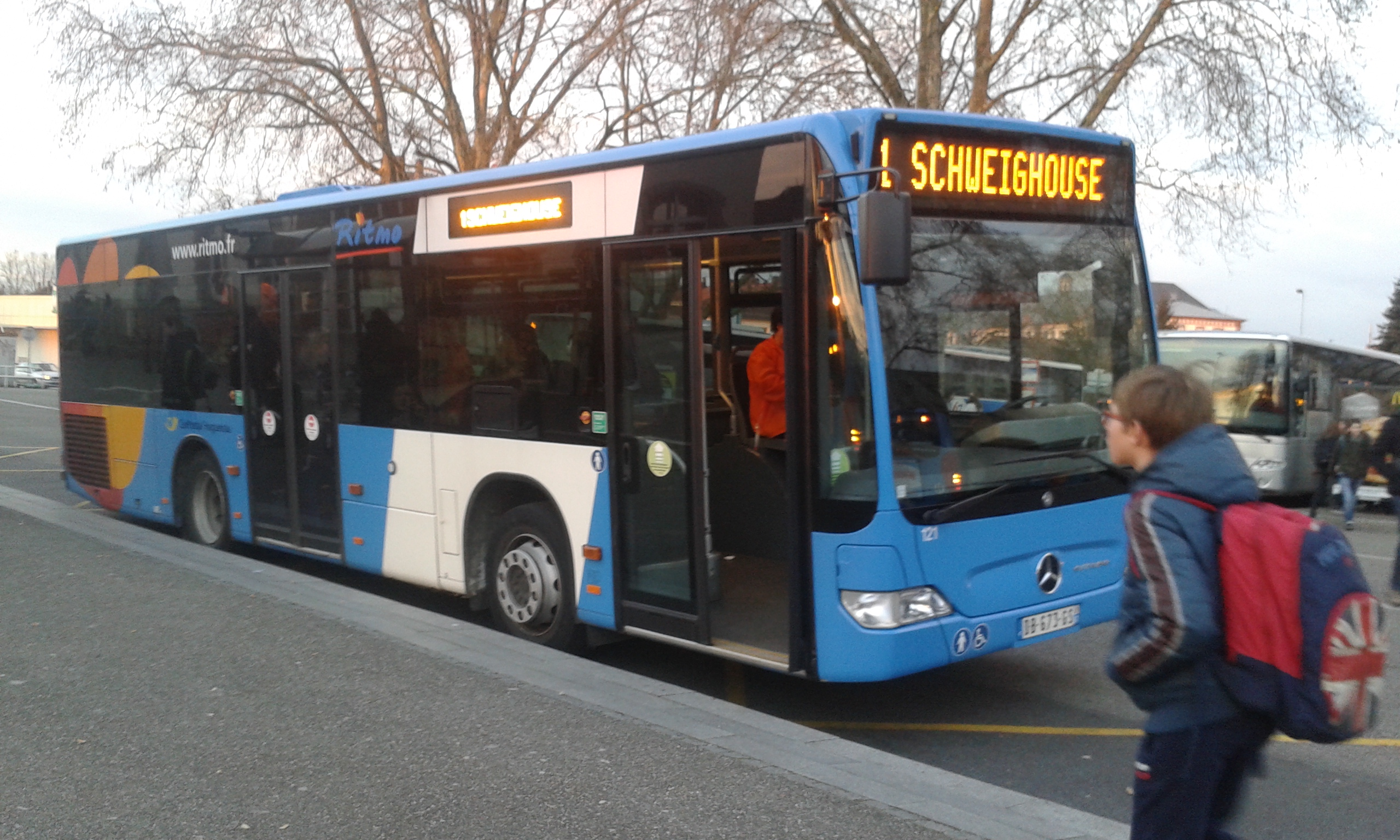
Un bus du réseau Ritmo.
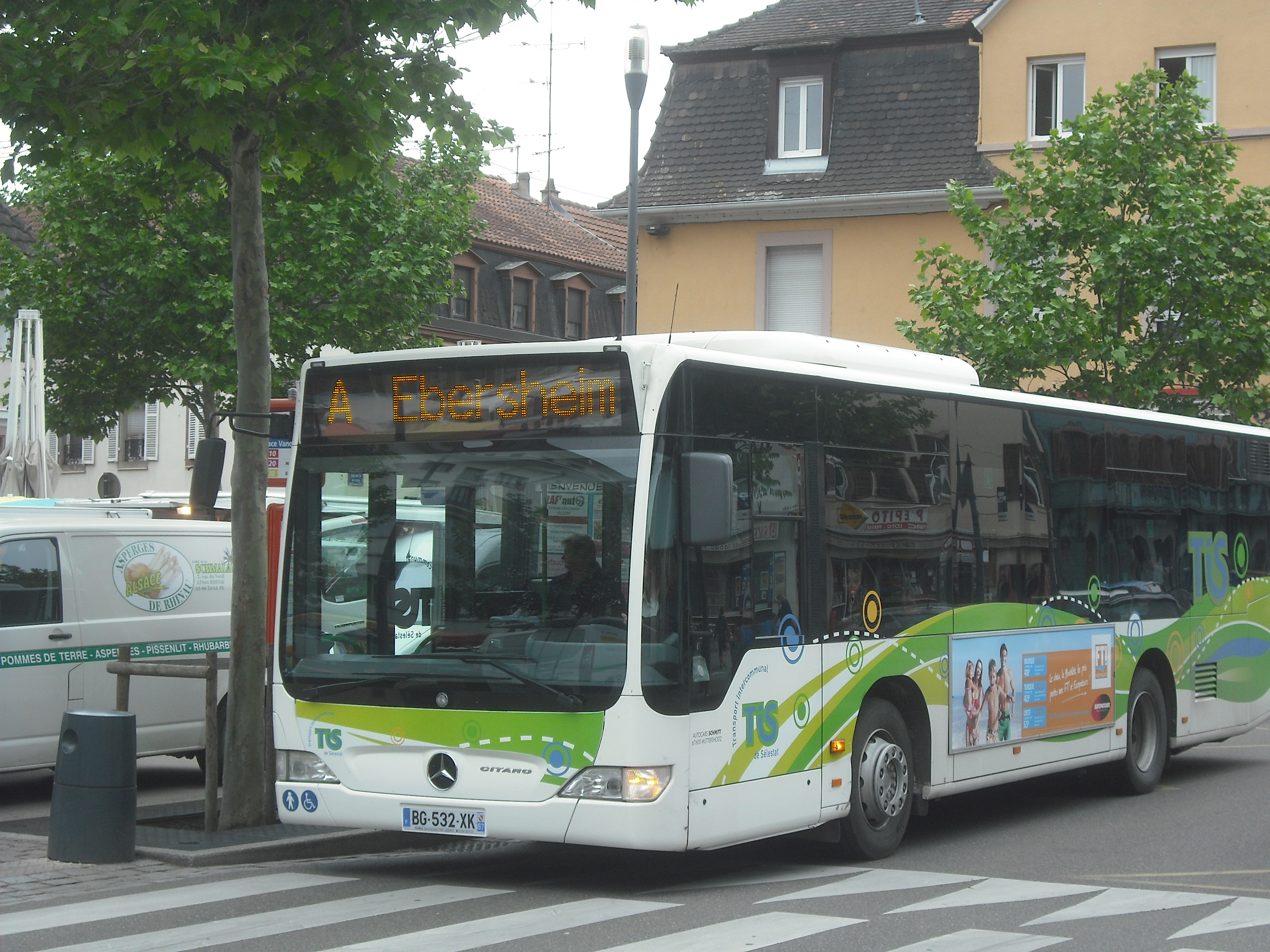
Un bus du réseau TIS, devenu Elsa en 2025.
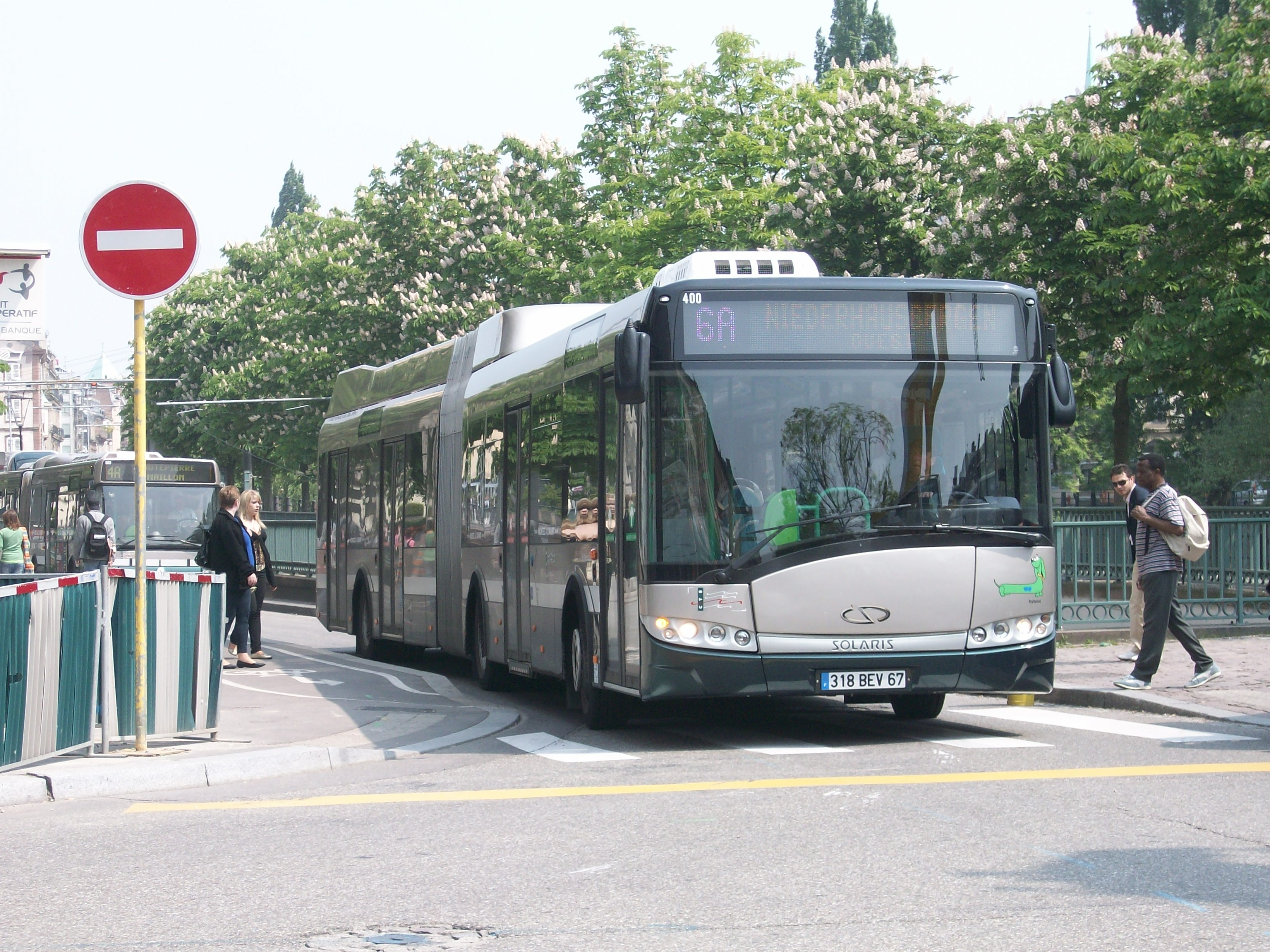
Un bus du réseau CTS.

#### 68 -Haut-Rhin
- Cernay : Boug'en Bus
- Colmar : Trace
- Mulhouse : Soléa
- Saint-Louis : Distribus

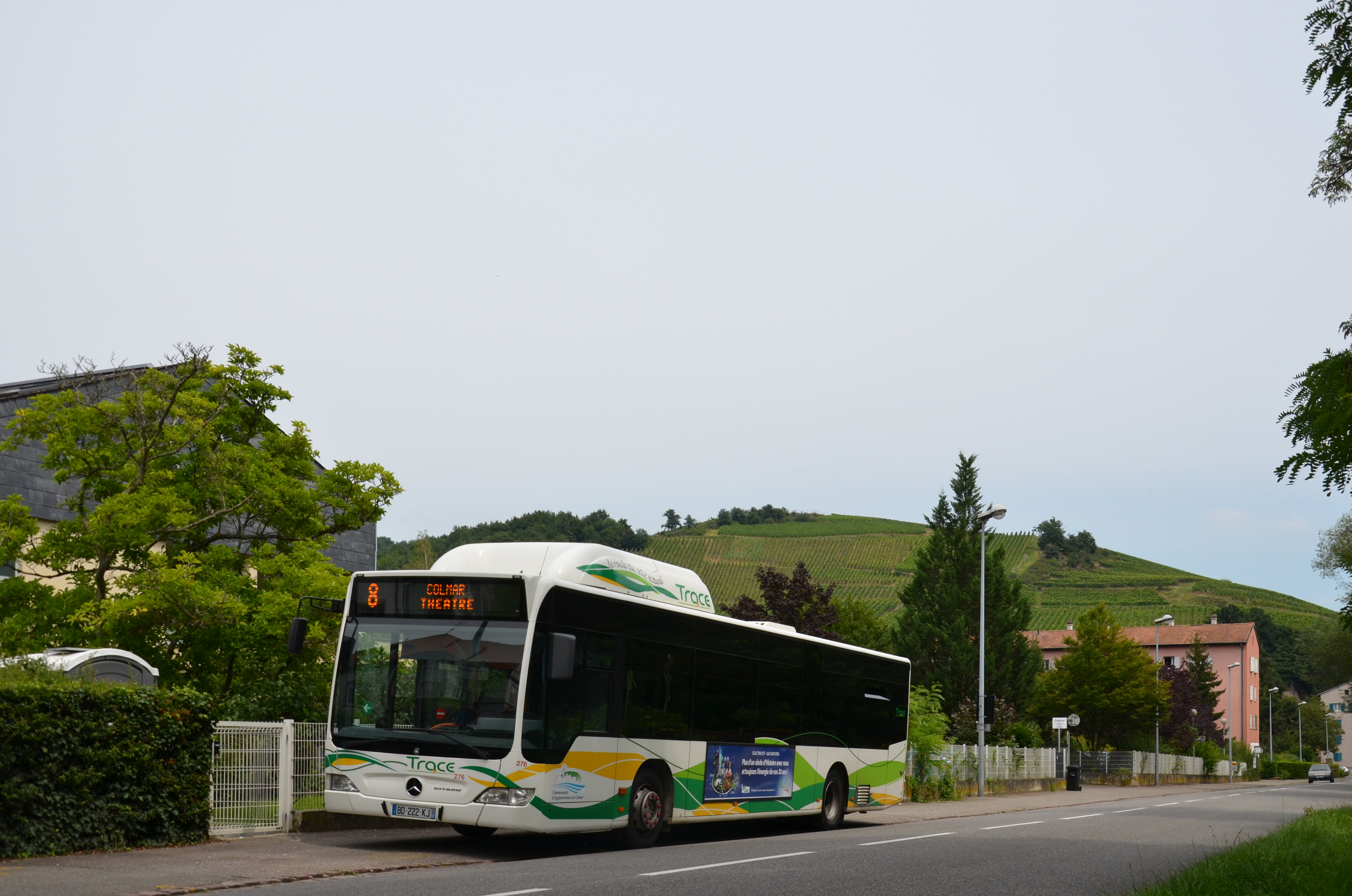
Un bus du réseau Trace.
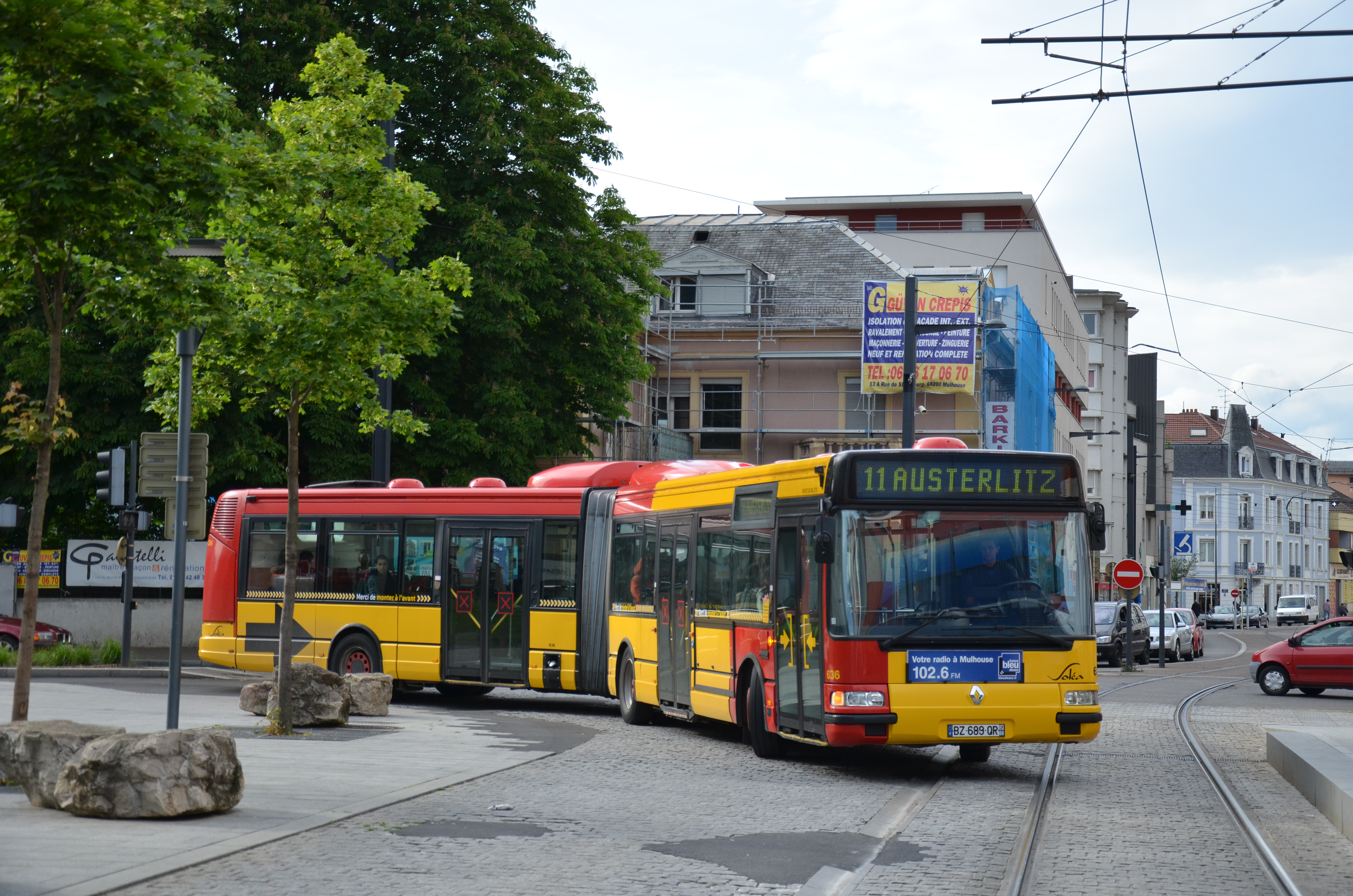
Un bus du réseau Soléa.
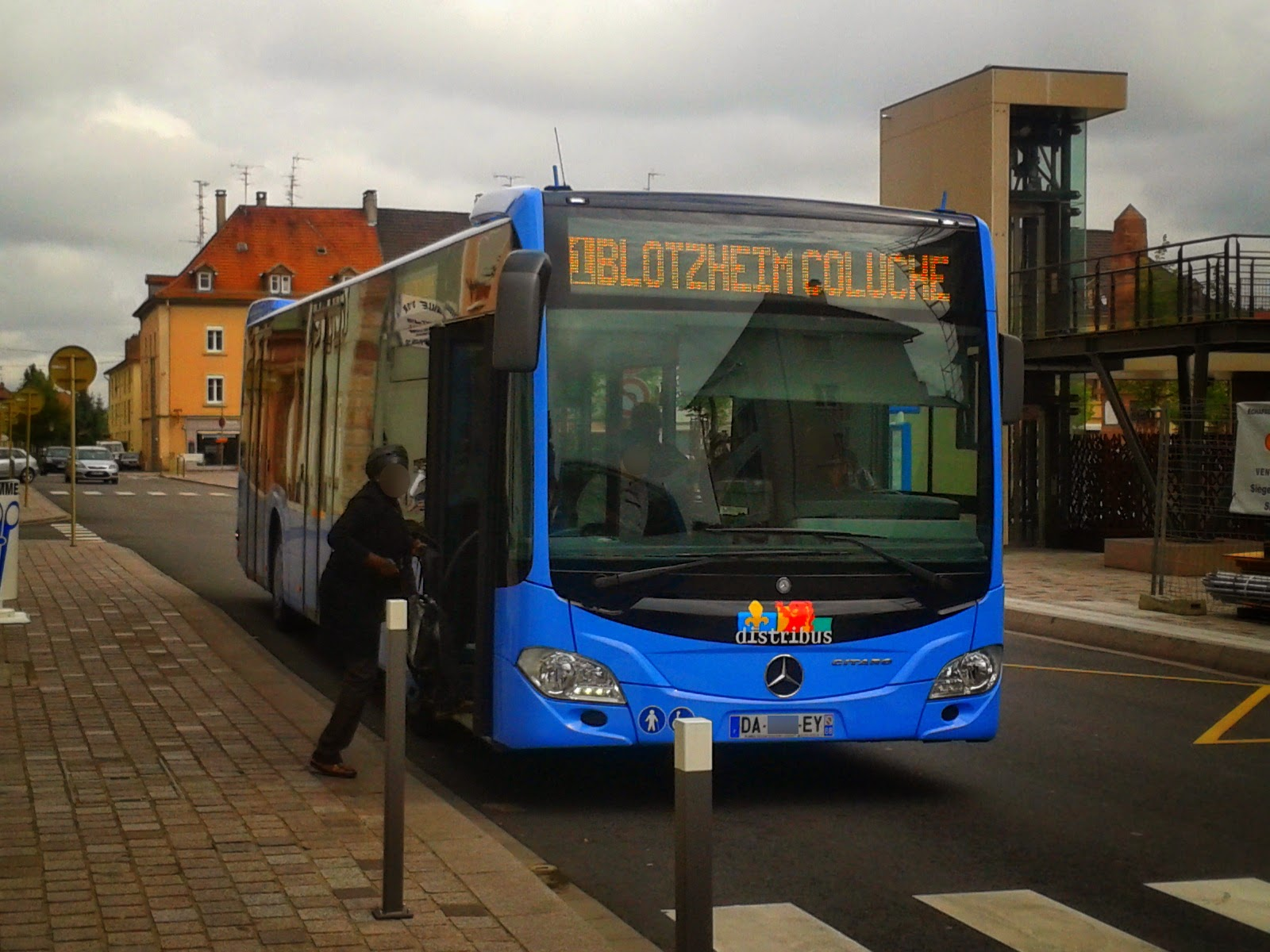
Un bus du réseau Distribus.

#### 88 -Vosges
- Épinal : Imagine

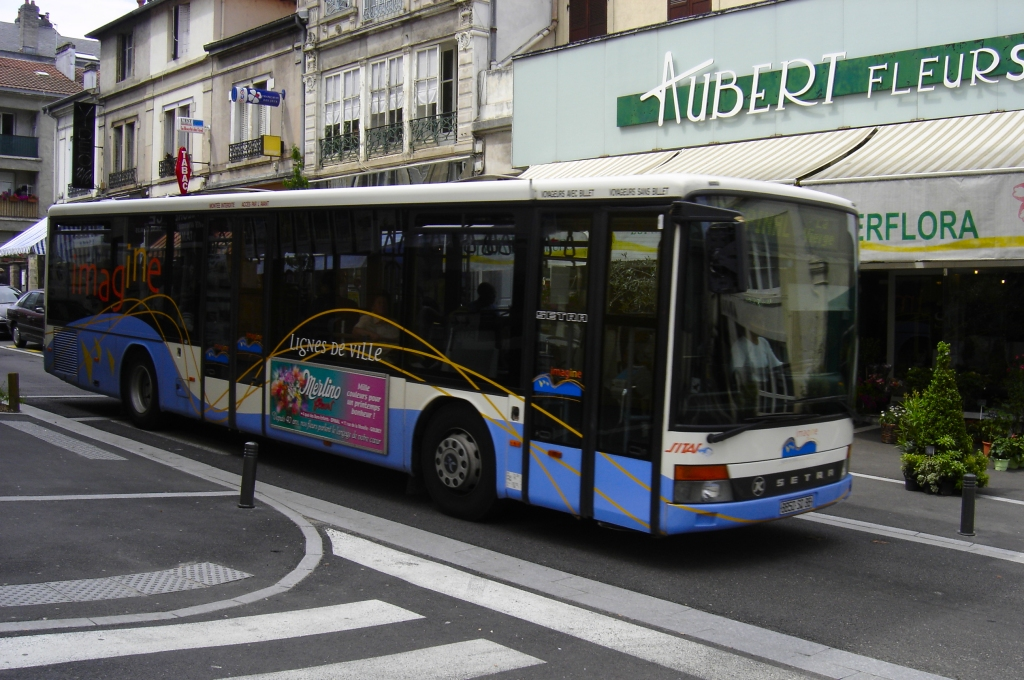
Un bus du réseau Imagine.

### Hauts-de-France
TER Hauts-de-France

#### 02 -Aisne

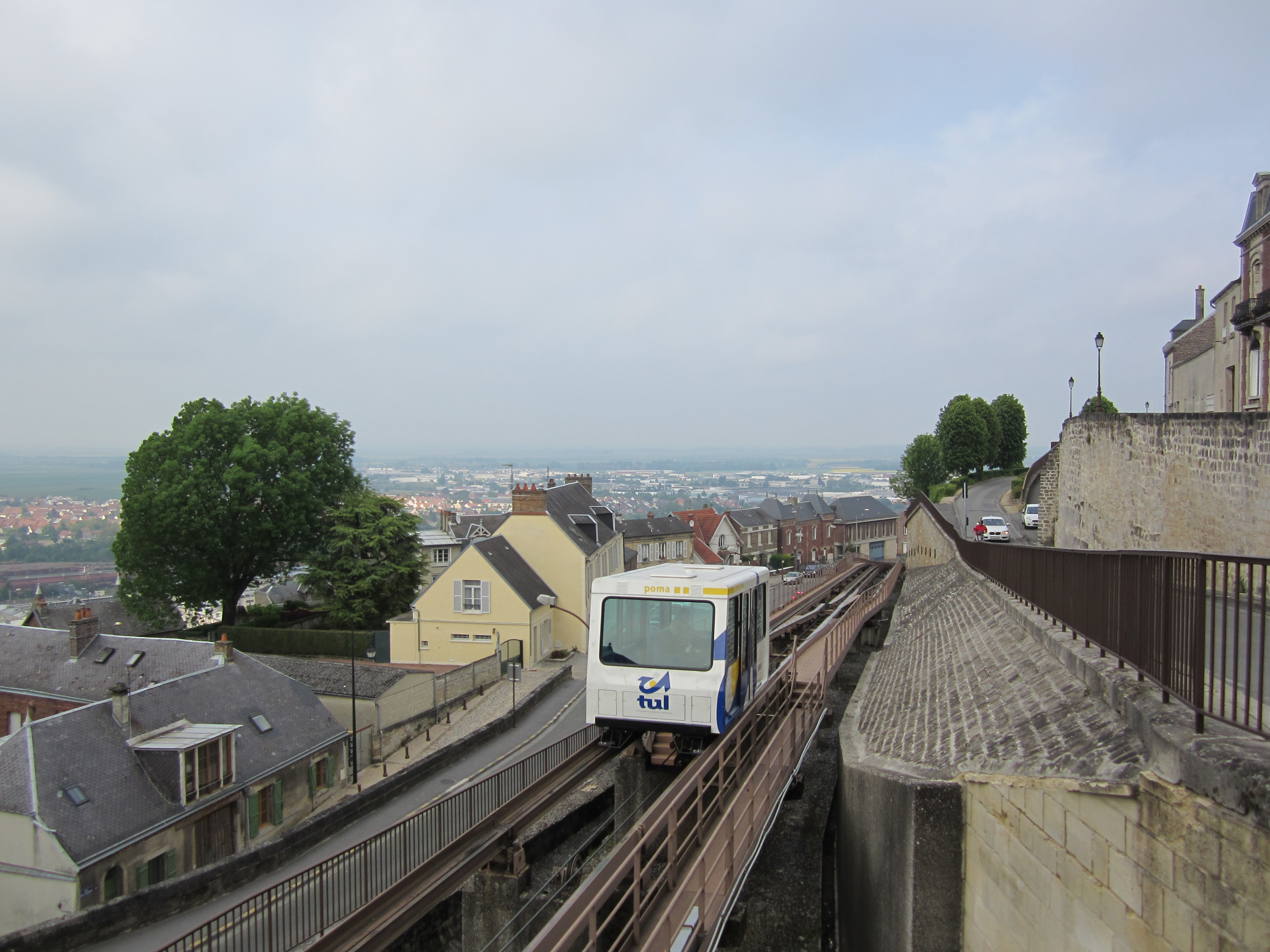
Le réseau TUL.

Réseau interurbain de l'Aisne
- Château Thierry : Fablio
- Saint-Quentin : Bus Pastel
- Laon : TUL
- Soissons : SITUS

- Le réseau TUL.

#### 59 -Nord
| Réseau                      | Type                                                 | Situation           | AOM                                                                           | Image |
| --------------------------- | ---------------------------------------------------- | ------------------- | ----------------------------------------------------------------------------- | ----- |
| Arc-en-Ciel                 | Autocar                                              | Département du Nord | Région Hauts-de-France                                                        |       |
| DK'Bus                      | Autobus Transport à la demande                       | Dunkerque           | Communauté urbaine de Dunkerque                                               |       |
| Évéole (ex TUB du Douaisis) | Autobus Autocar Transport à la demande               | Douai               | Syndicat Mixte des Transports du Douaisis                                     |       |
| TUC                         | Autobus Autocar Transport à la demande               | Cambrai             | Communauté d’agglomération de Cambrai                                         |       |
| Ilévia                      | Métro Tramway Autobus Autocar Transport à la demande | Lille               | Métropole européenne de Lille                                                 |       |
| Stibus                      | Autobus Autocar Transport à la demande               | Maubeuge            | Sambre Mobilités                                                              |       |
| Transvilles                 | Tramway Autobus Autocar Transport à la demande       | Valenciennes        | Syndicat intercommunal de mobilité et d’organisation urbaine du Valenciennois |       |

#### 60 -Oise
Réseau Oise
- Beauvais : Corolis
- Chantilly : DUC
- Clermont : Lebus
- Communauté de communes de la Plaine d'Estrées : Hop Là
- Communauté de communes Thelloise : Pass'Thelle Bus
- Compiègne : TIC
- Creil : AXO
- Crépy-en-Valois : Cypré
- Lamorlaye : La Navette
- Méru : Sablons Bus
- Noyon : Lib'bus
- Pont-Sainte-Maxence : TOHM
- Senlis : TUS

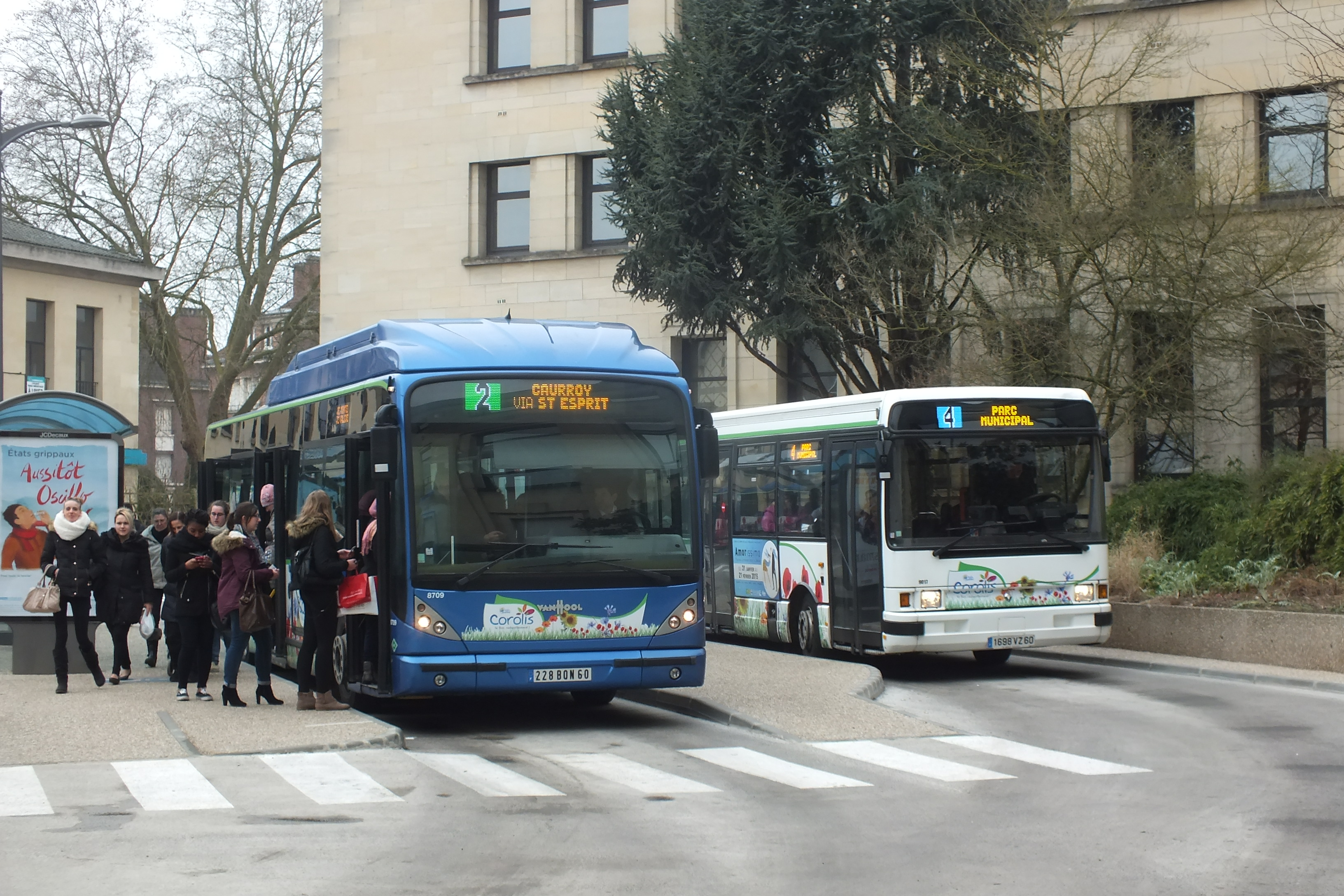
Des bus du réseau Corolis.
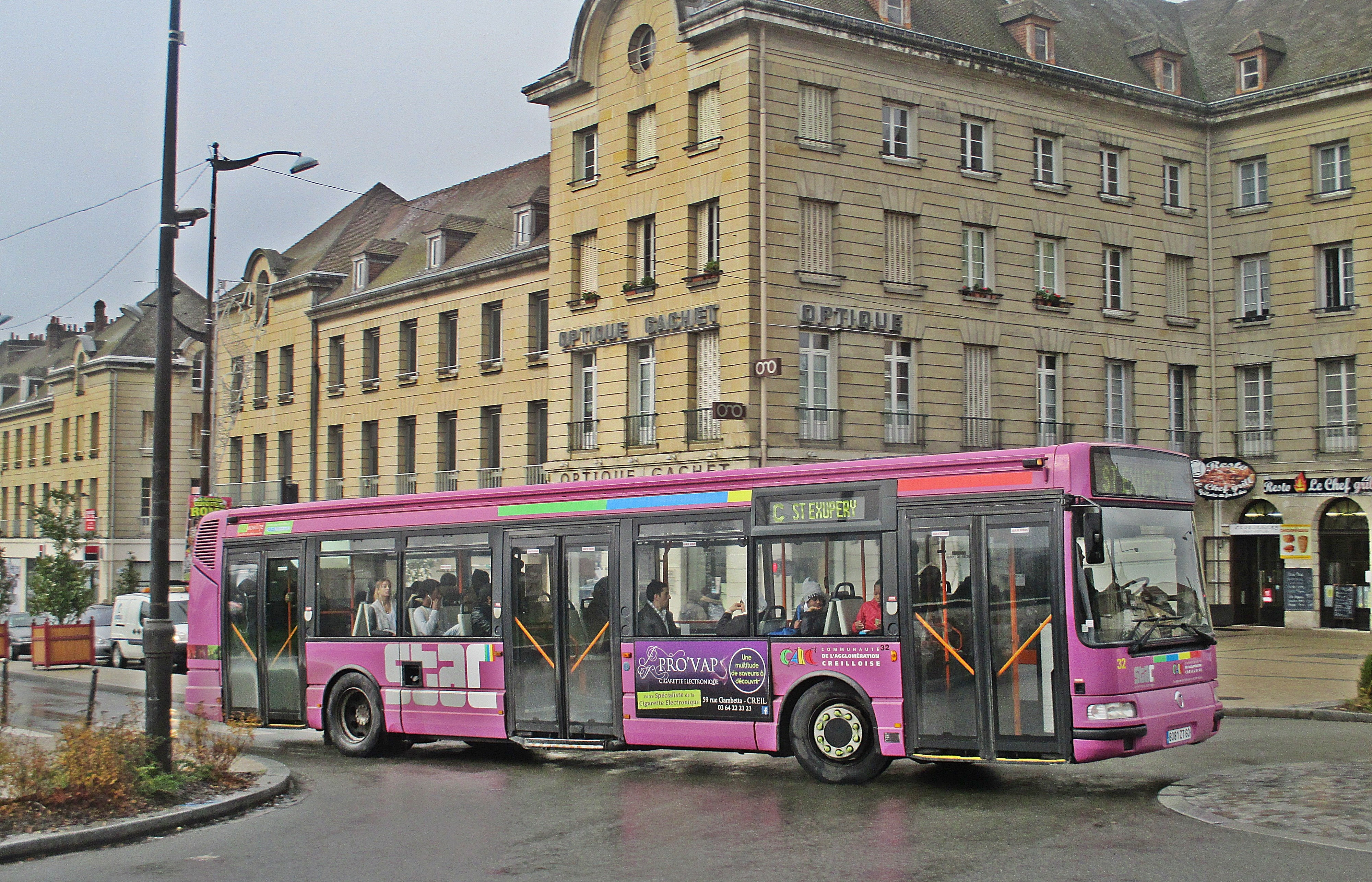
Un bus du réseau STAC.
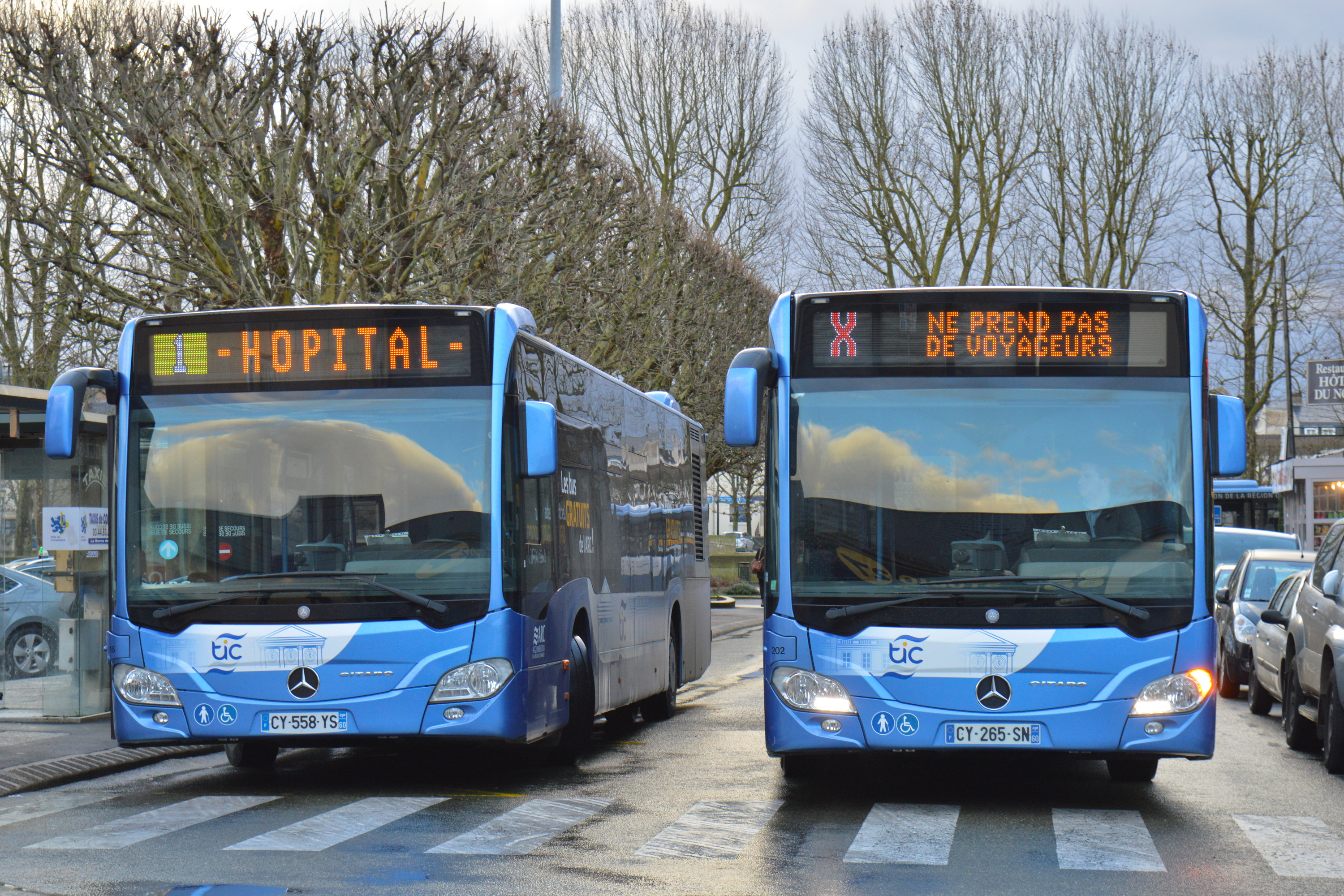
Deux bus du réseau TIC de Compiègne

#### 62 -Pas-de-Calais
Oscar
- Arras : Artis
- Berck, Le Touquet-Paris-Plage, Montreuil-sur-Mer : Transports de la CA2BM
- Béthune : Tadao
- Boulogne-sur-Mer : Marinéo
- Calais : Imag'in
- Lens : Tadao
- Saint-Omer : Mouvéo

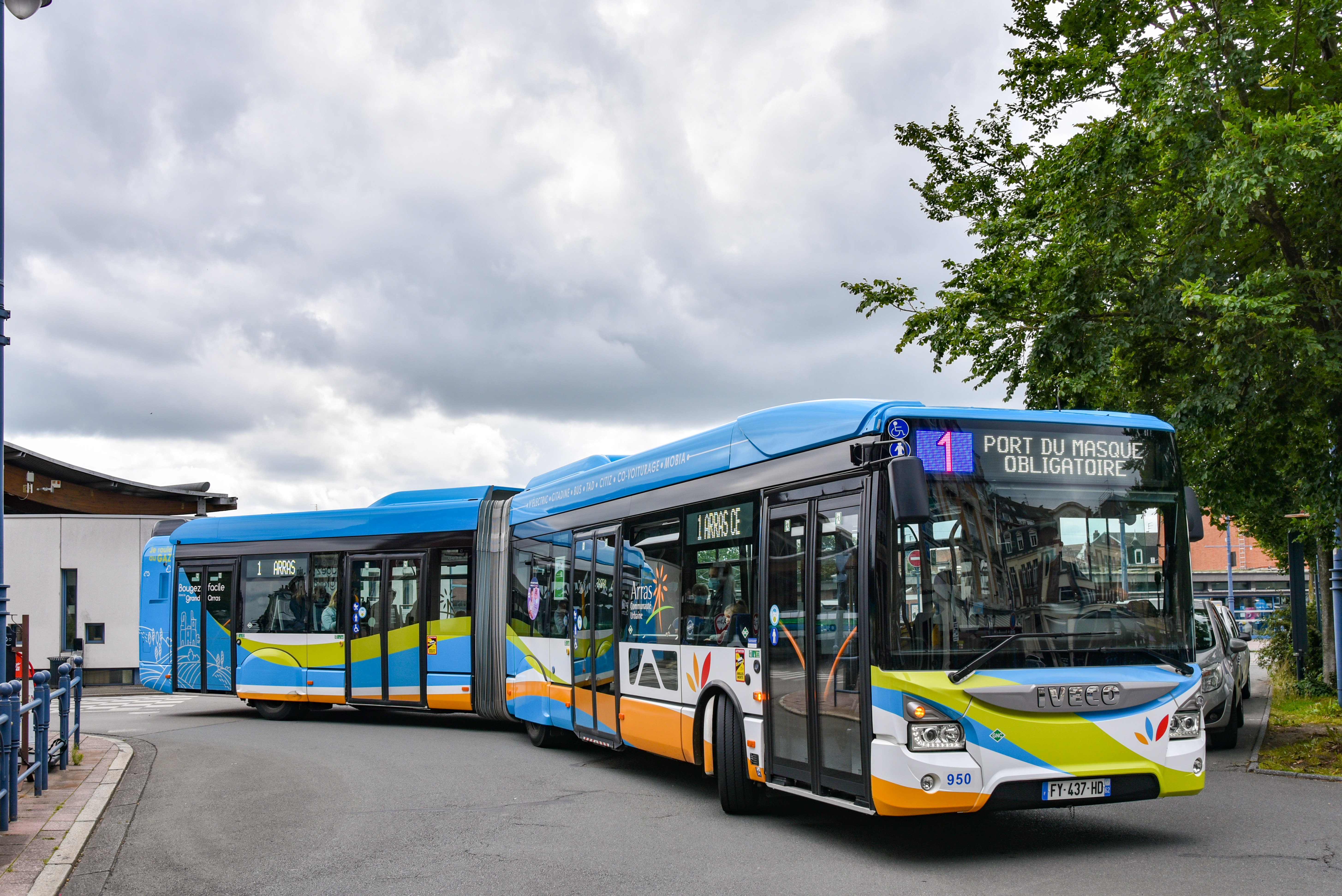
Un bus du réseau Artis.
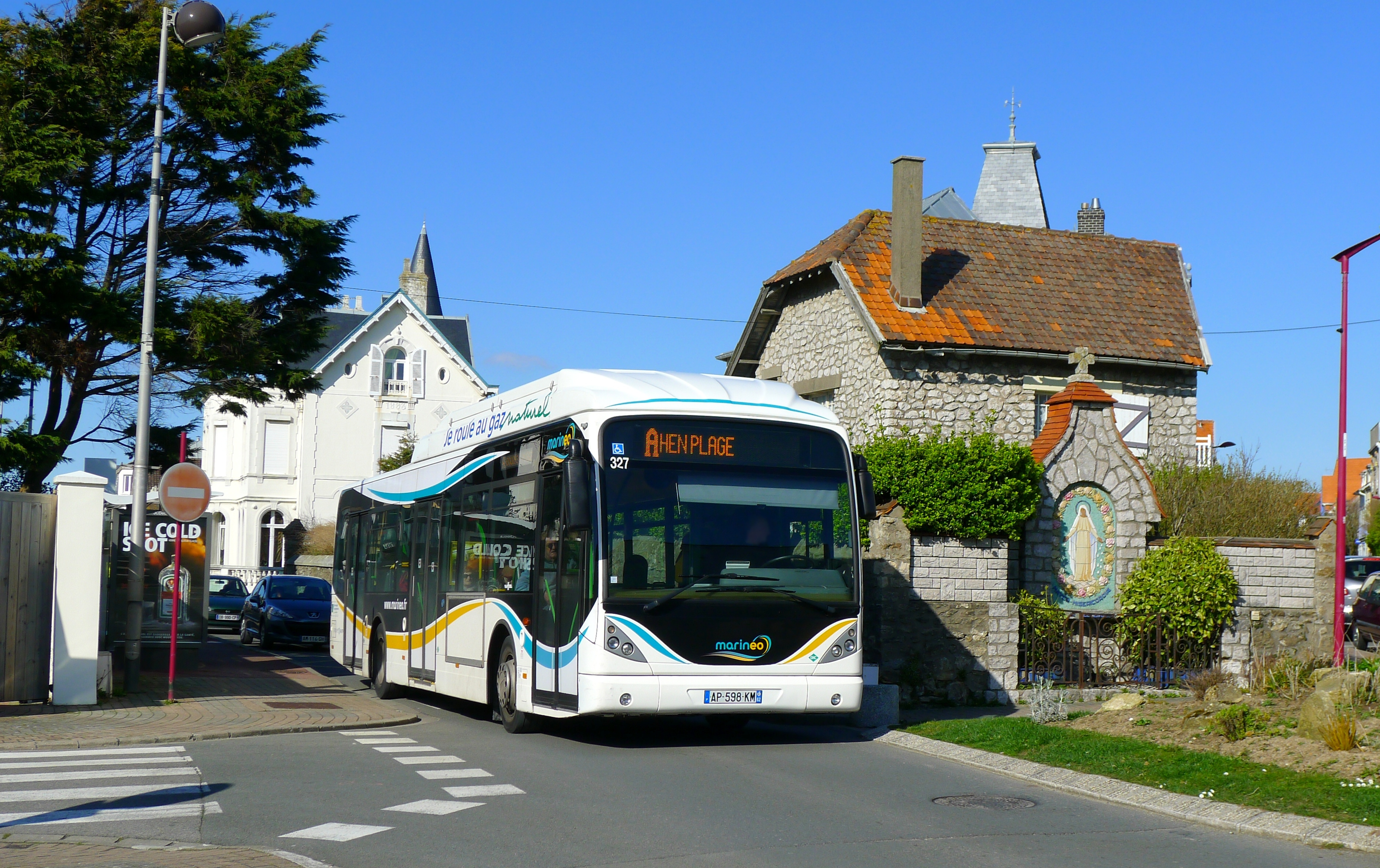
Un bus du réseau Marinéo.
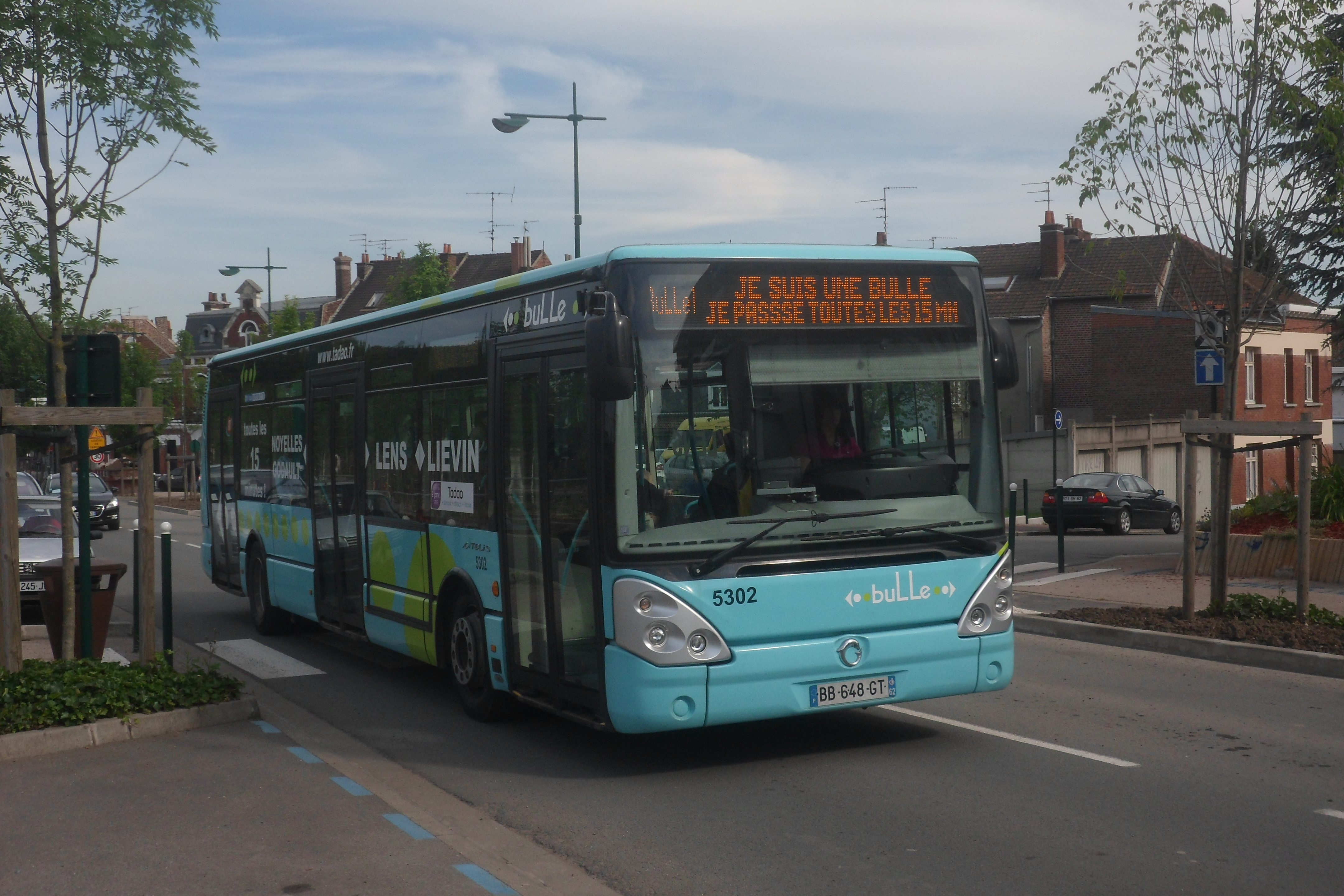
Un bus du réseau Tadao.

#### 80 -Somme
Trans'80
- Abbeville : BAAG (Bus Abbeville Agglomération)
- Amiens : Amétis

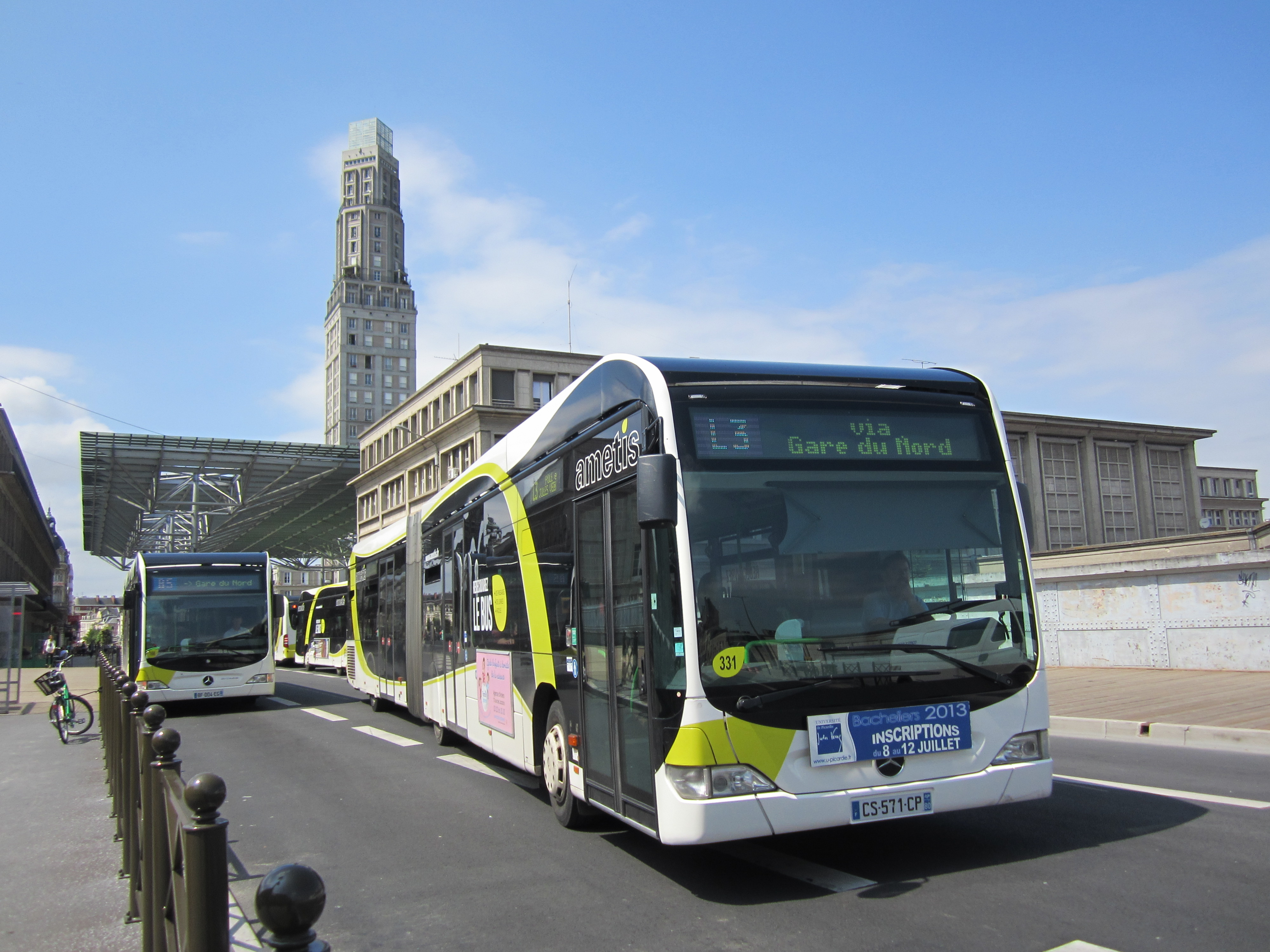
Un bus du réseau Amétis.

### Île-de-France
Organisés par Île-de-France Mobilités, les réseaux franciliens sont très divers mais sont liés notamment par une tarification commune.
On retrouve les réseaux ferroviaires suivants :
- Métro de Paris ;
- Tramway d'Île-de-France ;
- Réseau express régional d'Île-de-France (RER) ;
- Transilien.

Du côté des autobus, outre le réseau de bus RATP, on retrouve des dizaines de réseaux, organisés soit en fonction des transporteurs soit en fonction des collectivités et qui sont listés sur l'article autobus d'Île-de-France.

### Normandie
Le réseau interurbain de Normandie s'appelle Nomad Cars et regroupe les anciens réseaux interurbains des cinq départements (Bus Verts, Réseau interurbain de l'Eure, Manéo, Cap'Orne et Réseau interurbain de la Seine-Maritime).
Il existe aussi 29 réseaux de transports urbains en mars 2024 (cinq dans le Calvados, six dans l'Eure, six dans la Manche, quatre dans l'Orne et huit en Seine-Maritime).
| Réseau                       | Ville                                        | AOM                                                   | Département         | Image                                                      |
| ---------------------------- | -------------------------------------------- | ----------------------------------------------------- | ------------------- | ---------------------------------------------------------- |
| Bybus                        | Bayeux                                       | SIVU transport urbain Bayeux et communes associées    | 14 - Calvados       |                                                            |
| Twisto                       | Caen                                         | Caen la Mer                                           | 14 - Calvados       |                                                            |
| H.O. Bus                     | Honfleur                                     | Ville de Honfleur                                     | 14 - Calvados       |                                                            |
| Astrobus                     | Lisieux                                      | Communauté d'agglomération Lisieux Normandie          | 14 - Calvados       |                                                            |
| Amibus                       | Vire Normandie                               | Communauté de communes Intercom de la Vire au Noireau | 14 - Calvados       |                                                            |
| Bmob                         | Bernay                                       | Intercom Bernay Terres de Normandie                   | 27 - Eure           |                                                            |
| Trans Urbain                 | Évreux                                       | Évreux Portes de Normandie                            | 27 - Eure           |                                                            |
| Gibus                        | Gisors                                       | Ville de Gisors                                       | 27 - Eure           |                                                            |
| SEMO                         | Louviers                                     | Communauté d'agglomération Seine-Eure                 | 27 - Eure           |                                                            |
| Le Bus                       | Pont-Audemer                                 | Ville de Pont-Audemer                                 | 27 - Eure           |                                                            |
| SN'go                        | Vernon                                       | Seine Normandie Agglomération                         | 27 - Eure           |                                                            |
| SéeBus                       | Avranches                                    | Ville d'Avranches                                     | 50 - Manche         |                                                            |
| Cap Cotentin                 | Cherbourg-en-Cotentin                        | Communauté d'agglomération du Cotentin                | 50 - Manche         |                                                            |
| Cosibus                      | Coutances                                    | Ville de Coutances                                    | 50 - Manche         |                                                            |
| NEVA                         | Granville                                    | Ville de Granville                                    | 50 - Manche         |                                                            |
| Navette du Mont-Saint-Michel | Le Mont-Saint-Michel                         | Établissement public du Mont-Saint-Michel             | 50 - Manche         |                                                            |
| SLAM BUS                     | Saint-Lô                                     | Saint-Lô Agglo                                        | 50 - Manche         |                                                            |
| Alto                         | Alençon                                      | Communauté urbaine d'Alençon                          | 61 - Orne           |                                                            |
| Argentan Bus                 | Argentan                                     | Terres d'Argentan Interco                             | 61 - Orne           |                                                            |
| Navette                      | Bagnoles de l'Orne Normandie                 | Communauté de communes Andaine-Passais                | 61 - Orne           |                                                            |
| Némus                        | Flers                                        | Flers Agglo                                           | 61 - Orne           |                                                            |
| Rezo'bus                     | Bolbec, Lillebonne, Notre-Dame-de-Gravenchon | Caux Seine Agglo                                      | 76 - Seine-Maritime | GX 137 L sur la ligne 4                                    |
| Deep Mob                     | Dieppe                                       | Communauté d'agglomération de la Région Dieppoise     | 76 - Seine-Maritime | Mercedes Conecto Hybrid sur la ligne 3 direction Pont Ango |
| Ficibus                      | Fécamp                                       | Fécamp Caux Littoral Agglomération                    | 76 - Seine-Maritime |                                                            |
| Lia                          | Le Havre                                     | Le Havre Seine Métropole                              | 76 - Seine-Maritime |                                                            |
| Astuce                       | Rouen et Elbeuf                              | Métropole Rouen Normandie                             | 76 - Seine-Maritime |                                                            |
| Saint Val'Bus                | Saint-Valery-en-Caux                         | Ville de Saint-Valery-en-Caux                         | 76 - Seine-Maritime |                                                            |
| Vikibus                      | Yvetot                                       | Communauté de communes Yvetot Normandie               | 76 - Seine-Maritime |                                                            |
| MOCA                         | Barentin                                     | Communauté de communes Caux-Austreberthe              | 76 - Seine-Maritime |                                                            |

### Nouvelle-Aquitaine
TER Nouvelle-Aquitaine

#### 16 -Charente
Cartrans / Citram Charente
- Angoulême : Möbius
- Cognac : TransCom

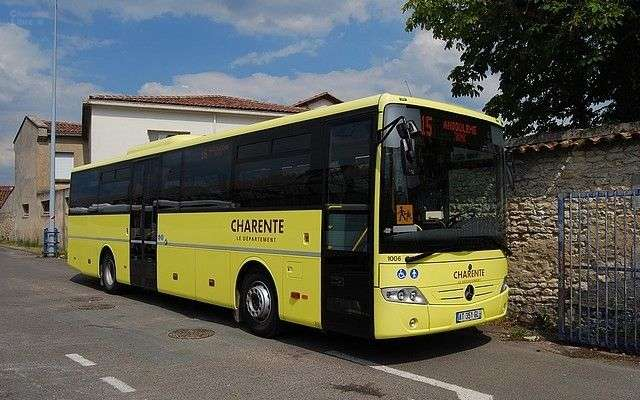
Un car du réseau Citram Charente.
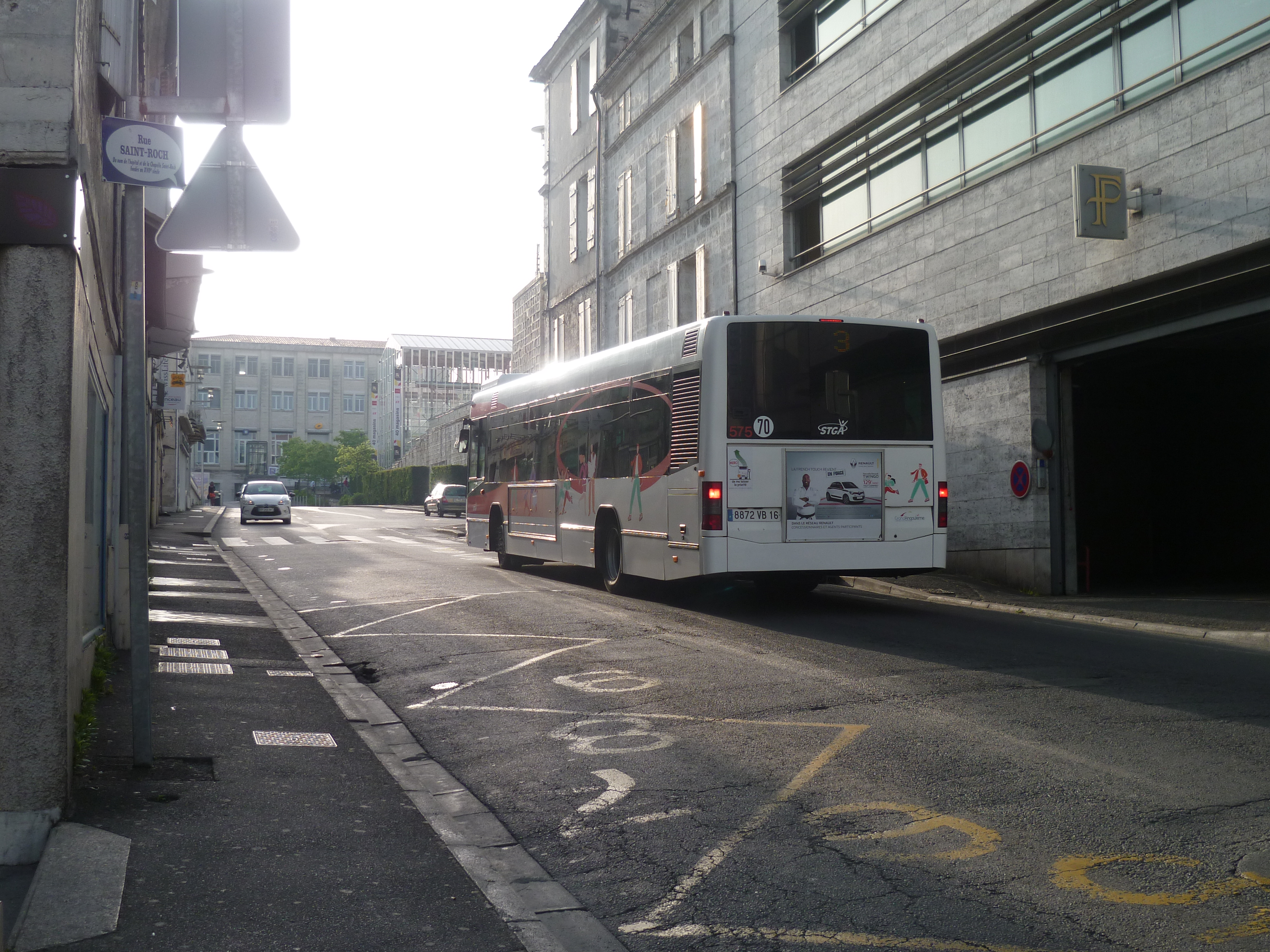
Un bus du réseau STGA.
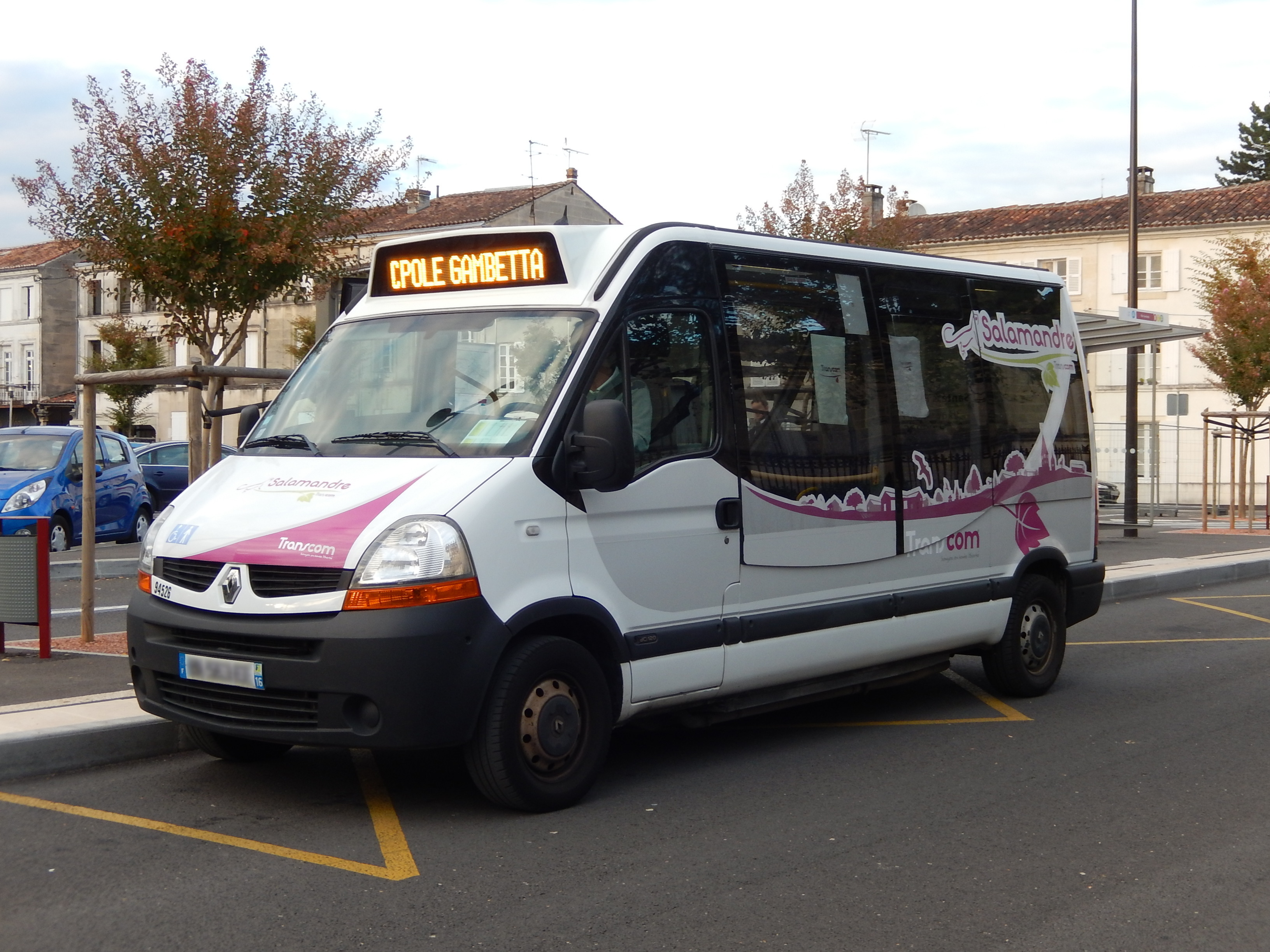
Une navette du réseau TransCom.

#### 17 -Charente-Maritime
Les Mouettes
- La Rochelle : Autobus Yélo
- Royan : Cara'Bus
- Saintes : Buss
- Rochefort-sur-Mer : R’bus

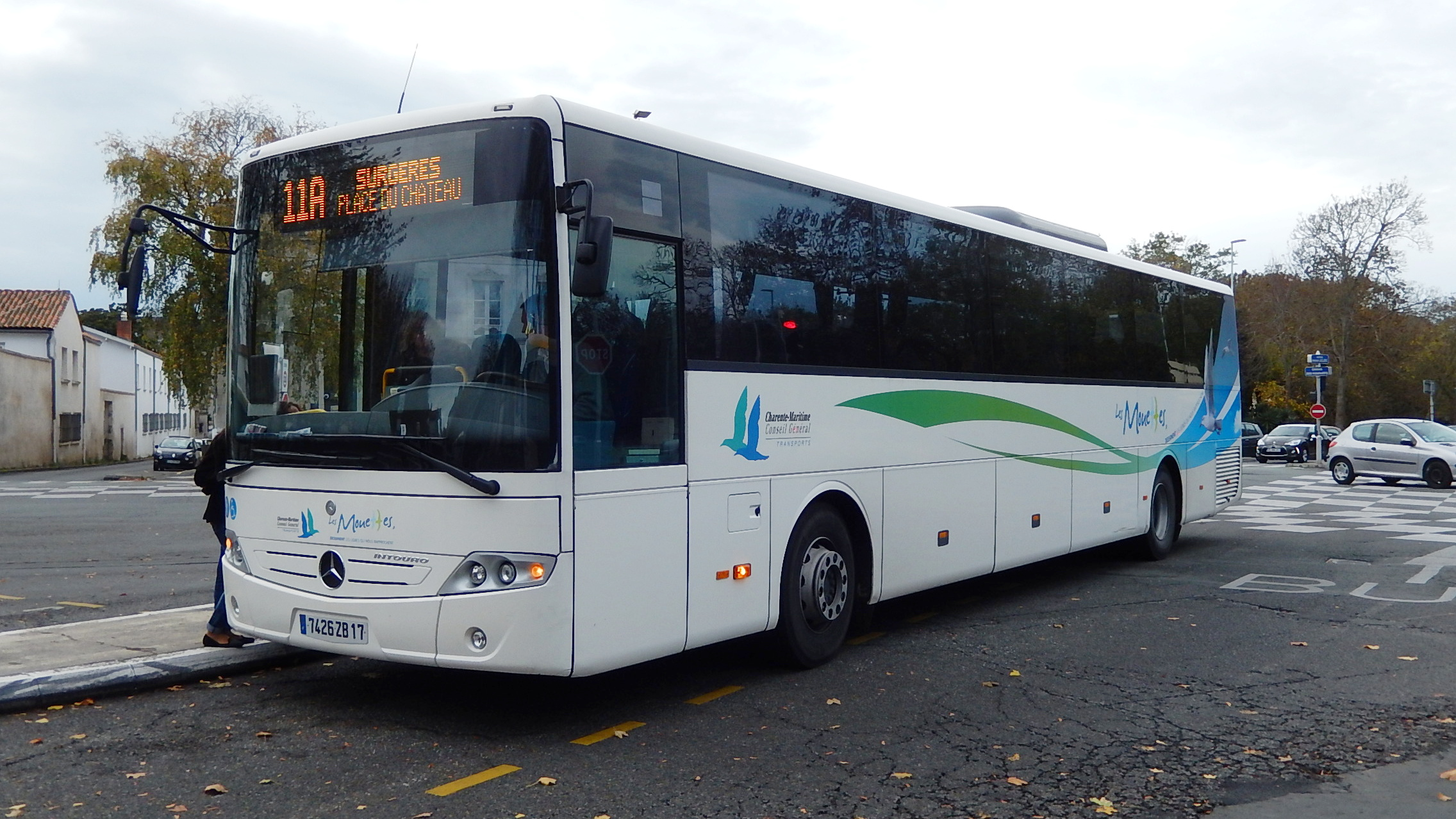
Un car du réseau Les Mouettes.
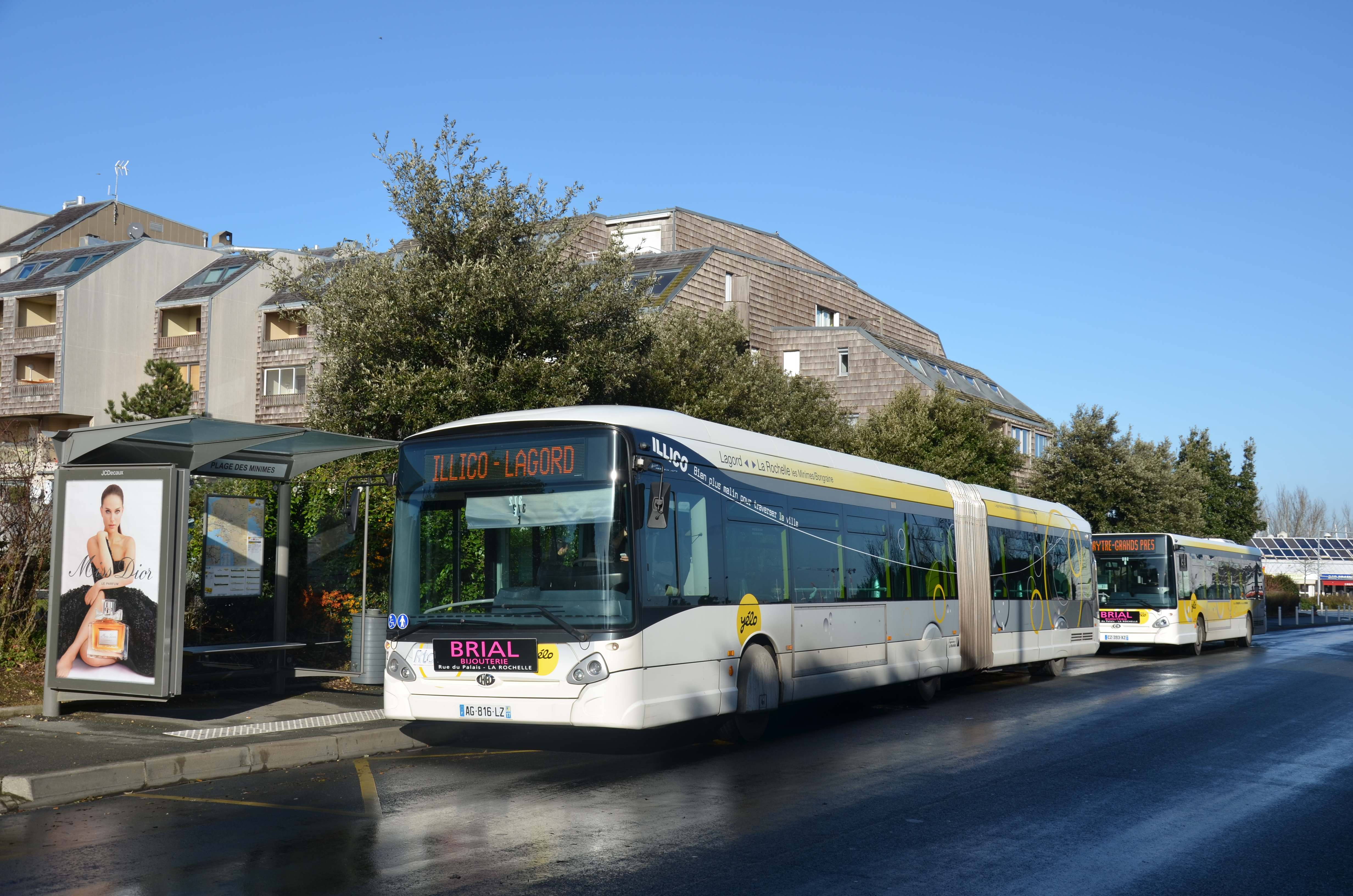
Un bus du réseau Autobus Yélo.
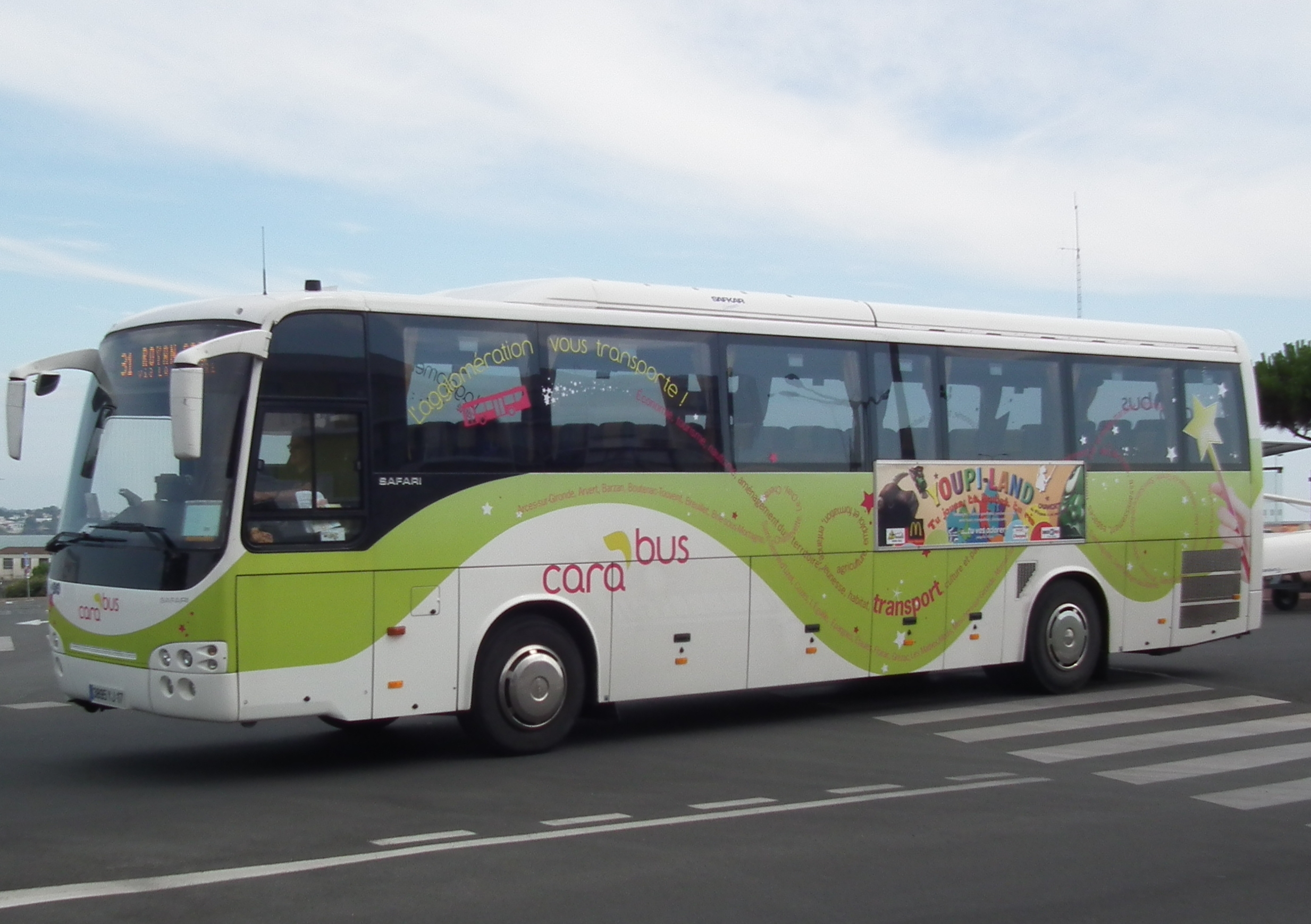
Un car du réseau Cara'Bus.
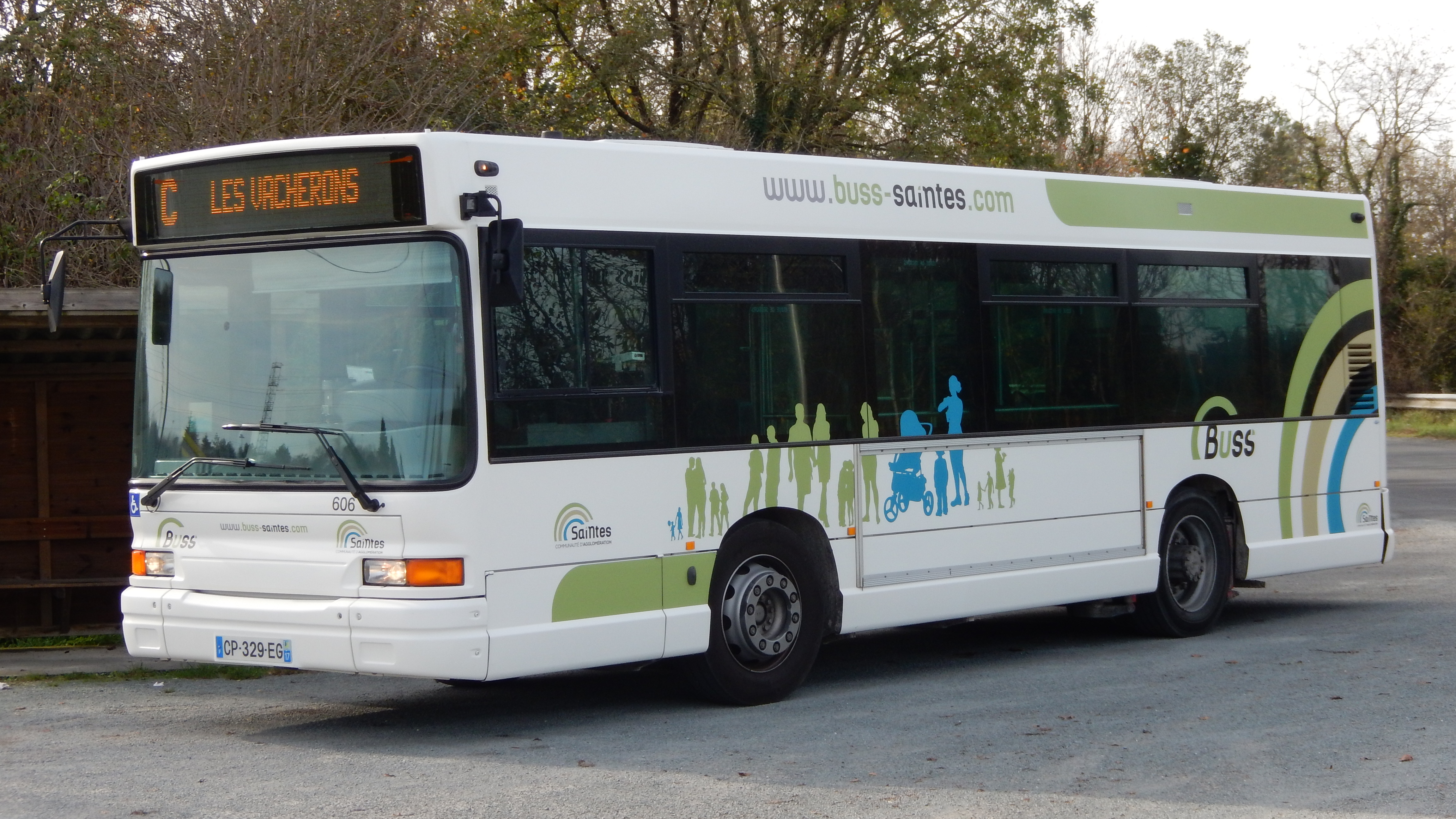
Un bus du réseau Buss.
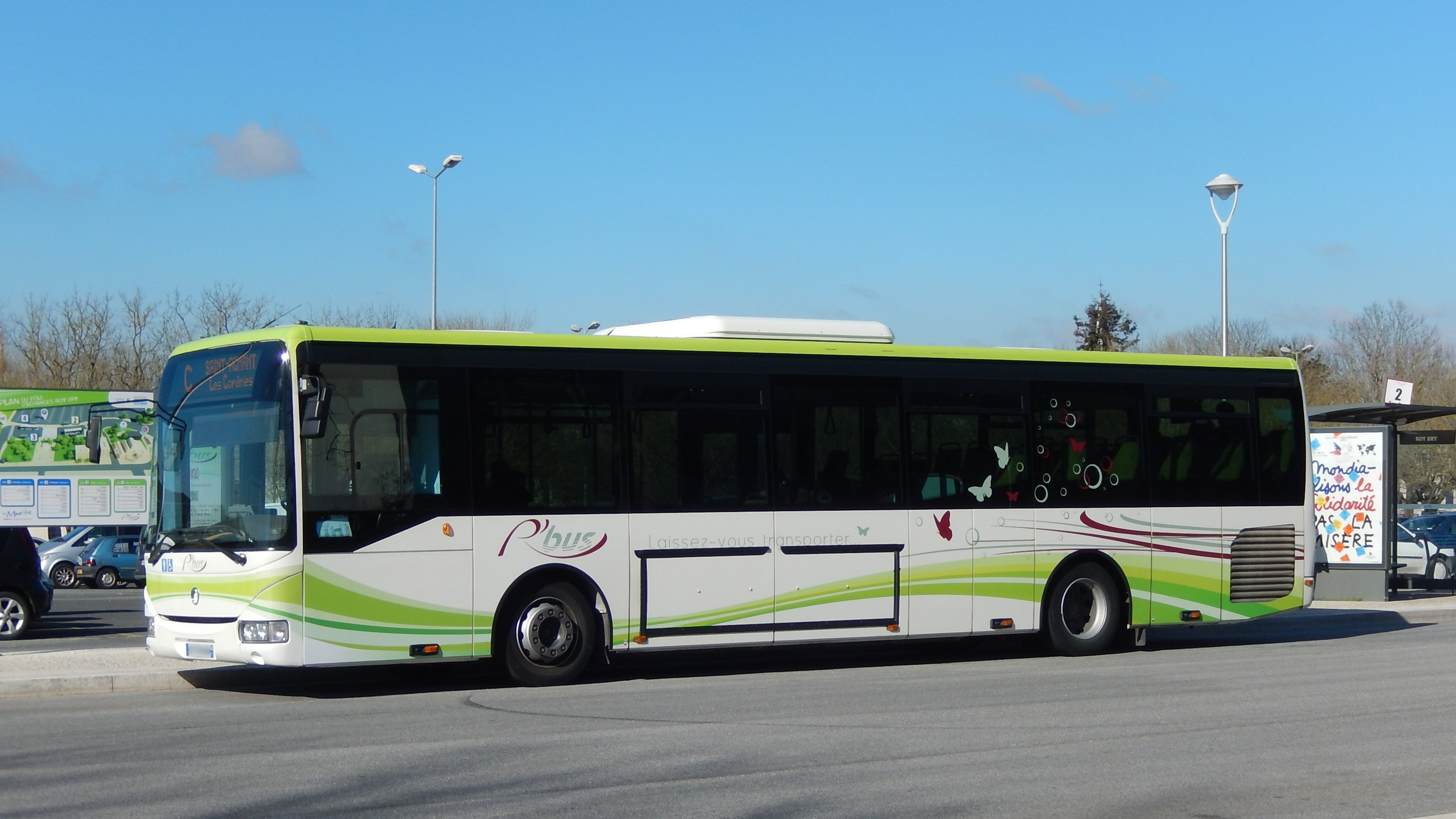
Un autocar du réseau R’bus.

#### 19 -Corrèze
Réseau interurbain de Corrèze
- Brive-la-Gaillarde : Libéo
- Tulle : TUT'Agglo

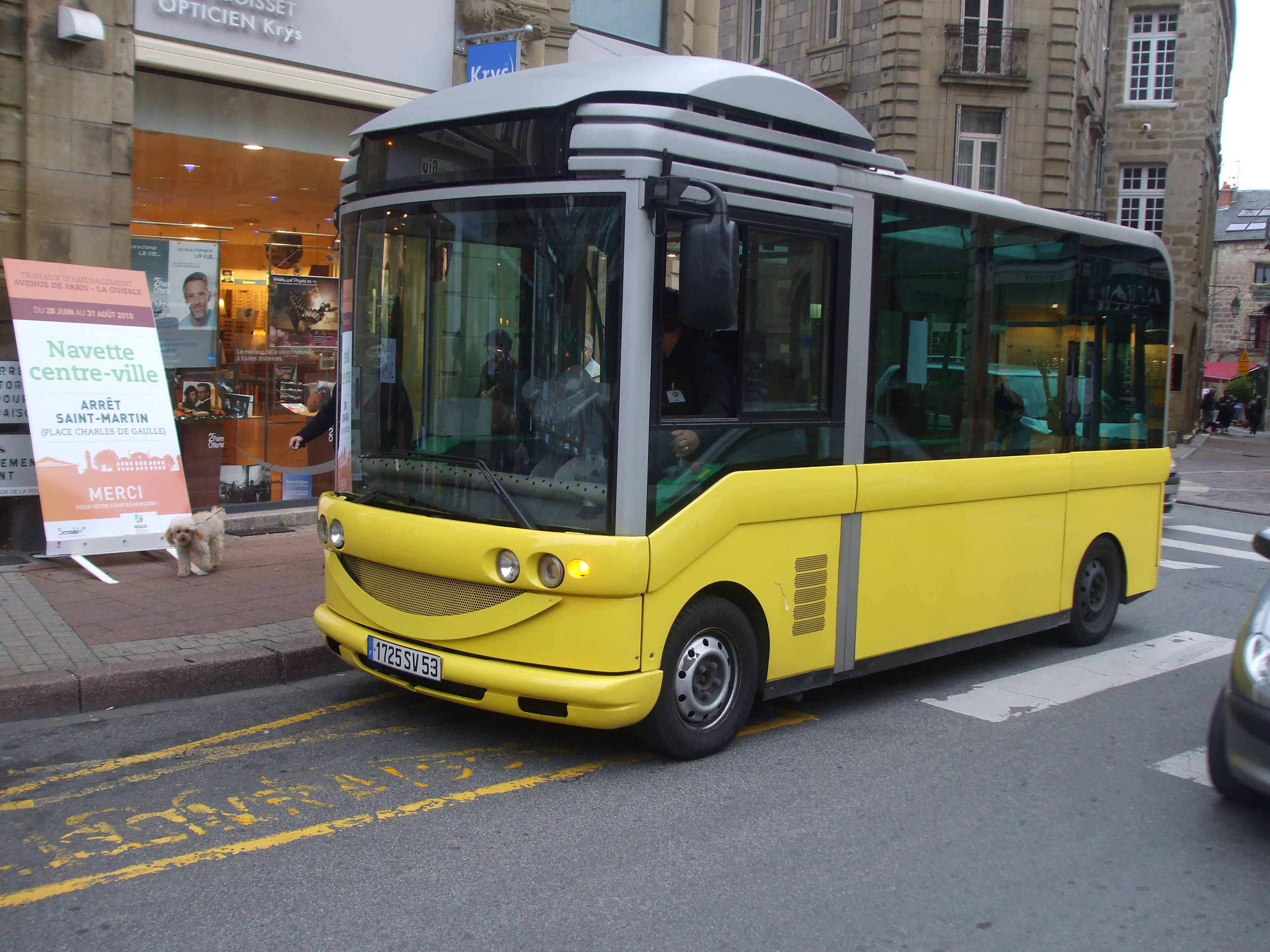
Une navette du réseau Libéo.

#### 23 -Creuse
TransCreuse
- Guéret : Agglo'Bus

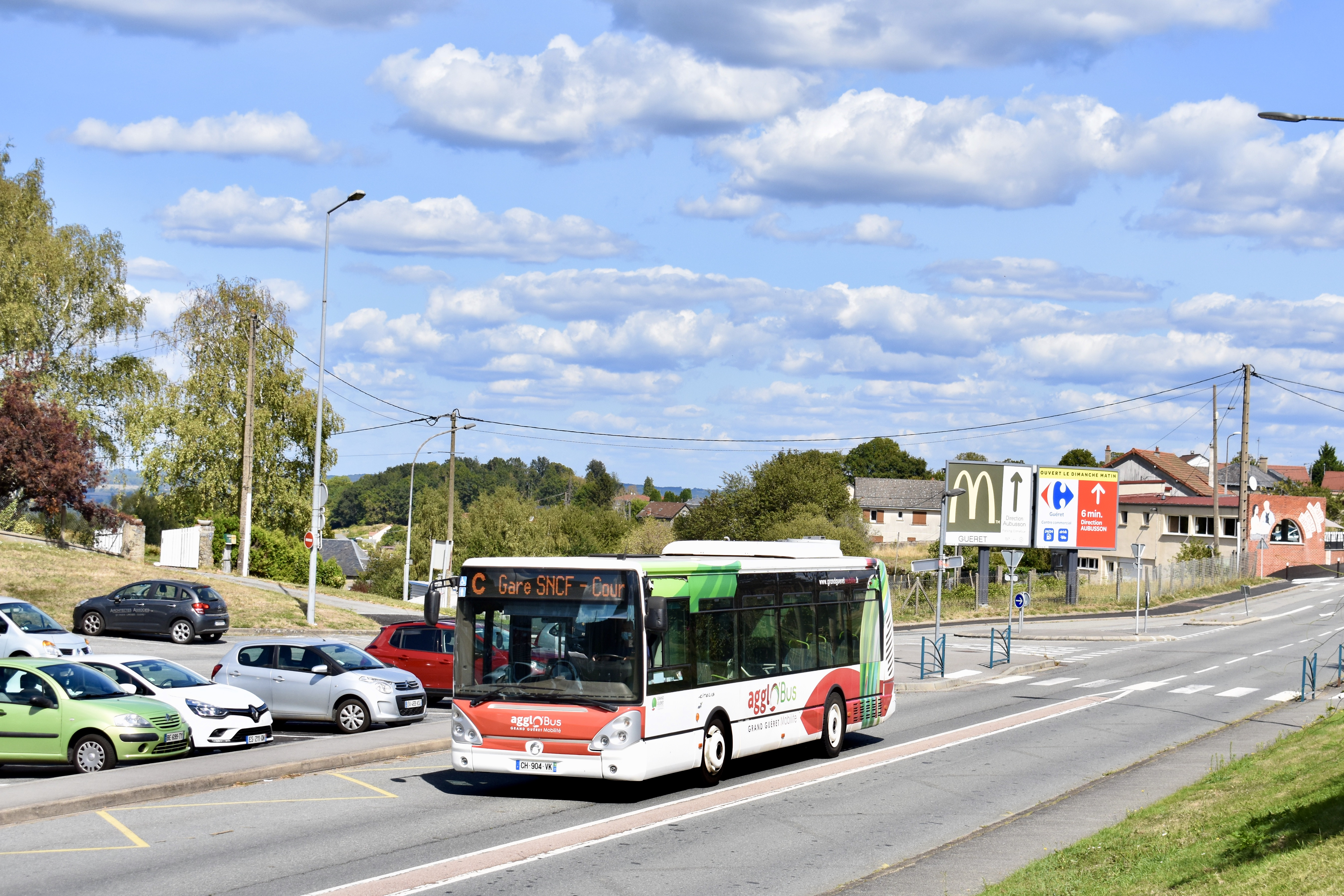
Un bus du réseau Agglo'Bus

#### 24 -Dordogne
Transpérigord
- Bergerac : TUB
- Périgueux : Péribus
- Sarlat-la-Canéda : Sarlat Bus

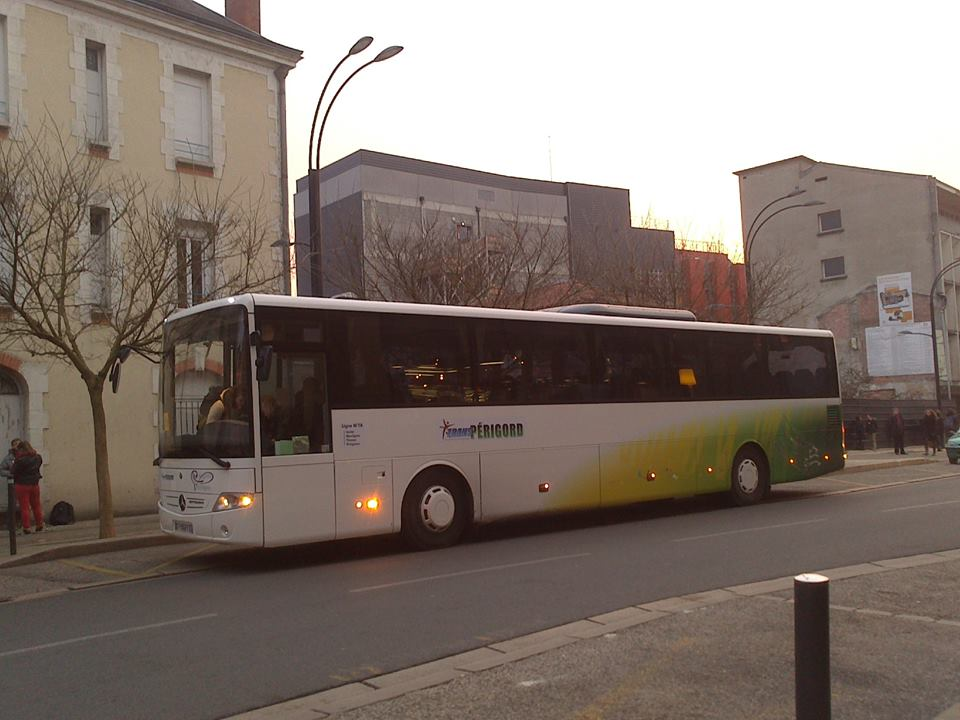
Un car du réseau Transpérigord.
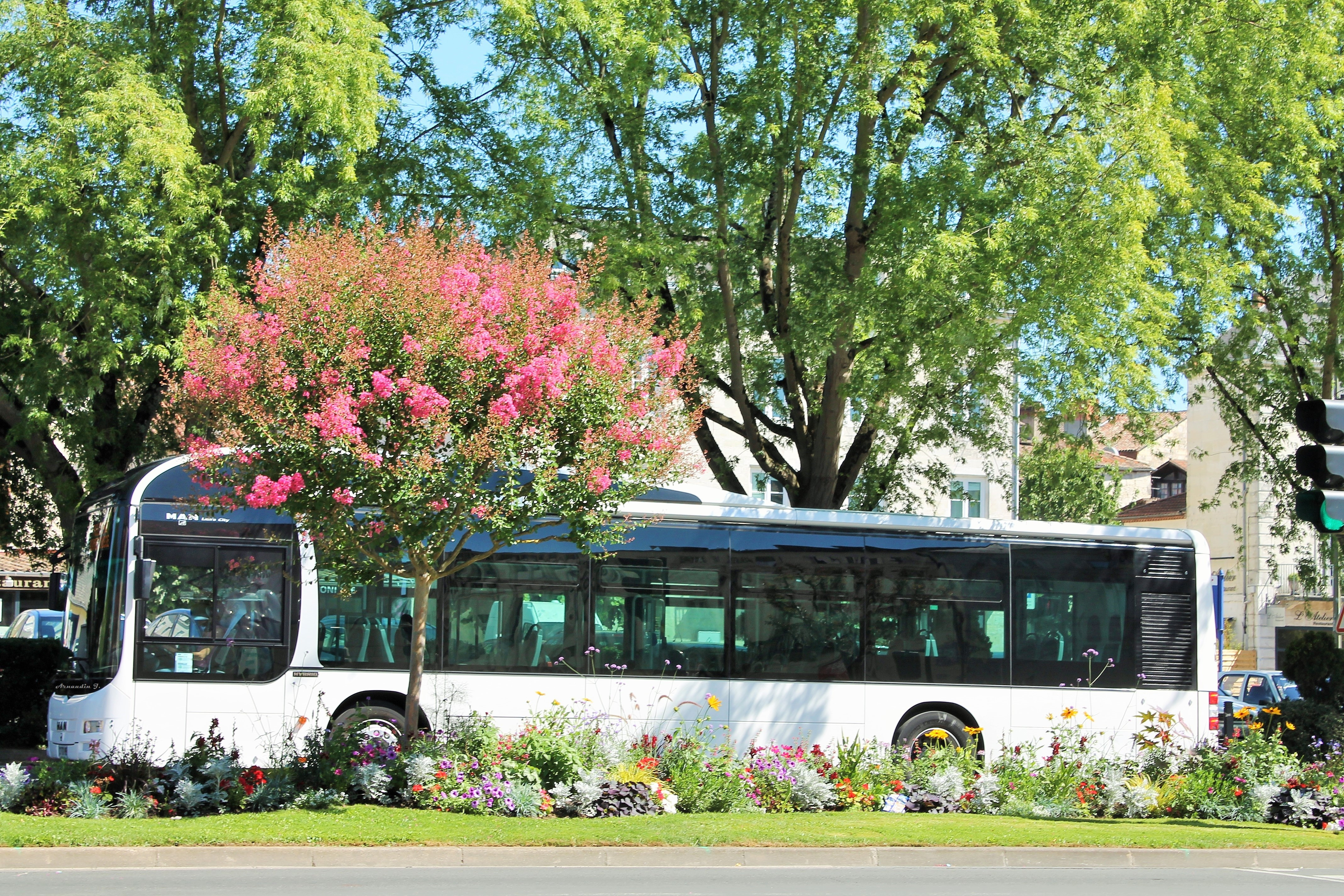
Un bus du réseau Péribus.

#### 33 -Gironde
TransGironde
- Arcachon : Baïa
- Bordeaux : TBM
- Communauté d'agglomération du Bassin d'Arcachon Nord : Alégo
- Coutras : Trans'villes
- Libourne : Calibus

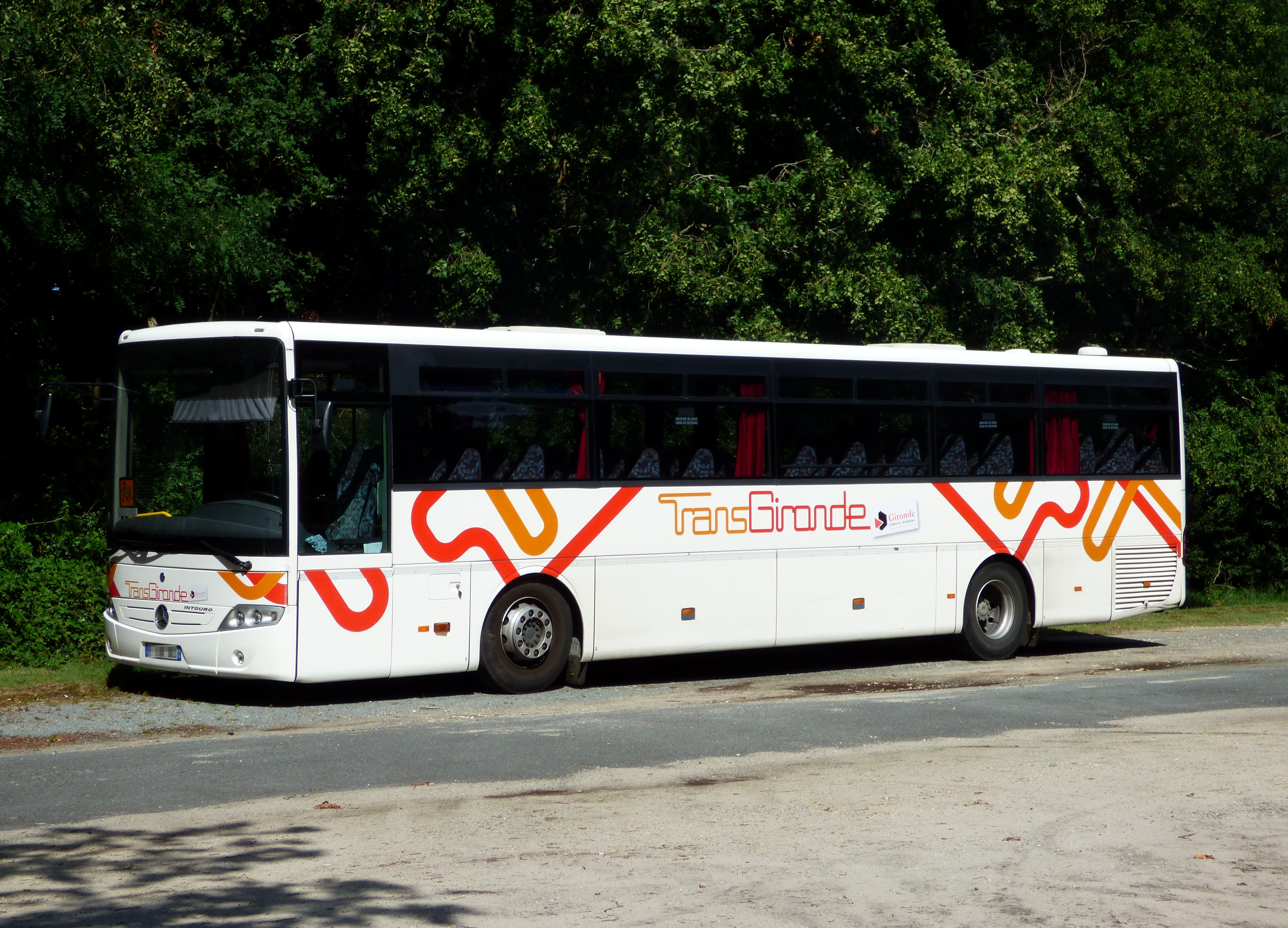
Un autocar du réseau TransGironde.
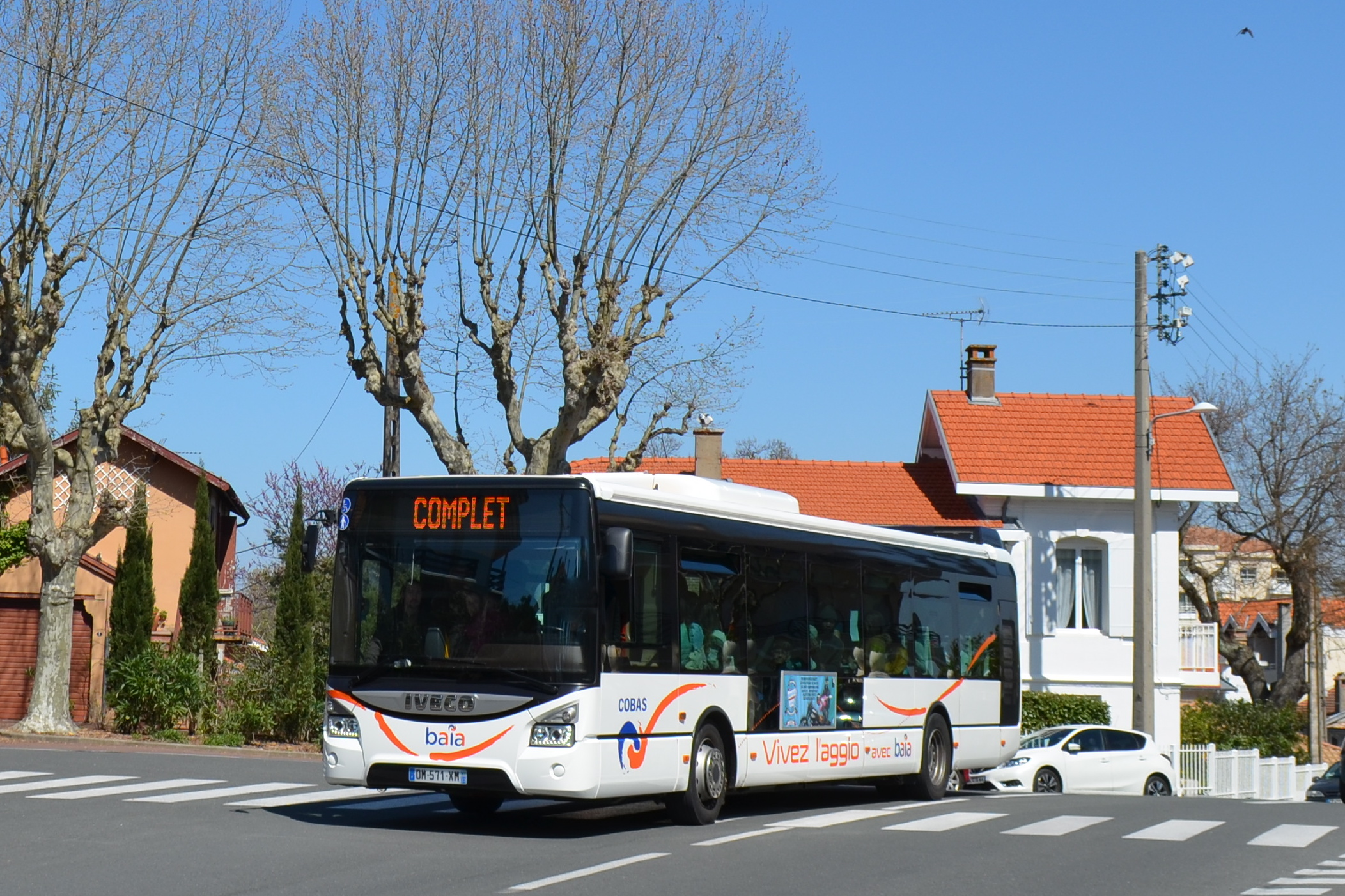
Un bus du réseau Baïa.
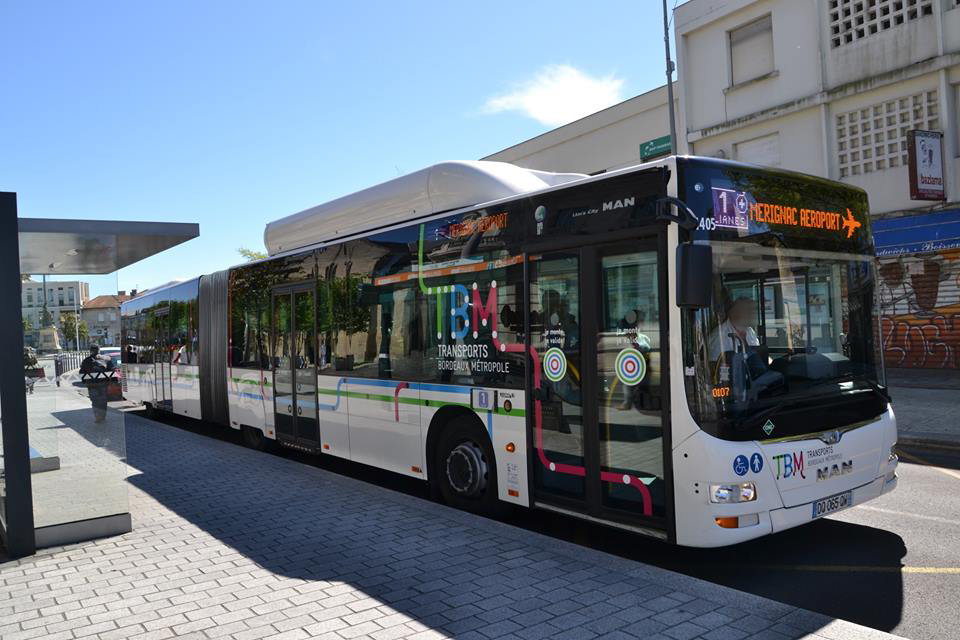
Un bus du réseau TBM.

#### 40 -Landes
XL'R
- Biscarrosse : Bisca Bus
- Dax : Couralin
- Mont-de-Marsan : TMA
- Orthevielle : Transp'Orthe
- Saint-Vincent-de-Tyrosse : Yégo

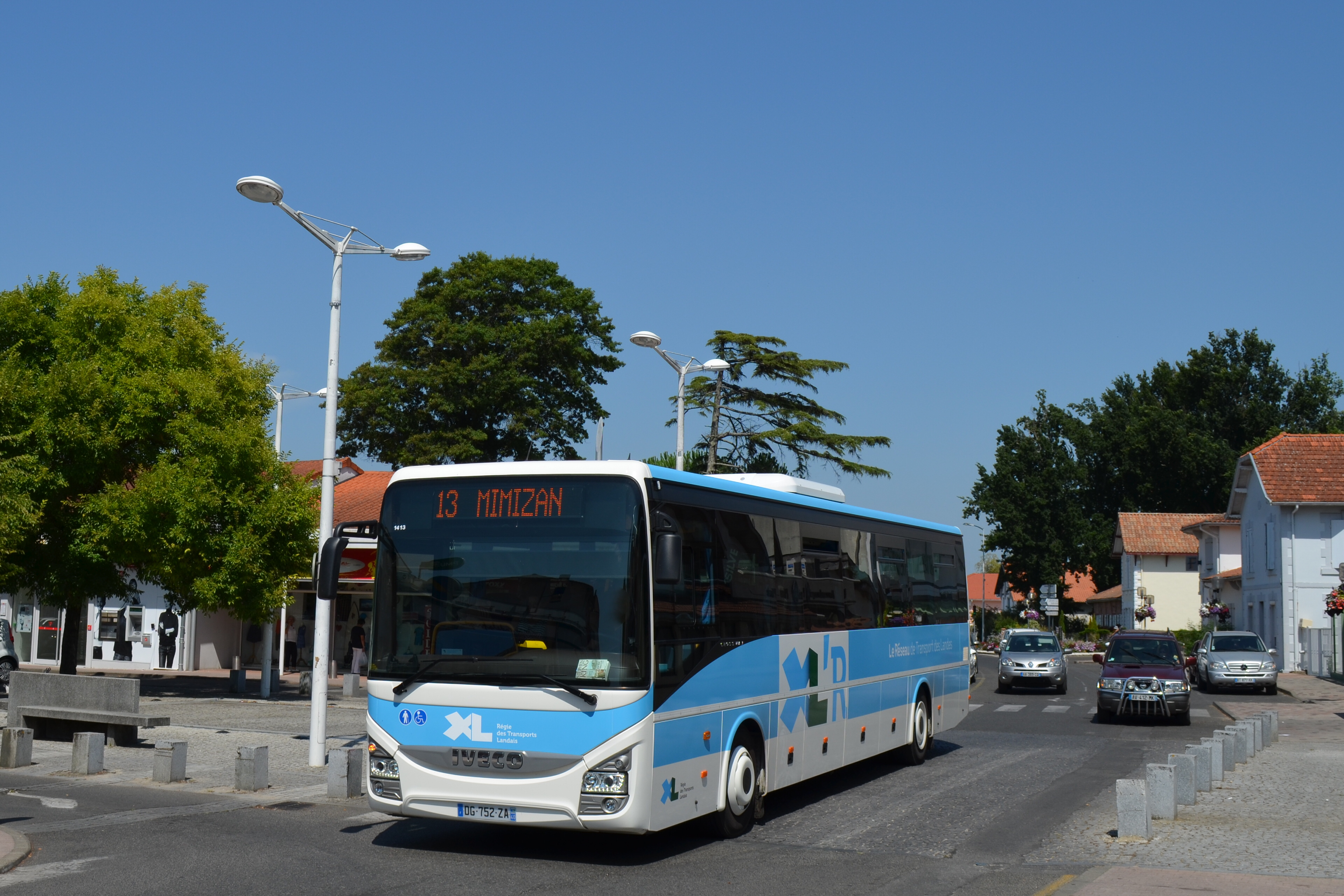
Un car du réseau XL'R.
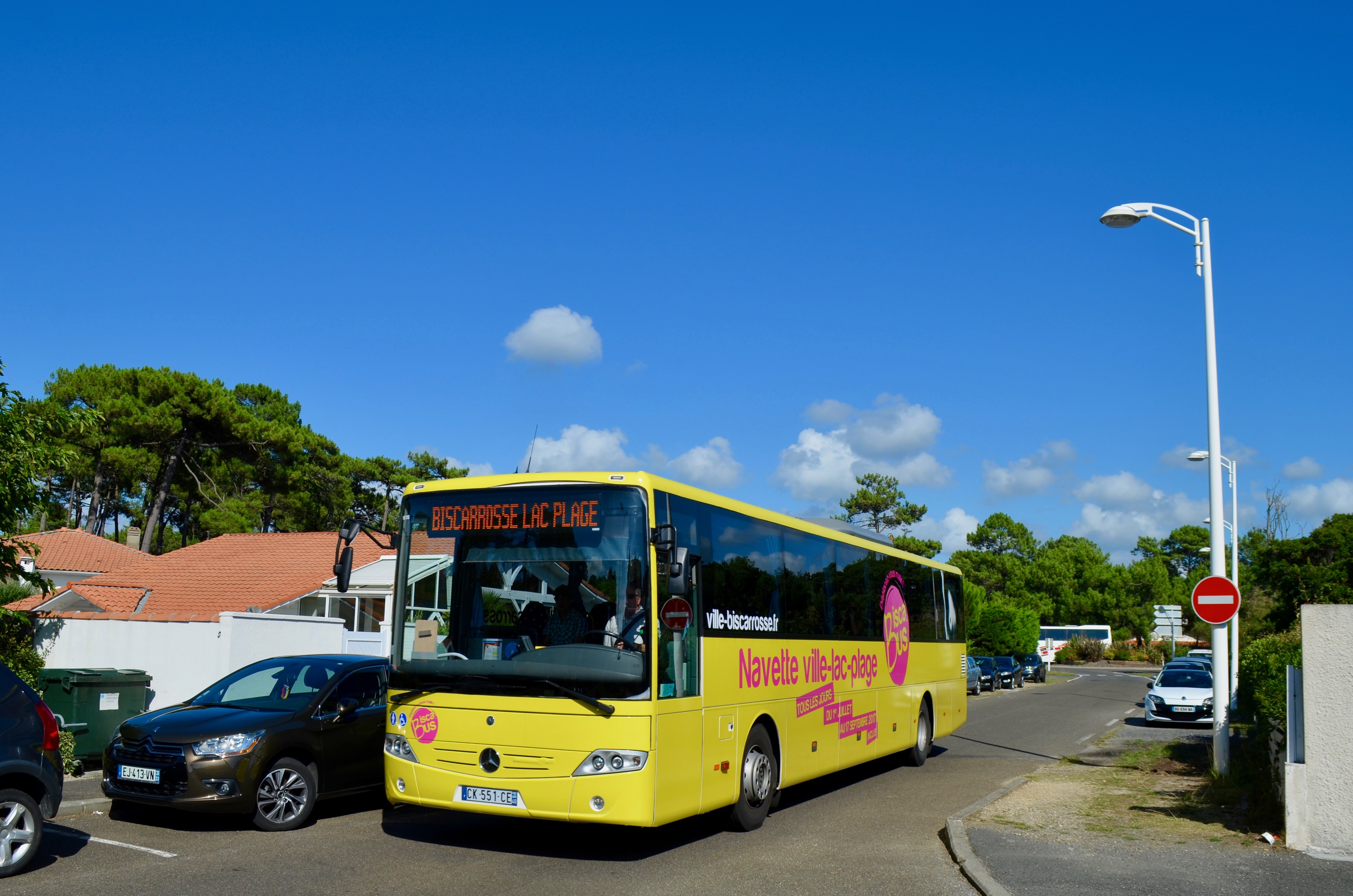
Un car du réseau Bisca Bus.
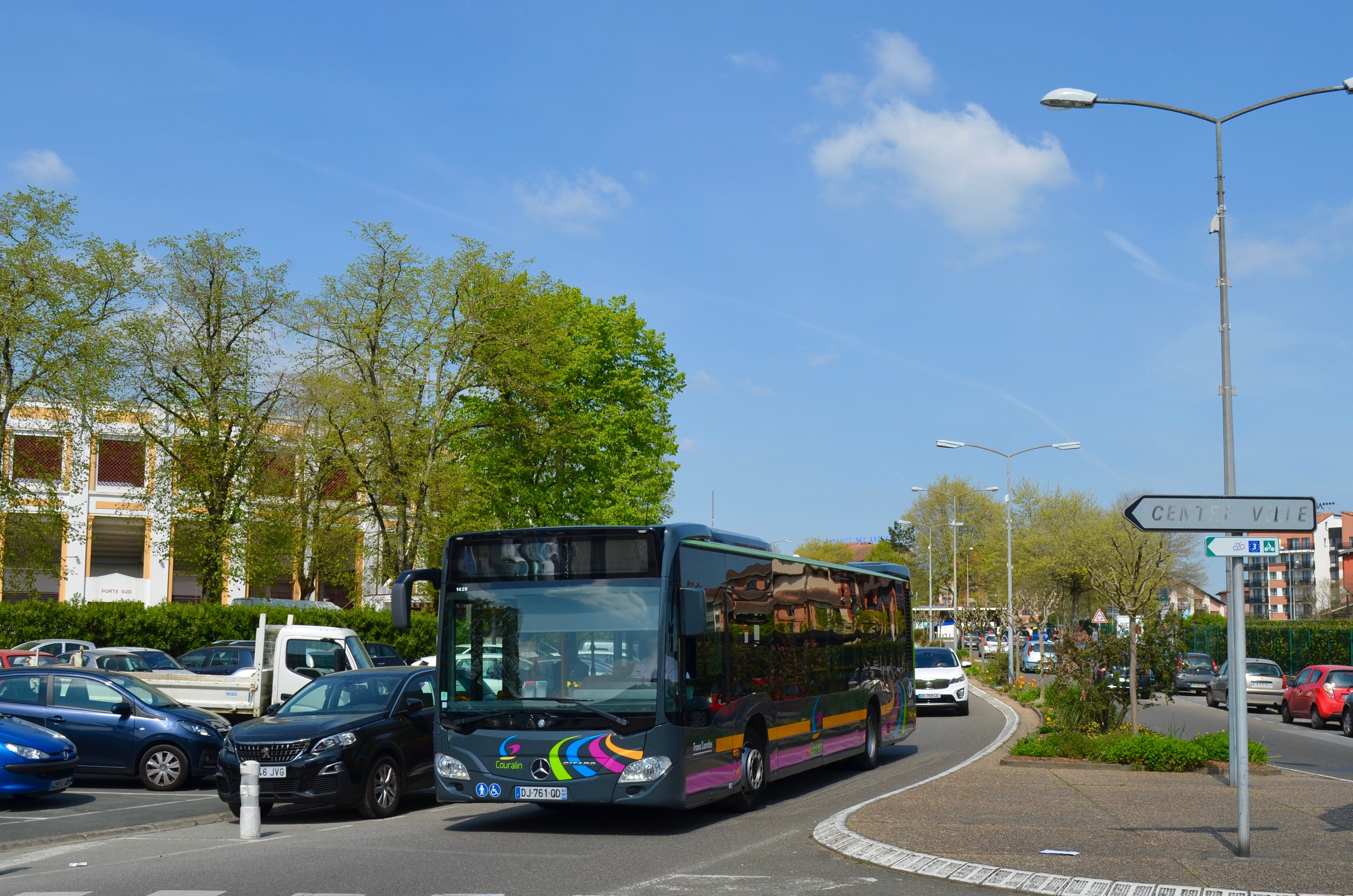
Un bus du réseau Couralin.
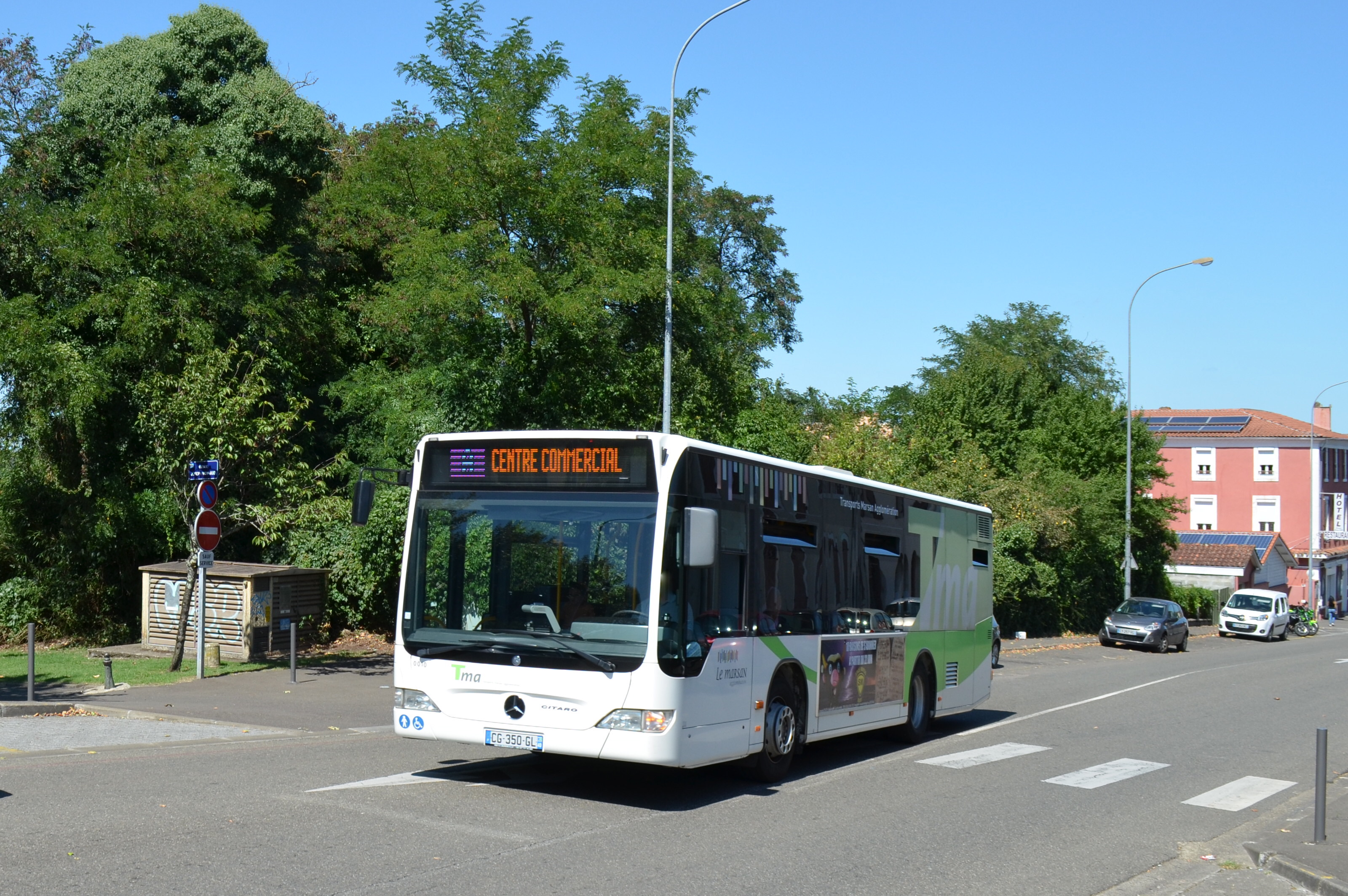
Un bus du réseau TMA.
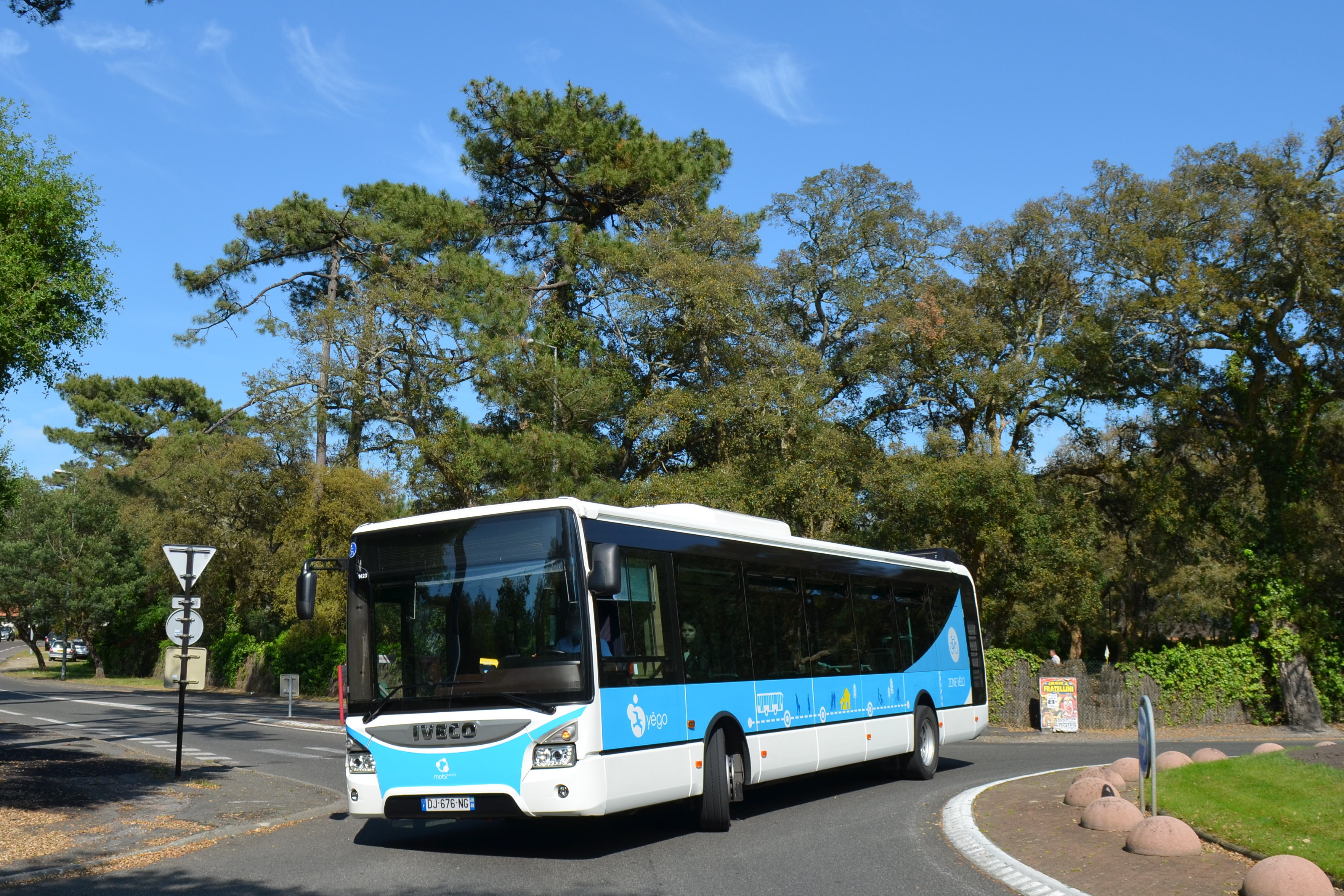
Un car du réseau Yégo.

#### 47 -Lot-et-Garonne
Tidéo
- Agen : Tempo
- Marmande : Evalys
- Villeneuve-sur-Lot : Elios

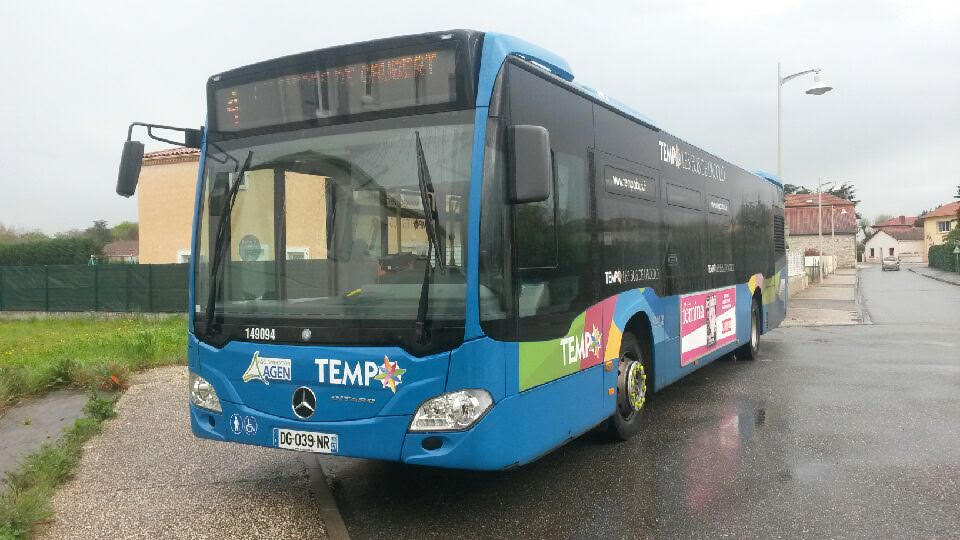
Un bus du réseau Tempo
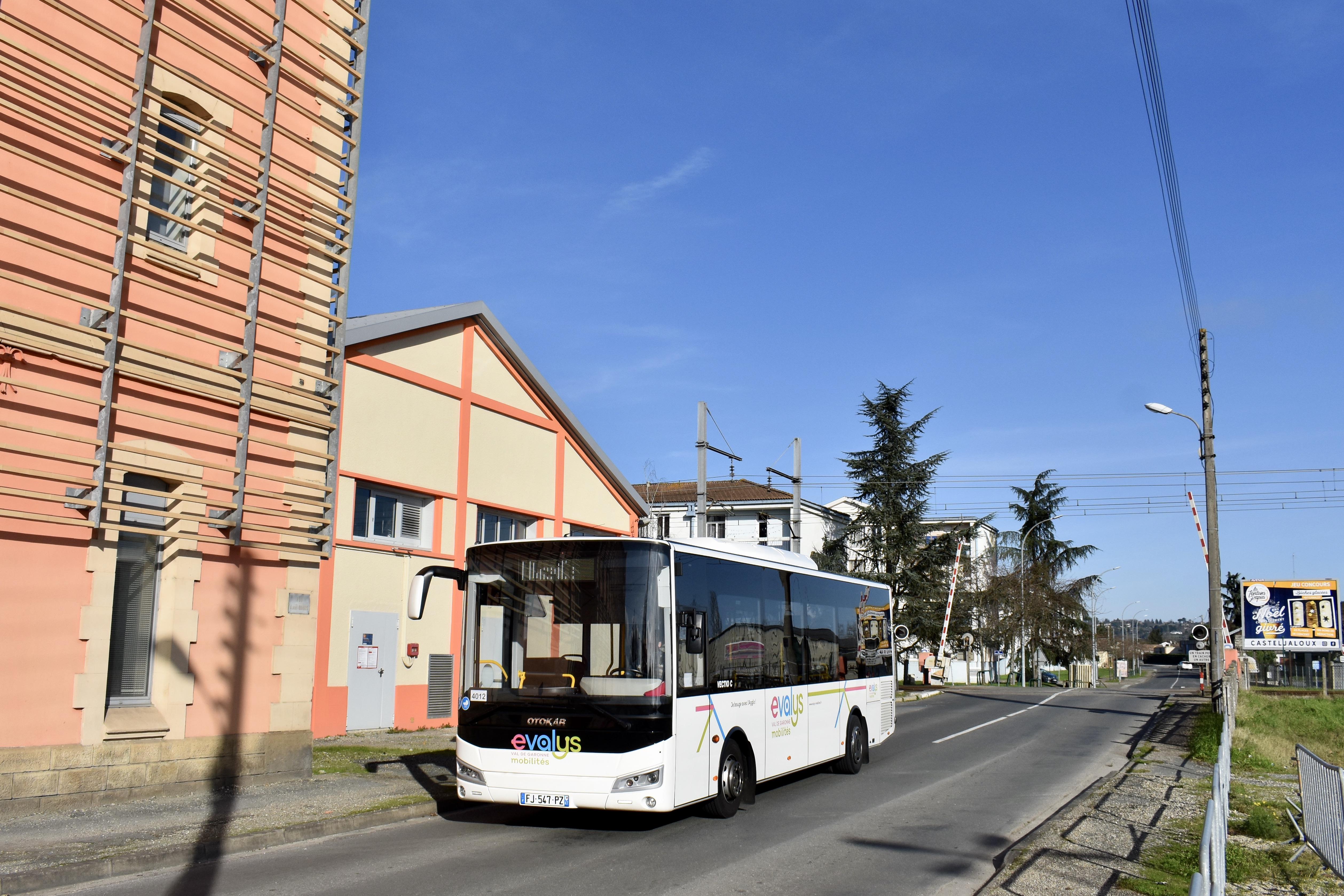
Un bus du réseau Evalys

#### 64 -Pyrénées-Atlantiques
Réseau interurbain des Pyrénées-Atlantiques
- Communauté d'agglomération du Pays Basque : Txik Txak
  - Pôle territorial Côte Basque-Adour (agglomération de Bayonne) : Chronoplus
  - Pôle territorial Sud Pays basque (agglomération d'Hendaye et Saint-Jean-de-Luz) : Hegobus
- Oloron-Sainte-Marie : La Navette
- Pau : Idelis

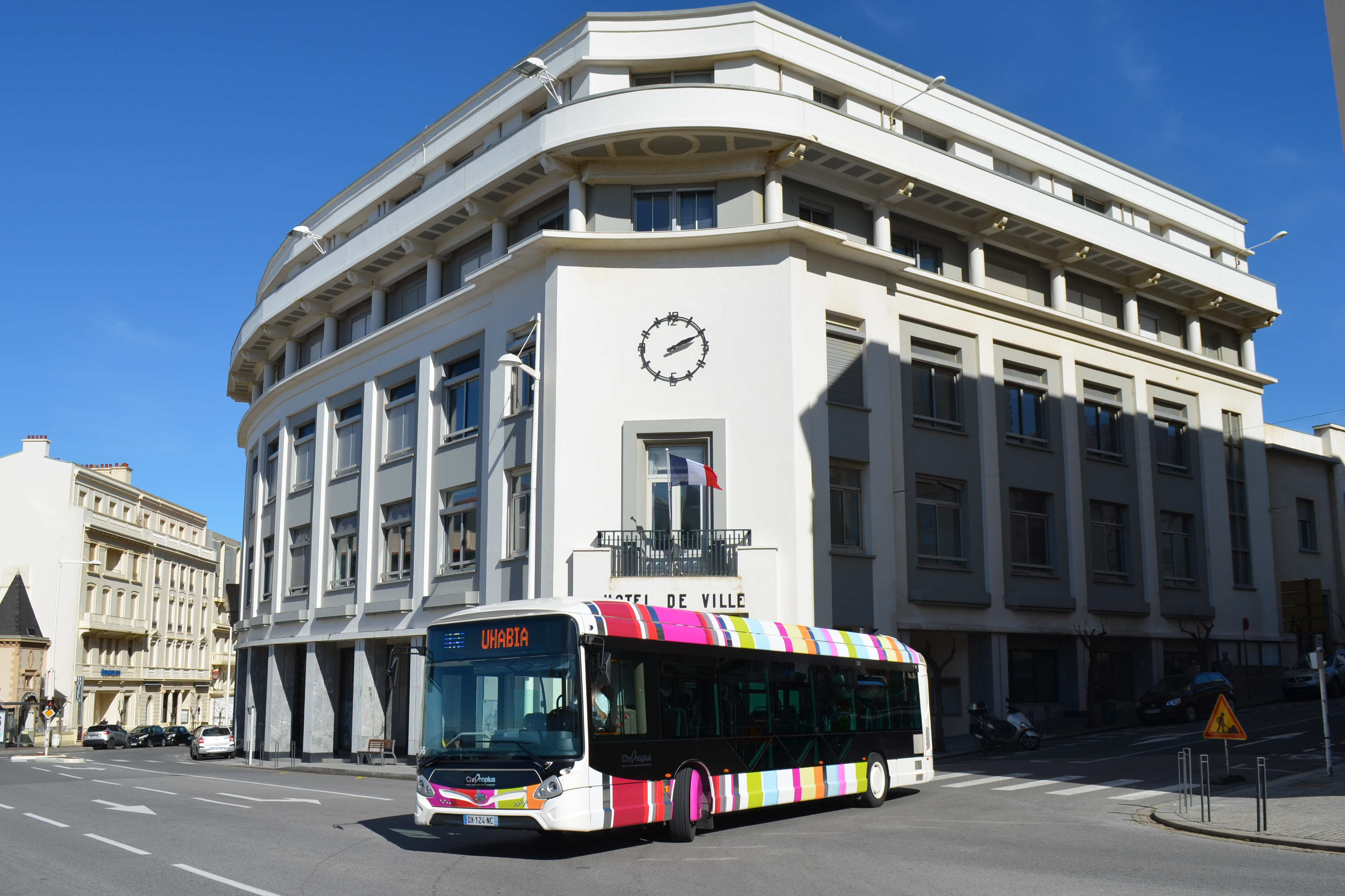
Un bus du réseau Chronoplus.
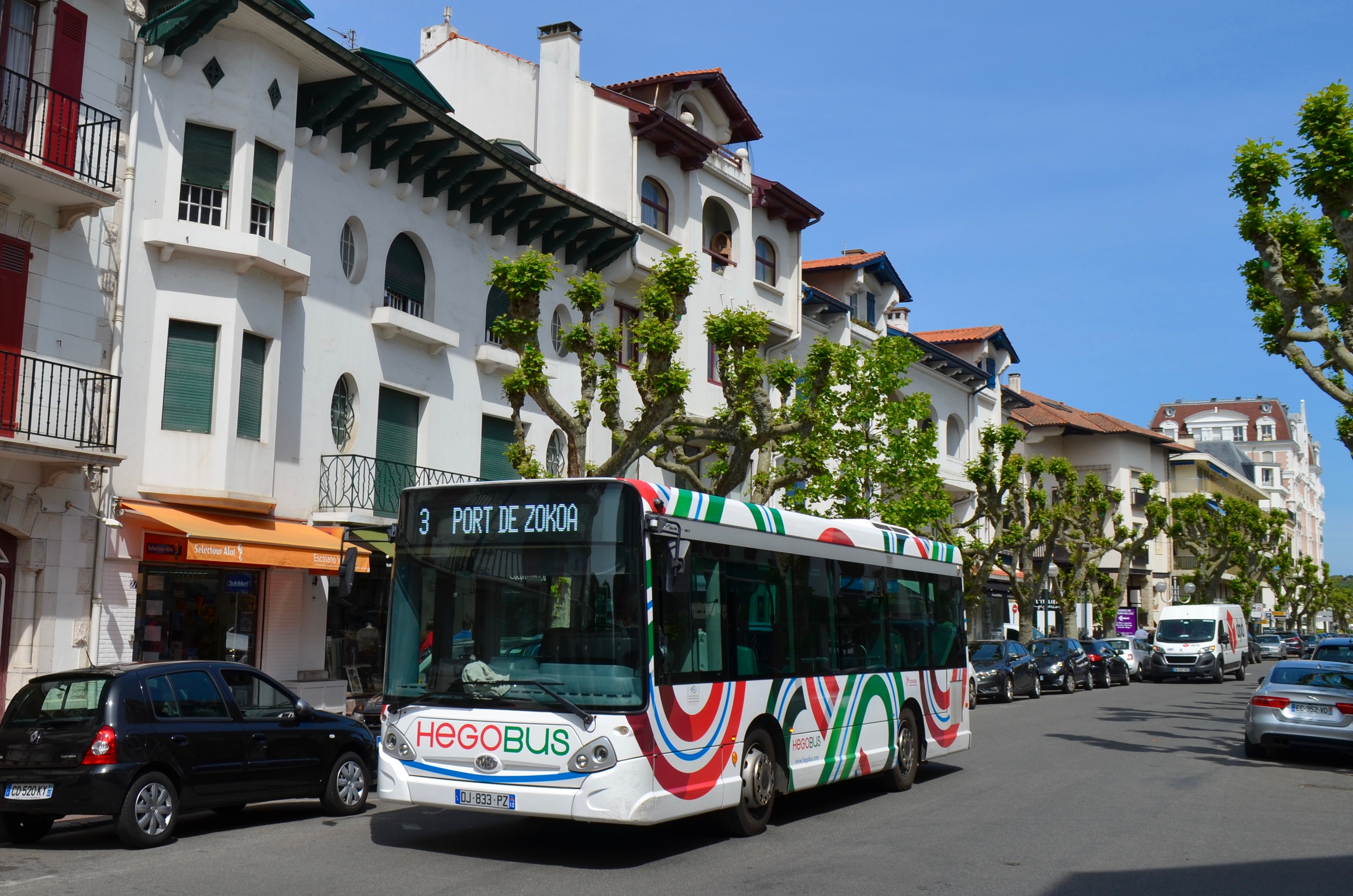
Un bus du réseau Hegobus.
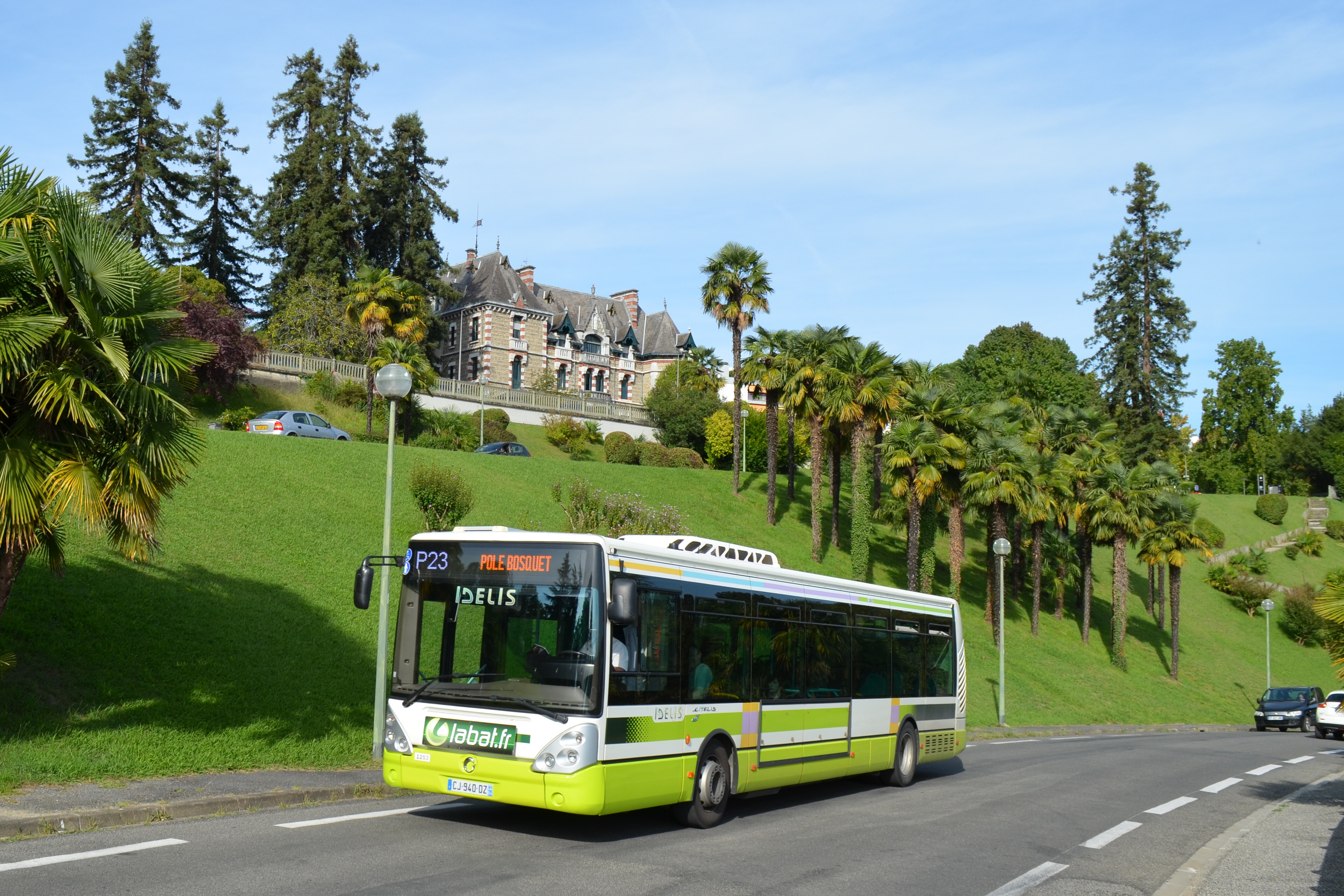
Un bus du réseau Idelis.

#### 79 -Deux-Sèvres
RDS
- Bressuire : Tréma
- Niort : TAN

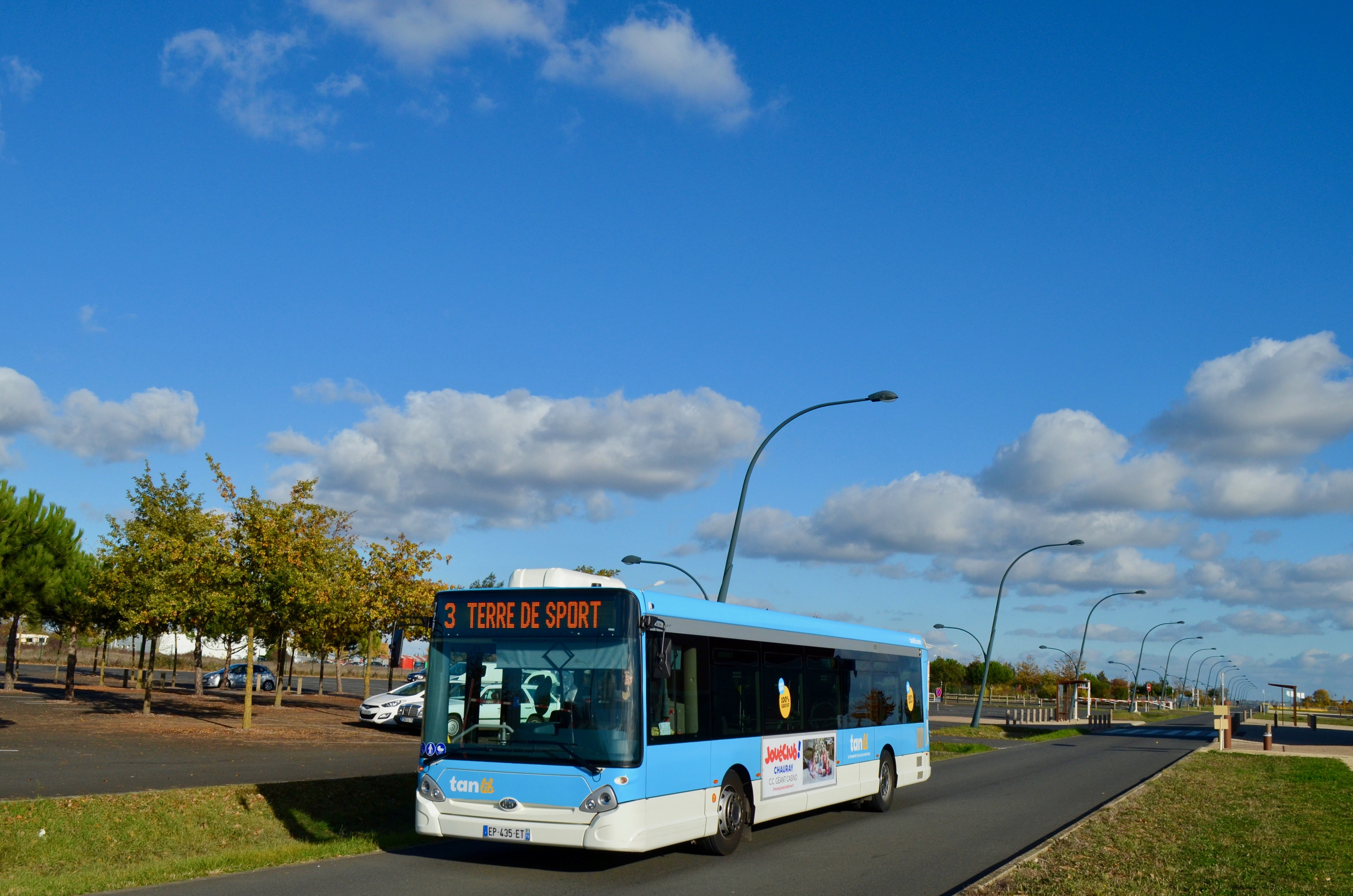
Un bus du réseau TAN.
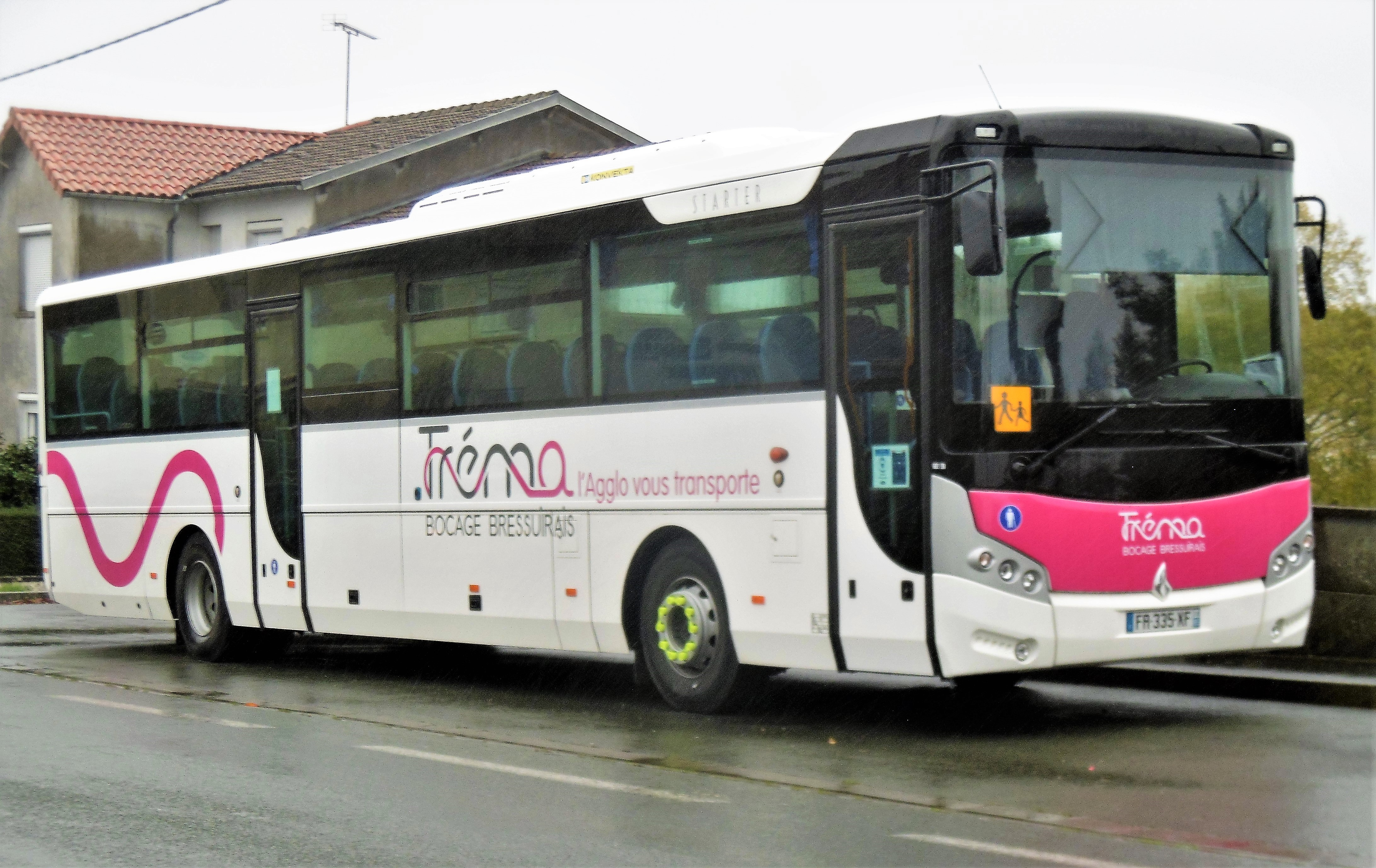
Tréma, réseau de l'agglomération bressuiraise

#### 86 -Vienne
Lignes en Vienne
- Poitiers : Vitalis
- Châtellerault : TAC

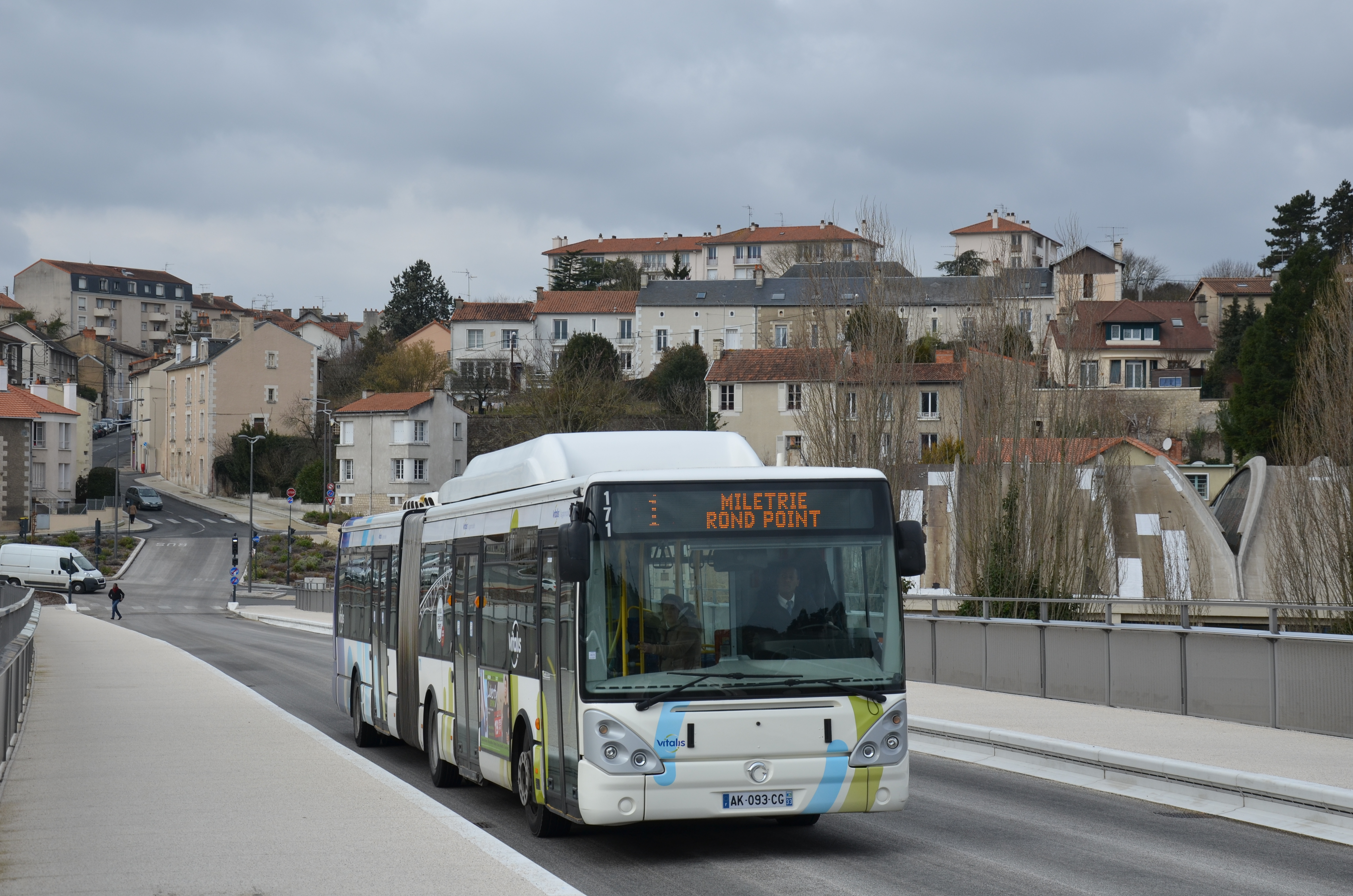
Un bus du réseau Vitalis.
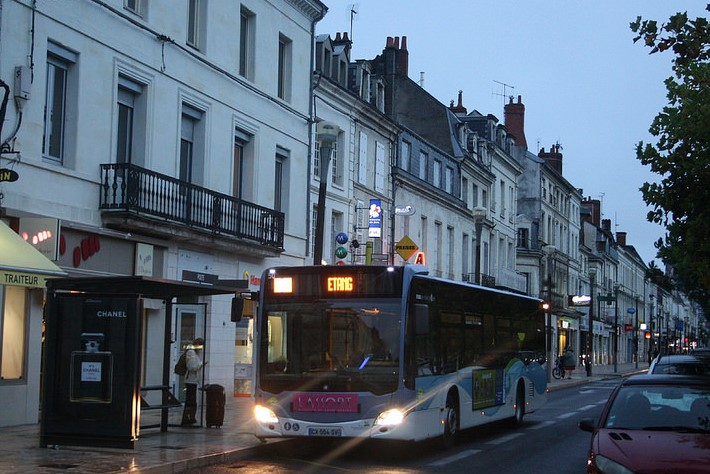
Un bus du réseau TAC.

#### 87 -Haute-Vienne
- Réseau interurbain de la Haute-Vienne
- Limoges : STCL

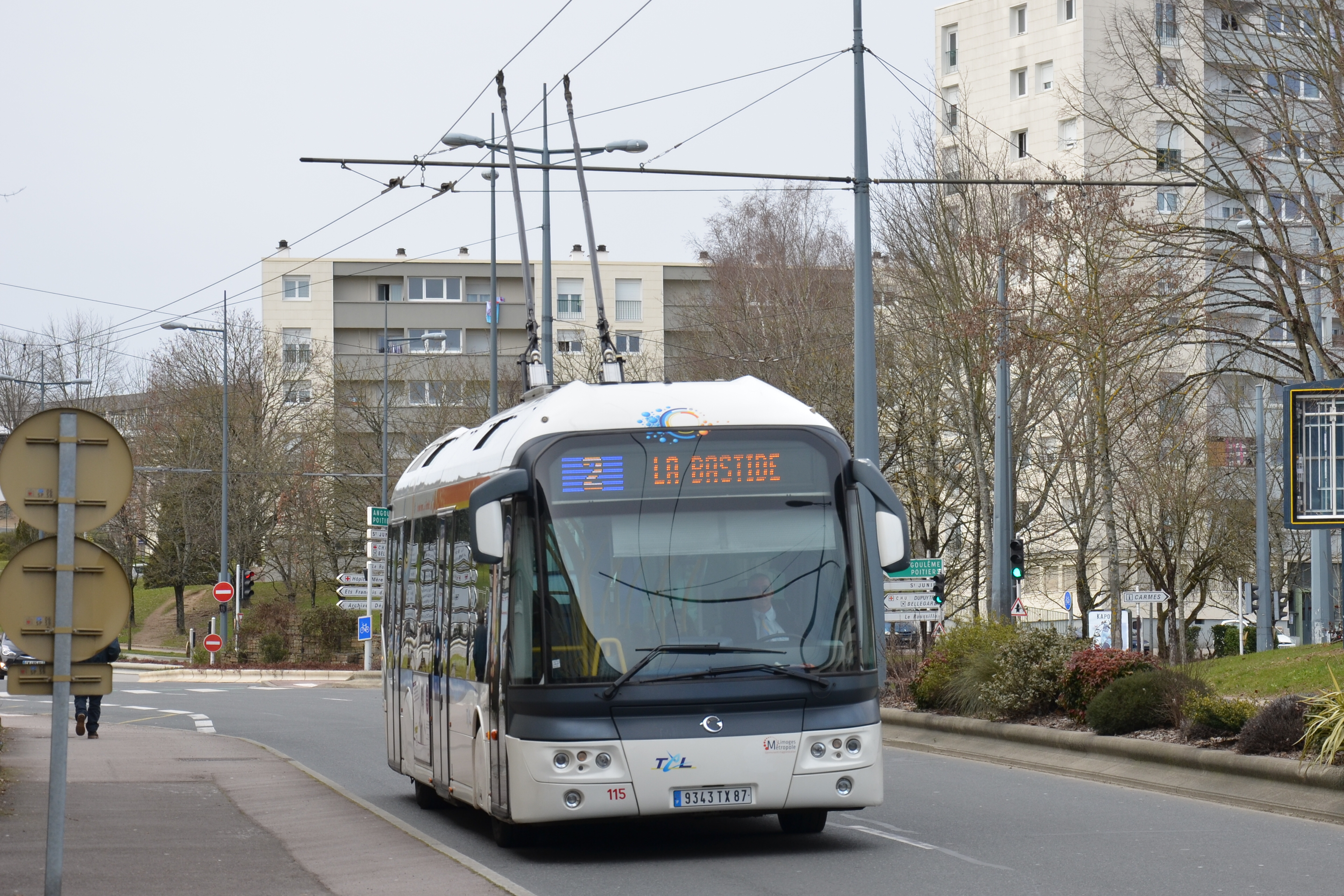
Un trolleybus du réseau TCL.

### Occitanie
- TER Occitanie
- Lignes intermodales d'Occitanie

| Réseau                                     | Type                     | Ville                                                       | AOM                      | Département | Image |
| ------------------------------------------ | ------------------------ | ----------------------------------------------------------- | ------------------------ | ----------- | ----- |
| L’agglo-bus                                | Foix                     | Communauté d'agglomération Pays Foix-Varilhes               | 09 - Ariège              |             |       |
| Navettes urbaines                          | Pamiers                  | Ville de Pamiers                                            | 09 - Ariège              |             |       |
| RTCA                                       | Carcassonne              | Carcassonne Agglo                                           | 11 - Aude                |             |       |
| Darybus                                    | Castelnaudary            | Ville de Castelnaudary                                      | 11 - Aude                |             |       |
| Citibus                                    | Narbonne                 | Grand Narbonne                                              | 11 - Aude                |             |       |
| Le tub                                     | Decazeville              | Communauté de communes Decazeville Communauté               | 12 - Aveyron             |             |       |
| NaV’Olt                                    | Espalion                 | Ville d’Espalion                                            | 12 - Aveyron             |             |       |
| Mio                                        | Millau                   | Communauté de communes de Millau Grands Causses             | 12 - Aveyron             |             |       |
| Agglobus                                   | Rodez                    | Communauté d'agglomération Rodez Agglomération              | 12 - Aveyron             |             |       |
| Bastibus                                   | Villefranche-de-Rouergue | Ville de Villefranche-de-Rouergue                           | 12 - Aveyron             |             |       |
| Ales'Y                                     | Alès                     | Syndicat mixte des transports du bassin d’Alès              | 30 - Gard                |             |       |
| UGGO                                       | Bagnols-sur-Cèze         | Communauté d'agglomération du Gard rhodanien                | 30 - Gard                |             |       |
| Tango!                                     | Nîmes                    | Communauté d'agglomération Nîmes Métropole                  | 30 - Gard                |             |       |
| Navette                                    | Bagnères-de-Luchon       | Ville de Bagnères-de-Luchon                                 | 31 - Haute-Garonne       |             |       |
| Légobus                                    | Léguevin                 | Ville de Léguevin                                           | 31 - Haute-Garonne       |             |       |
| Movigo                                     | Saint-Gaudens            | Communauté de communes Cœur et Coteaux du Comminges         | 31 - Haute-Garonne       |             |       |
| Tisséo                                     | Toulouse                 | Tisséo - Collectivités                                      | 31 - Haute-Garonne       |             |       |
| Alliance Bus                               | Auch                     | Communauté d'agglomération Grand Auch Cœur de Gascogne      | 32 - Gers                |             |       |
| Cap'bus                                    | Agde                     | Communauté d'agglomération Hérault Méditerranée             | 34 - Hérault             |             |       |
| BeeMob                                     | Béziers                  | Communauté d'agglomération Béziers Méditerranée             | 34 - Hérault             |             |       |
| Transports intercommunaux du pays de Lunel | Lunel                    | Communauté de communes du Pays de Lunel / Hérault Transport | 34 - Hérault             |             |       |
| Transp'Or                                  | Mauguio                  | Communauté d'agglomération du Pays de l'Or                  | 34 - Hérault             |             |       |
| TaM                                        | Montpellier              | Montpellier Méditerranée Métropole                          | 34 - Hérault             |             |       |
| Sète Agglopôle Mobilité                    | Sète                     | Sète Agglopôle Méditerranée                                 | 34 - Hérault             |             |       |
| Evidence                                   | Cahors                   | Grand Cahors                                                | 46 - Lot                 |             |       |
| Le Bus                                     | Figeac                   | Ville de Figeac                                             | 46 - Lot                 |             |       |
| TUM                                        | Mende                    | Ville de Mende                                              | 48 - Lozère              |             |       |
| Navettes                                   | Barèges                  | Ville de Barèges                                            | 65 - Hautes-Pyrénées     |             |       |
| CityCab                                    | Cauterets                | Ville de Cauterets                                          | 65 - Hautes-Pyrénées     |             |       |
| TLP Mobilités                              | Tarbes / Lourdes         | Communauté d'agglomération Tarbes-Lourdes-Pyrénées          | 65 - Hautes-Pyrénées     |             |       |
| Amélia                                     | Amélie-les-Bains-Palalda | Ville d’Amélie-les-Bains-Palalda                            | 66 - Pyrénées-Orientales |             |       |
| d'Aquí                                     | Argelès-sur-Mer          | Ville d’Argelès-sur-Mer                                     | 66 - Pyrénées-Orientales |             |       |
| Navettes                                   | Les Angles               | Ville des Angles                                            | 66 - Pyrénées-Orientales |             |       |
| Navette                                    | Le Boulou                | Ville du Boulou                                             | 66 - Pyrénées-Orientales |             |       |
| Sankéo                                     | Perpignan                | Perpignan Méditerranée Métropole                            | 66 - Pyrénées-Orientales |             |       |
| Cypobus                                    | Saint-Cyprien            | Ville de Saint-Cyprien                                      | 66 - Pyrénées-Orientales |             |       |
| LibéA                                      | Albi                     | Communauté d'agglomération de l'Albigeois                   | 81 - Tarn                |             |       |
| Libellus                                   | Castres                  | Communauté d'Agglomération de Castres-Mazamet               | 81 - Tarn                |             |       |
| Navettes urbaines                          | Gaillac                  | Gaillac Graulhet Agglomération                              | 81 - Tarn                |             |       |
| L’Isatis                                   | Lavaur                   | Ville de Lavaur                                             | 81 - Tarn                |             |       |
| Lislenbus                                  | Lisle-sur-Tarn           | Gaillac Graulhet Agglomération                              | 81 - Tarn                |             |       |
| Le Sulpicien                               | Saint-Sulpice-la-Pointe  | Ville de Saint-Sulpice-la-Pointe                            | 81 - Tarn                |             |       |
| La Tulipe                                  | Castelsarrasin           | Ville de Castelsarrasin                                     | 82 - Tarn-et-Garonne     |             |       |
| Transports du Grand Montauban              | Montauban                | Grand Montauban                                             | 82 - Tarn-et-Garonne     |             |       |

### Pays de la Loire
- Aléop
- Aléop en TER

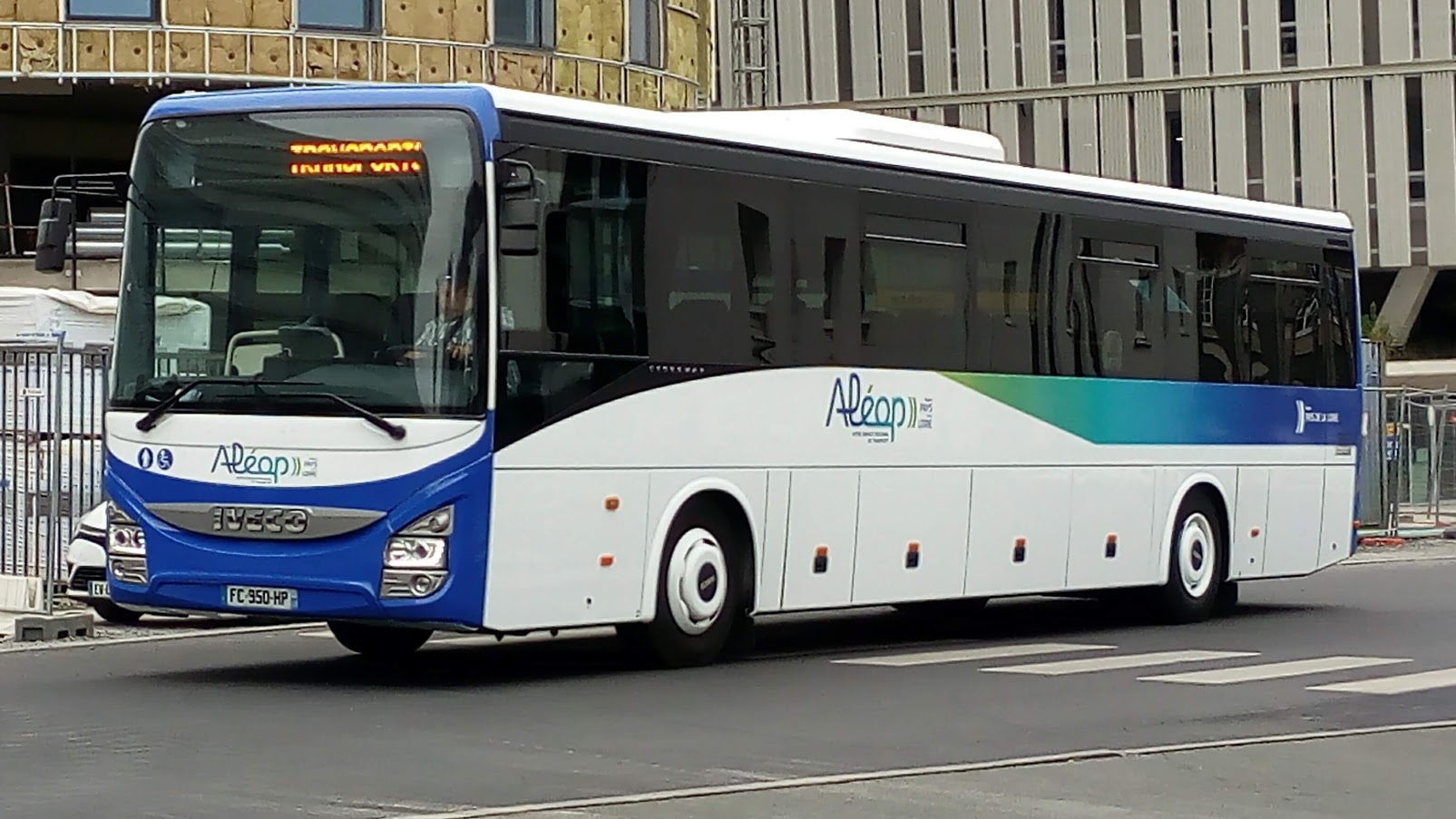
Un car du réseau Aléop.
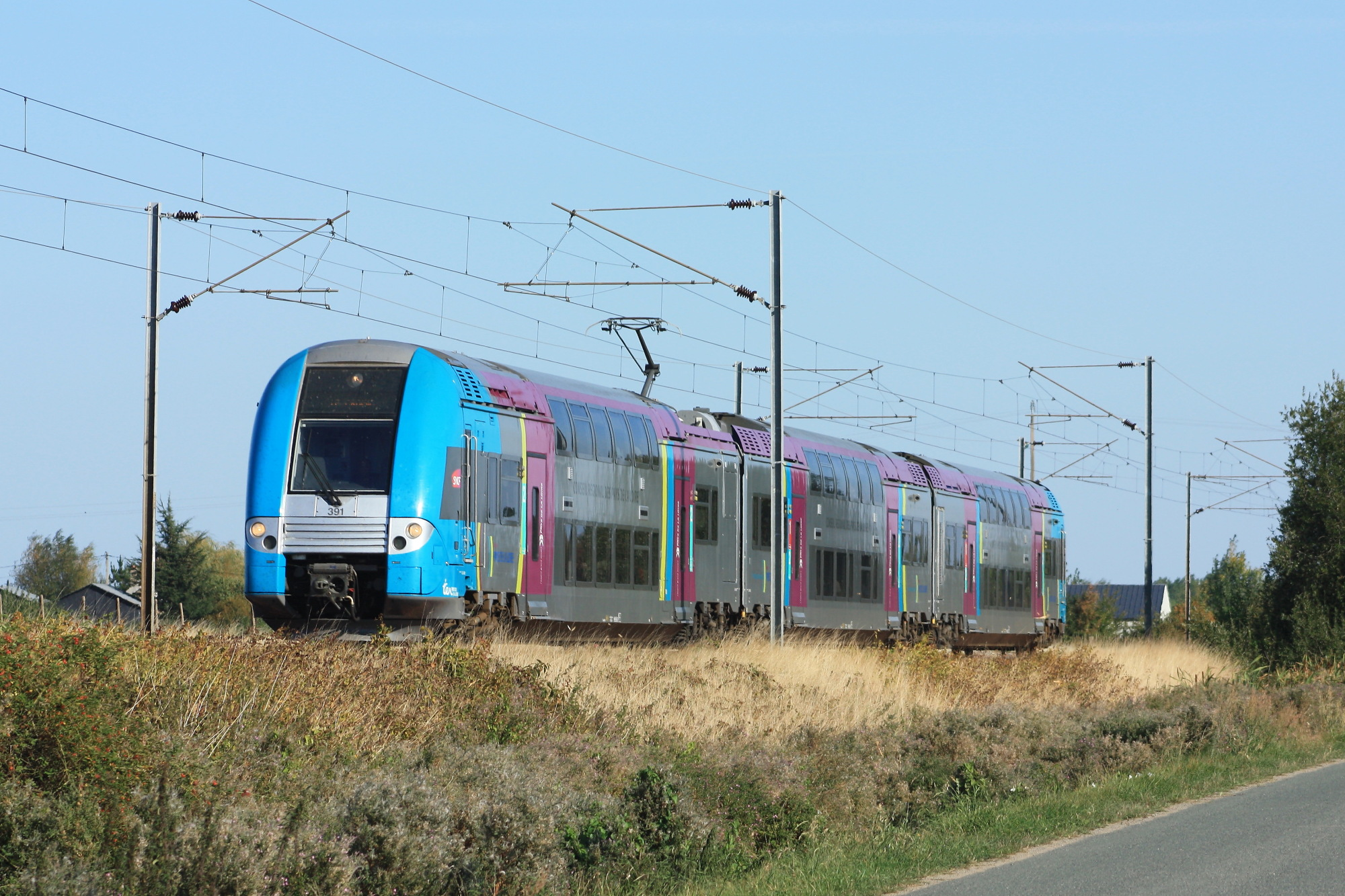
Un train du réseau Aléop.

#### 44 -Loire-Atlantique
- Nantes : Naolib
- Saint-Nazaire : Ycéo
- Communauté d'agglomération de la Presqu'île de Guérande Atlantique : Lila Presqu'île
- Saint-Brevin-les-Pins : Brévibus
- Châteaubriant : C'bus

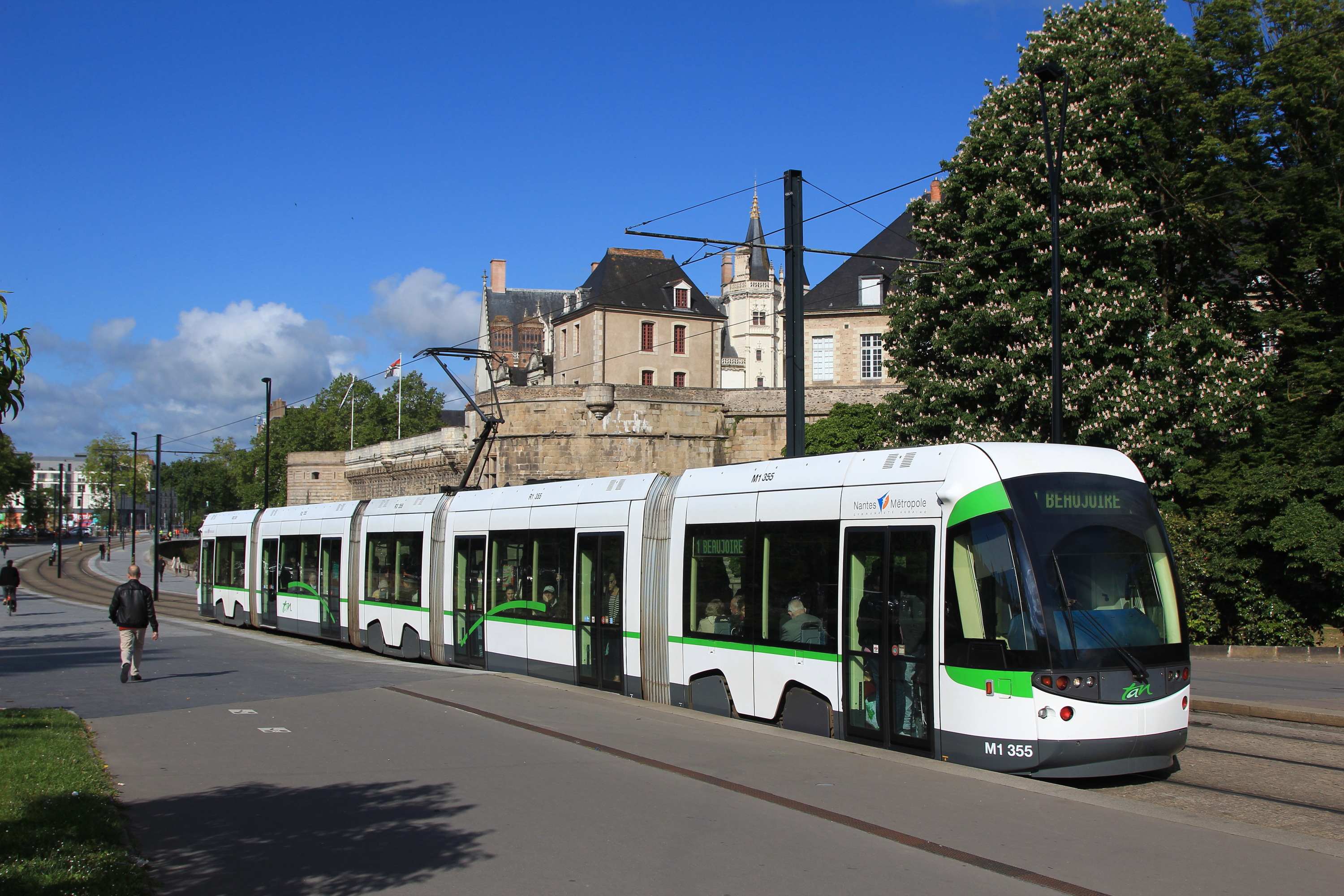
Un tramway du réseau TAN.
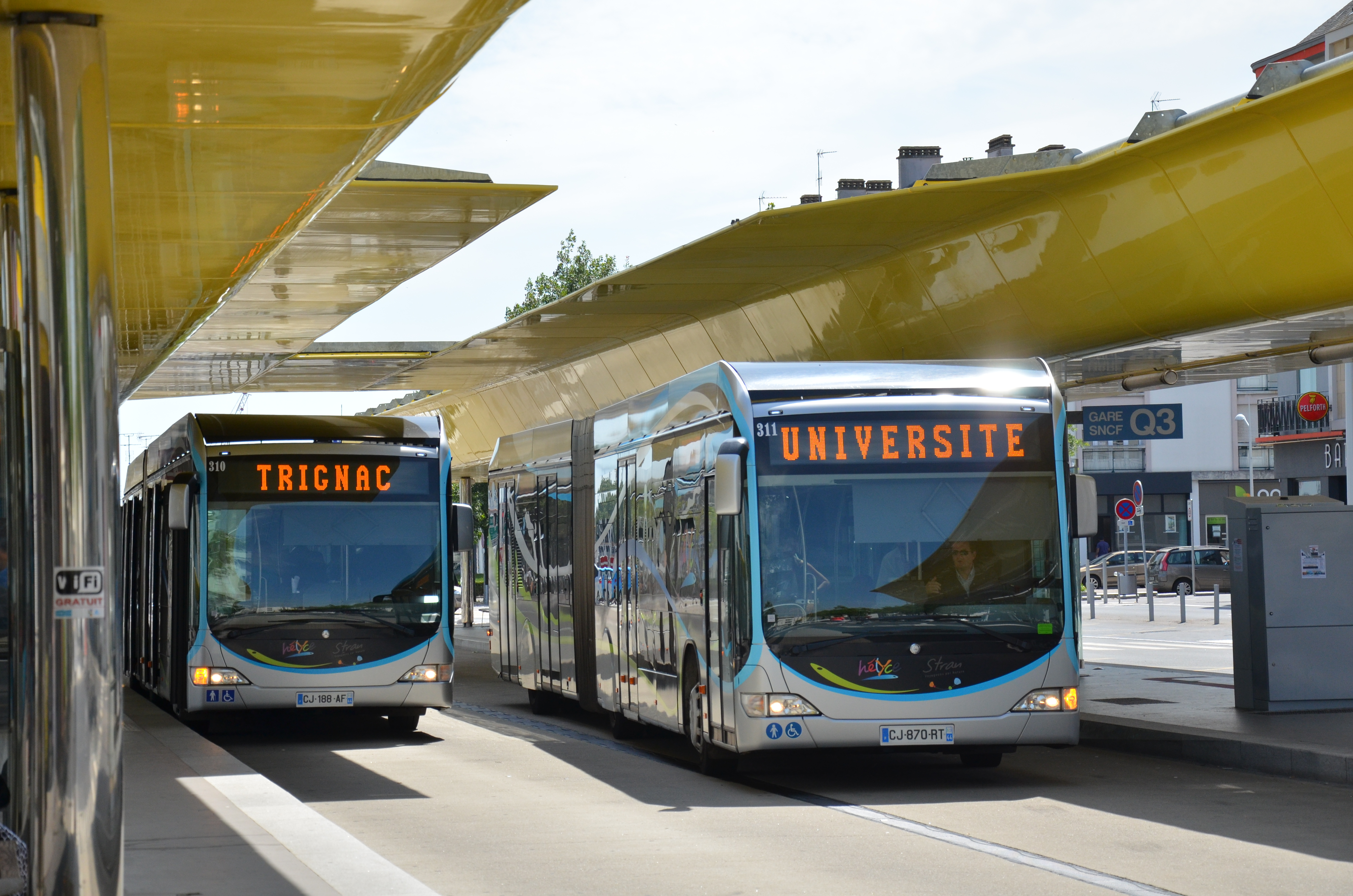
Les bus du réseau Ycéo.

#### 49 -Maine-et-Loire
- Angers : Irigo
- Cholet : Choletbus
- Saumur : Saumur Agglobus

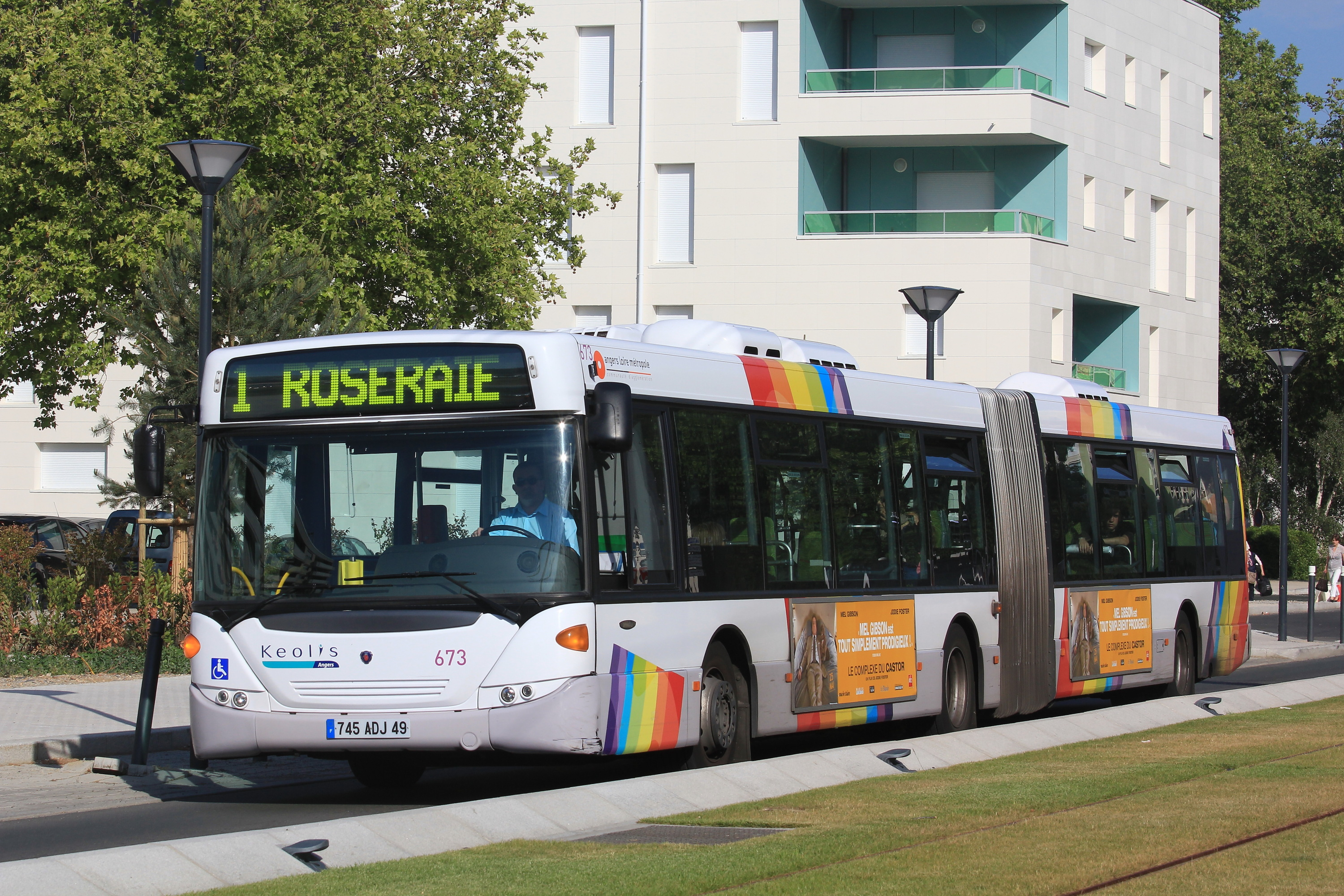
Un bus du réseau Irigo.

#### 53 -Mayenne
- Laval : TUL
- Mayenne : May'bus

#### 72 -Sarthe
- Le Mans : SETRAM
- Sablé-sur-Sarthe : Réso
- Montval-sur-Loir : Cœur de Ville

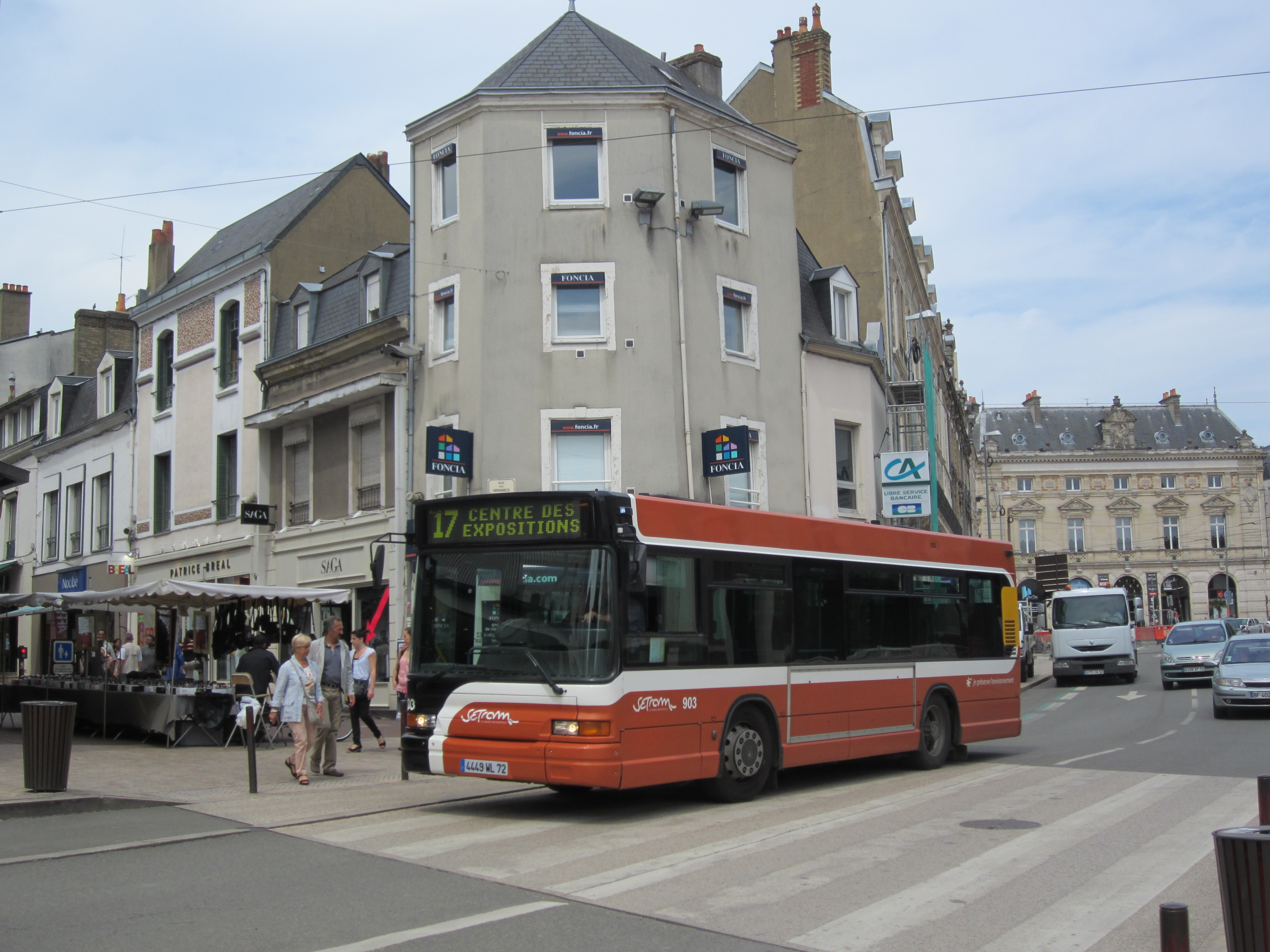
Un bus du réseau SETRAM.

#### 85 -Vendée
- La Roche-sur-Yon : Impulsyon
- Les Sables-d'Olonne : Oléane Mobilités
- Saint-Gilles-Croix-de-Vie : Gillo'bus
- Fontenay-le-Comte : Fontélys

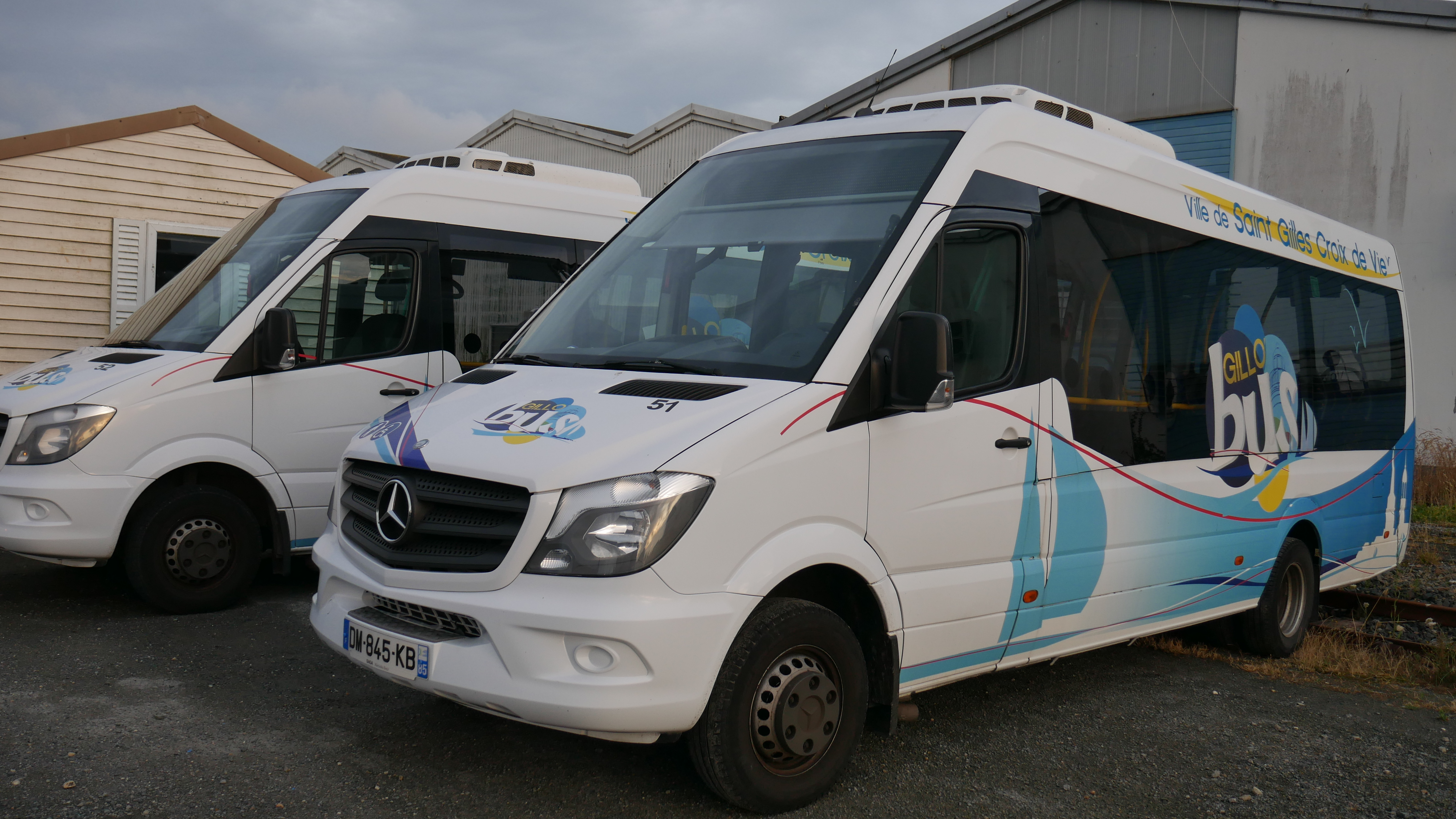
Les navettes du réseau Gillo'bus.

### Provence-Alpes-Côte d'Azur
- Zou !
- TER Provence-Alpes-Côte d'Azur

#### 04 -Alpes-de-Haute-Provence
- Digne-les-Bains : Transports Intercommunaux Provence-Alpes Agglomération, RTUD
- Manosque : Trans'Agglo
- Barcelonnette : Les navettes de l'Ubaye

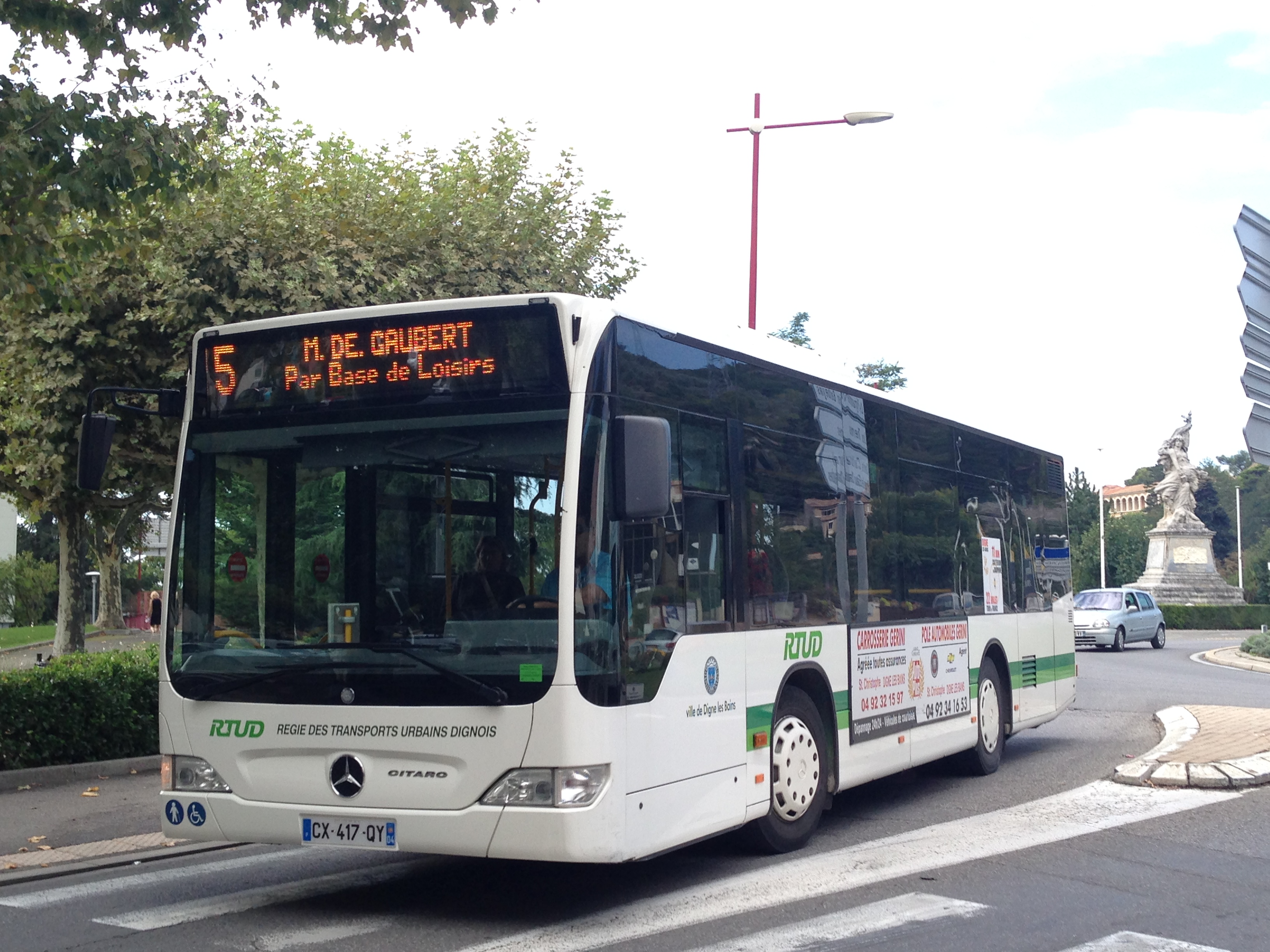
Un bus du réseau RTUD.
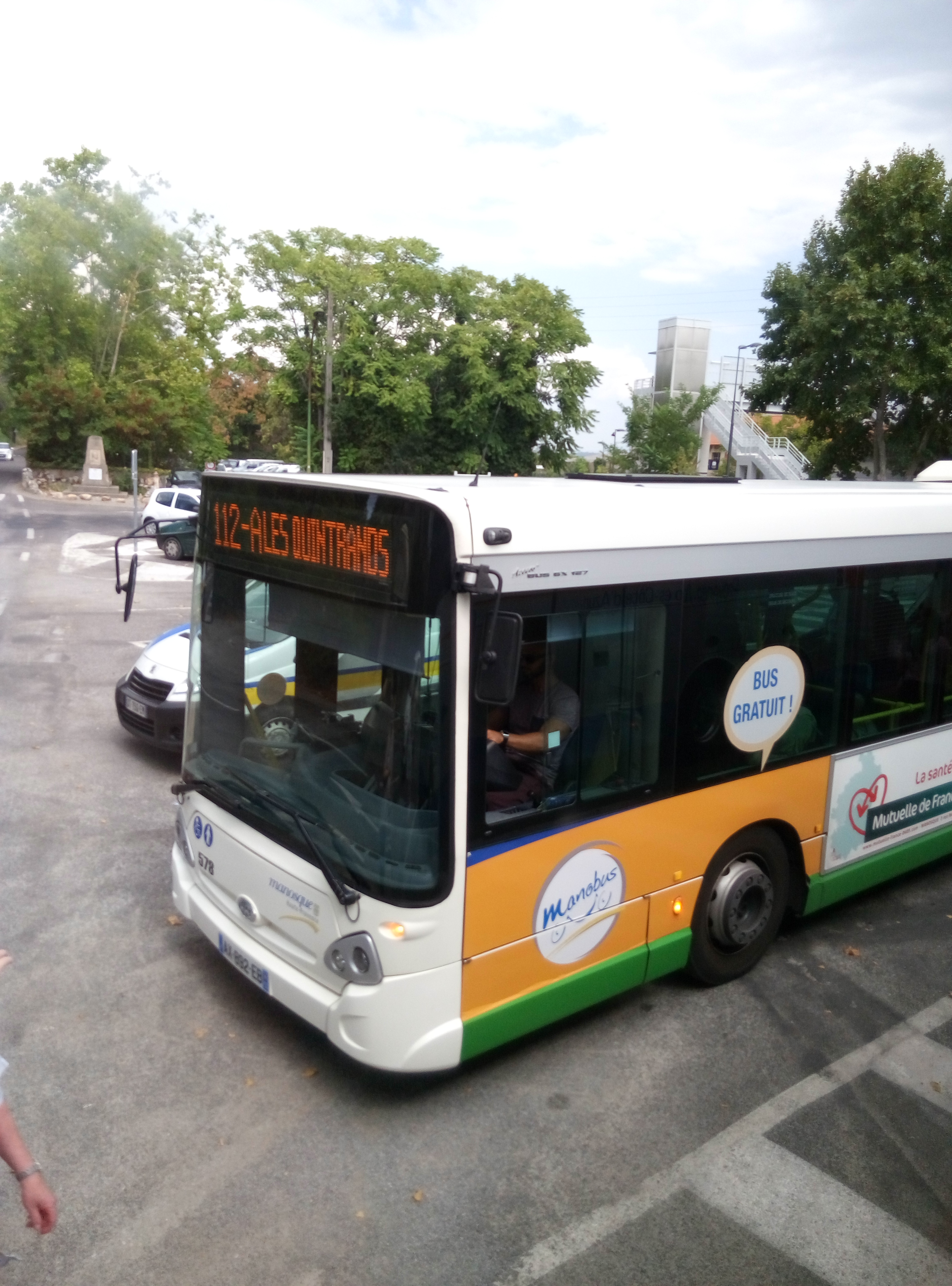
Un bus de l'ancien réseau Manobus, aujourd'hui Trans'Agglo.

#### 05 -Hautes-Alpes
- Gap : L'agglo en bus
- Briançon : TUB

#### 06 -Alpes-Maritimes
- Nice : Lignes d'azur
- Antibes : Envibus
- Cannes : Palm Bus
- Grasse : Sillages
- Menton : Zest'bus

En outre, il existe des correspondances avec la Compagnie des autobus de Monaco.

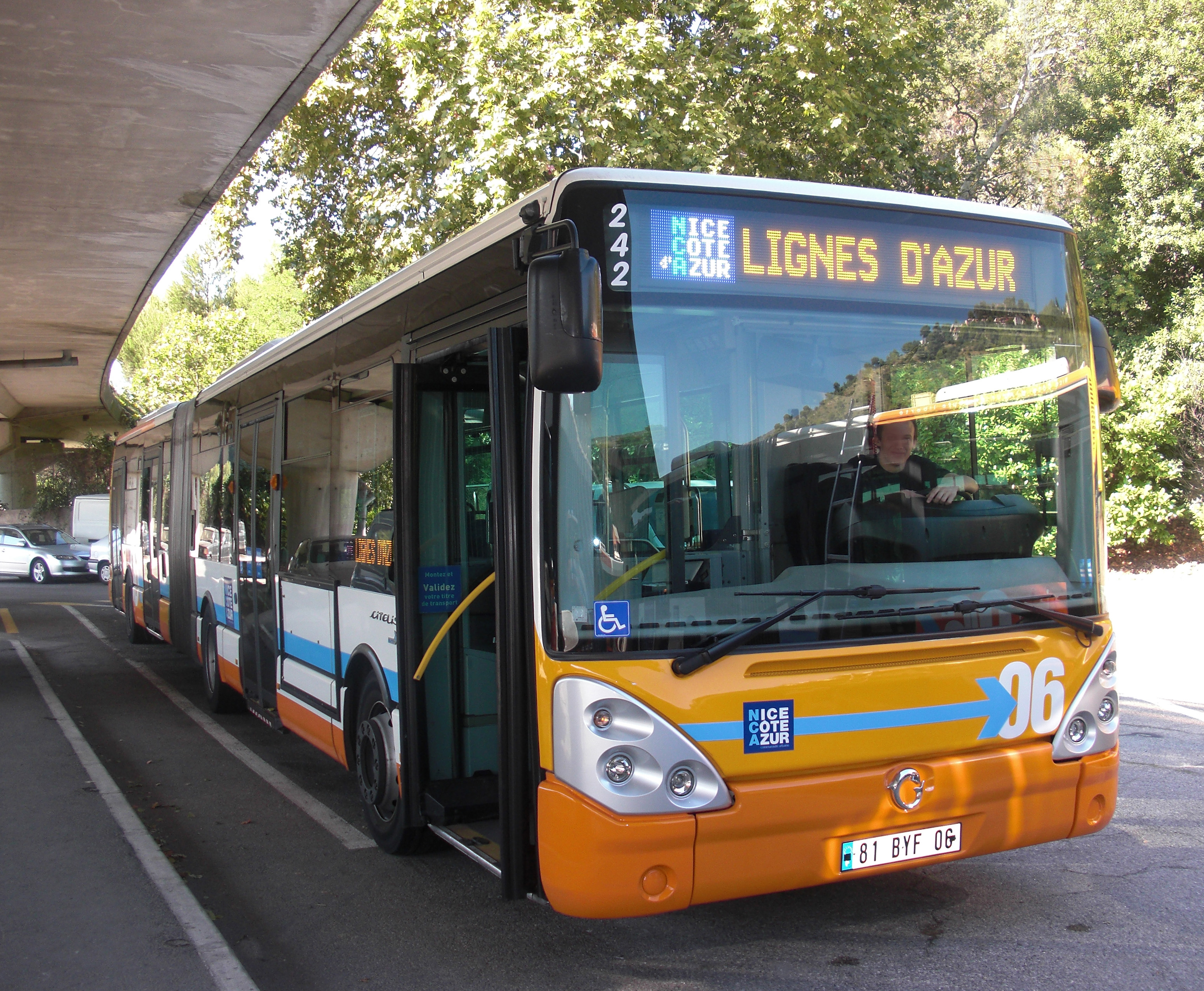
Un bus du réseau Lignes d'azur.
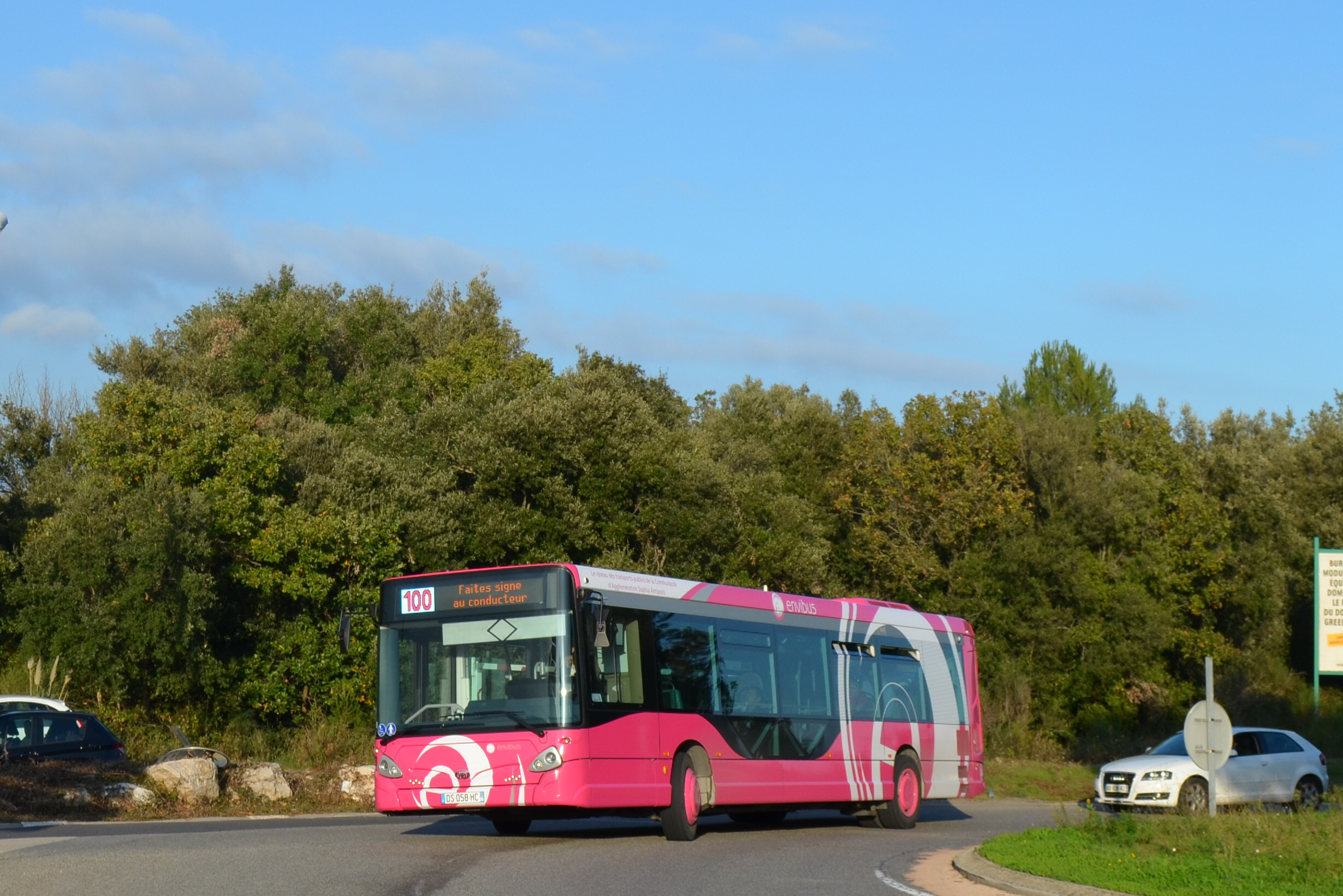
Un bus du réseau Envibus.
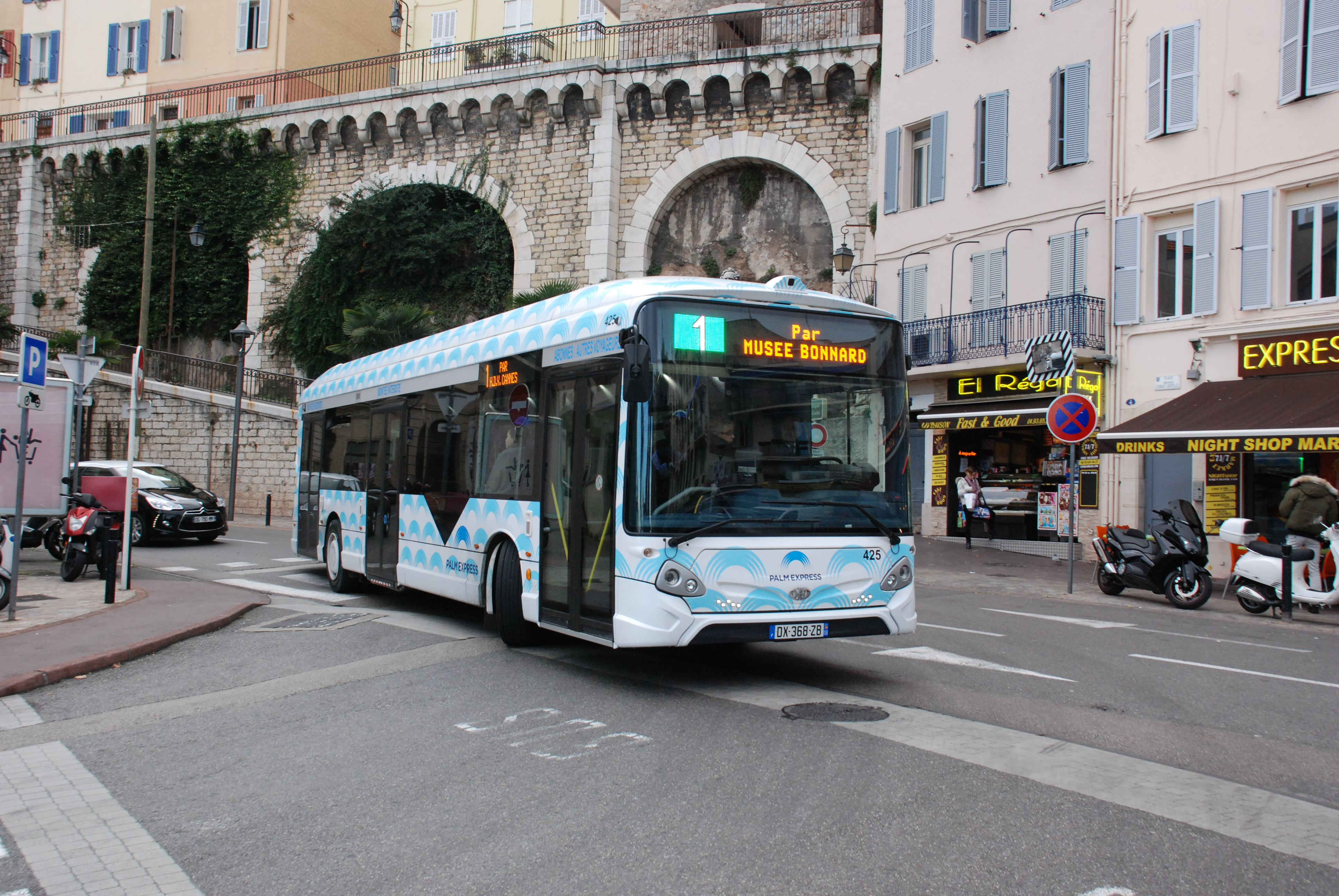
Un bus du réseau Palm Bus.
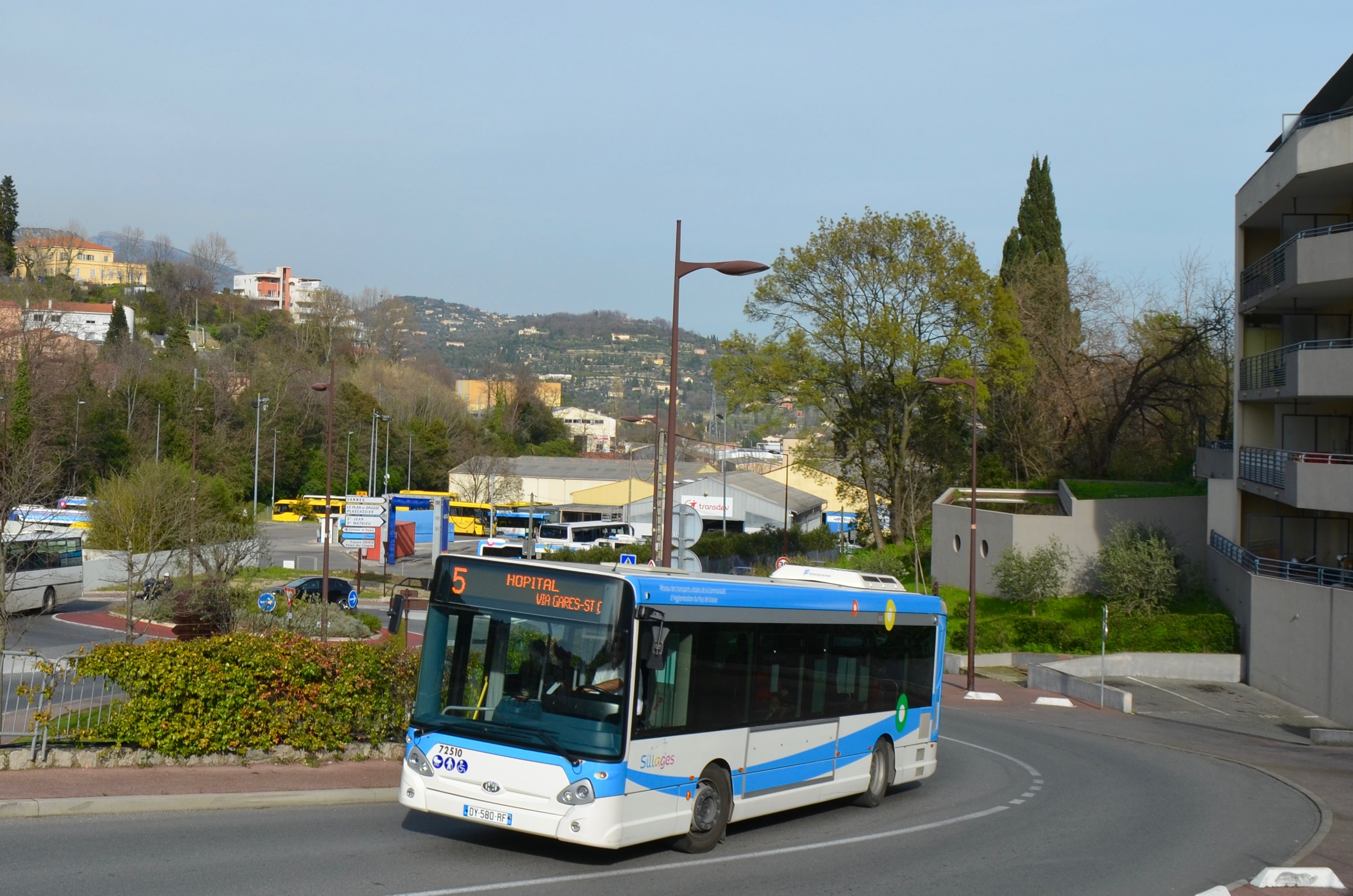
Un bus du réseau Sillages.

#### 13 -Bouches-du-Rhône
- Métropole d'Aix-Marseille-Provence :
  - Marseille : RTM
  - Aix-en-Provence : Aix en bus
  - Martigues / Istres : Ulysse
  - Aubagne : Lignes de l'agglo
  - Salon-de-Provence : Libébus
  - La Ciotat : Ciotabus
  - Vitrolles / Marignane / Côte bleue : Salon Etang Côte Bleue
  - Marseille-Provence : Transmétropole
  - Pays d'Aix : Pays d'Aix mobilité
- Arles-Crau-Camargue-Montagnette :
  - Arles : Envia

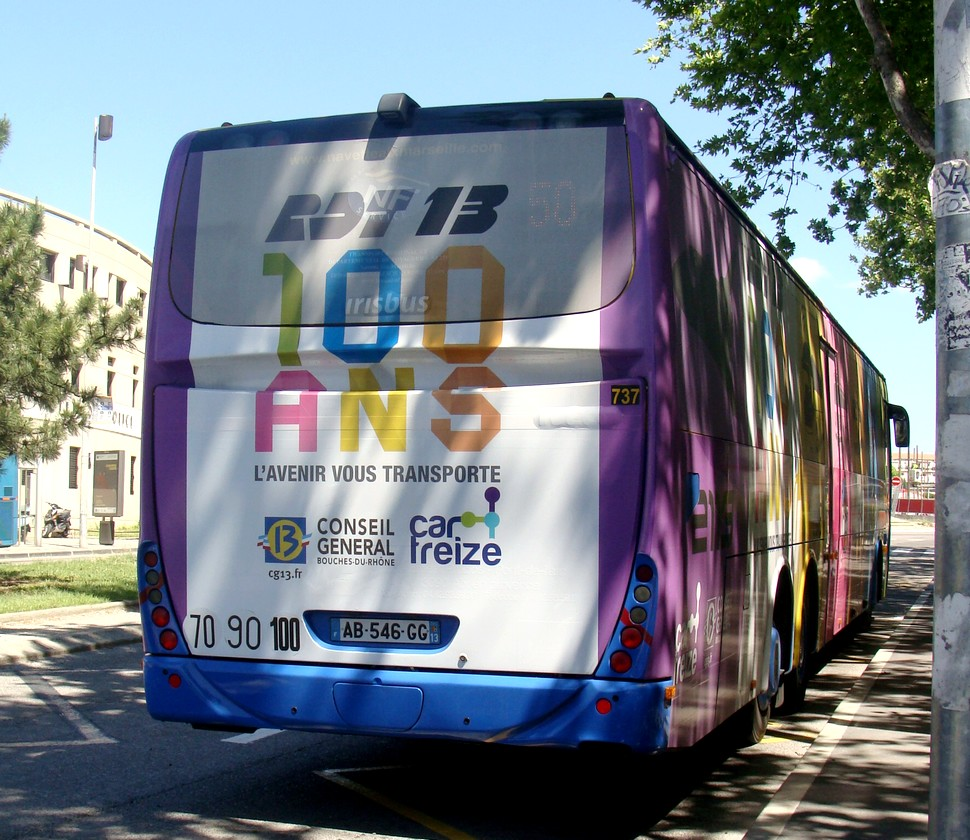
Un autocar du réseau Cartreize.
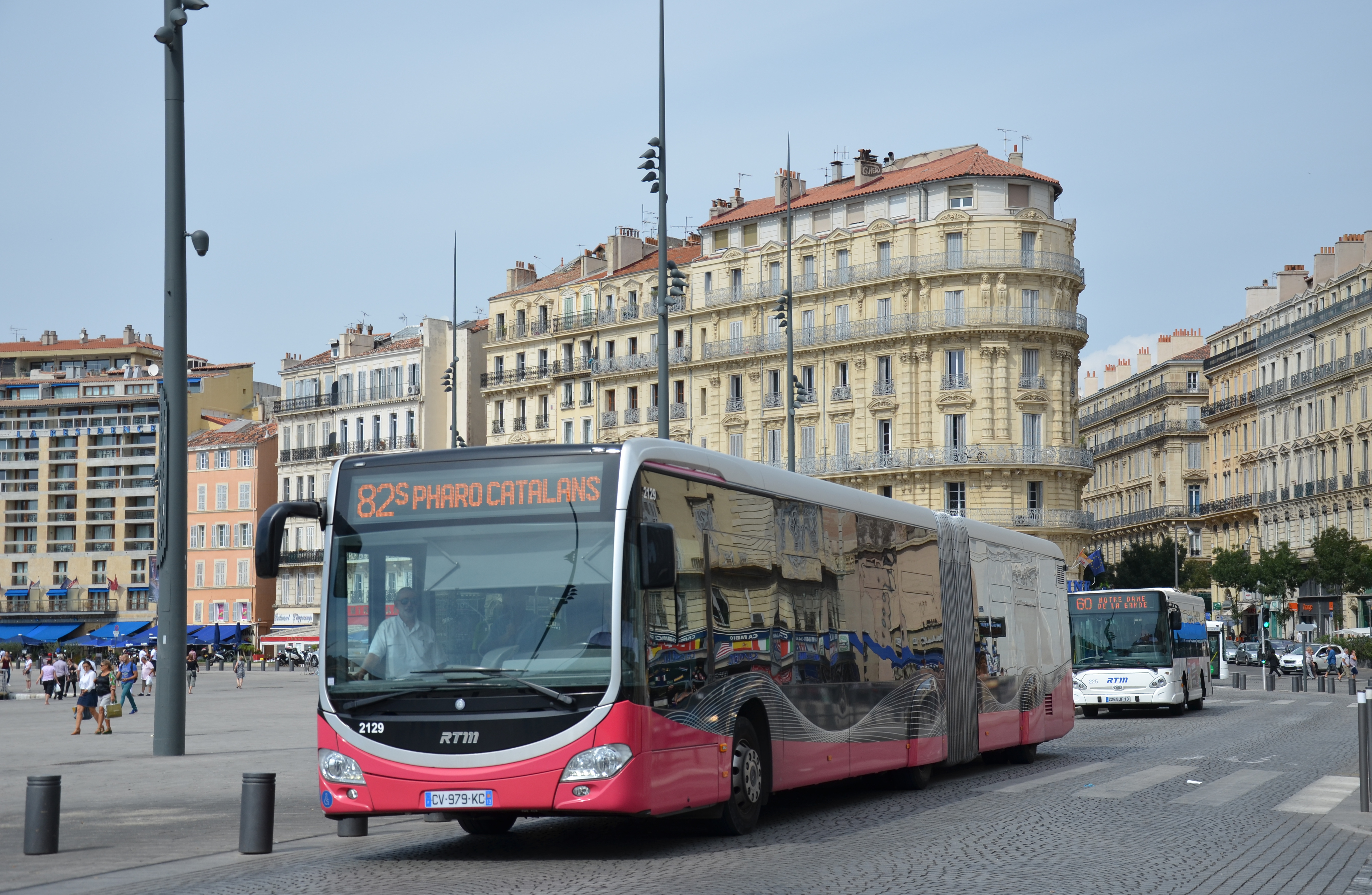
Un bus du réseau RTM.
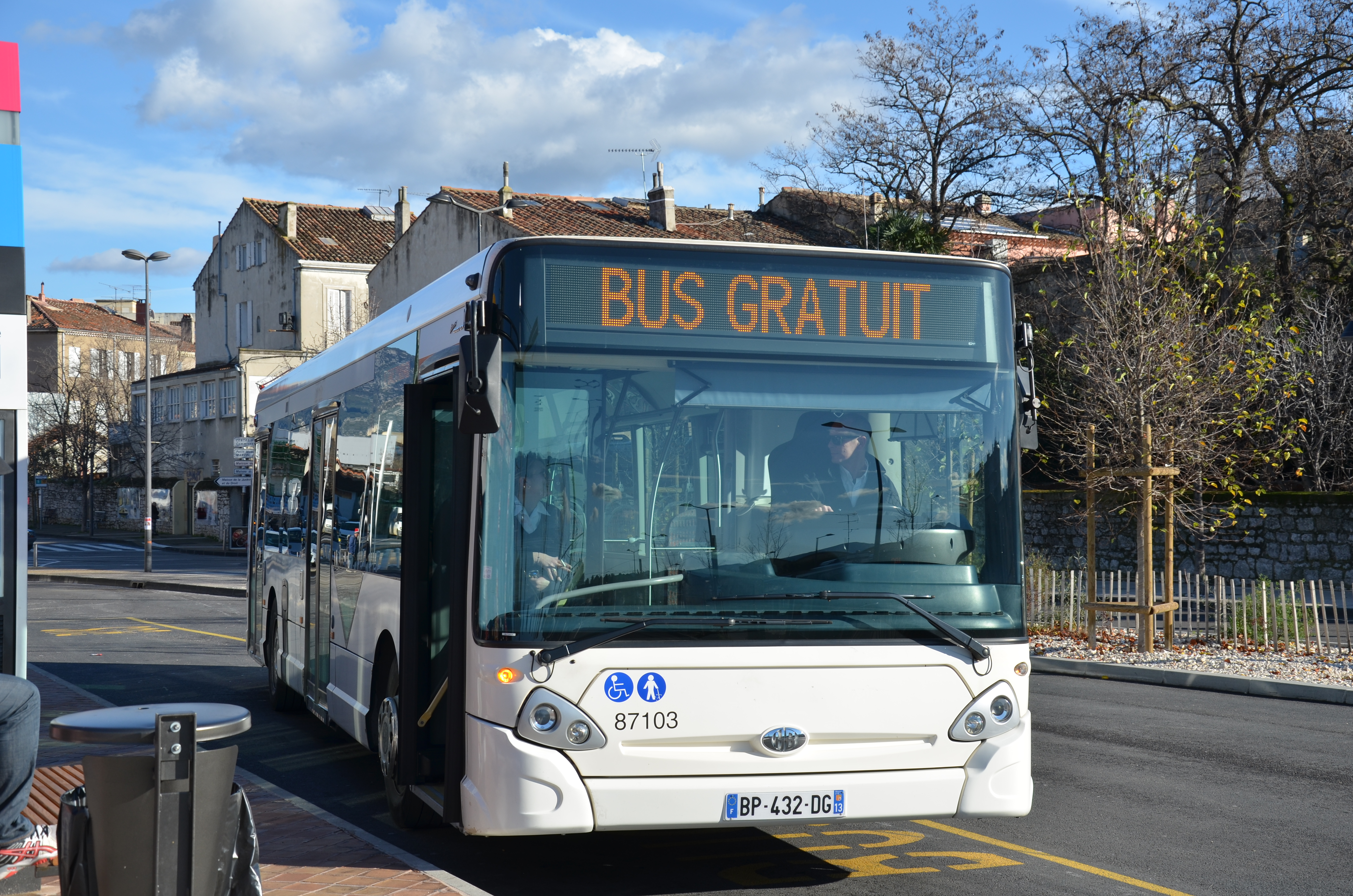
Un bus du réseau Lignes de l'agglo.

#### 83 -Var
- Toulon / La Seyne / Hyères / Six-Fours : Mistral
- Draguignan : Tedbus
- Fréjus / Saint-Raphaël : Esterel Côte d'Azur Agglomération LeBus
- Brignoles / Saint-Maximin-la-Sainte-Baume : Mouv'en bus

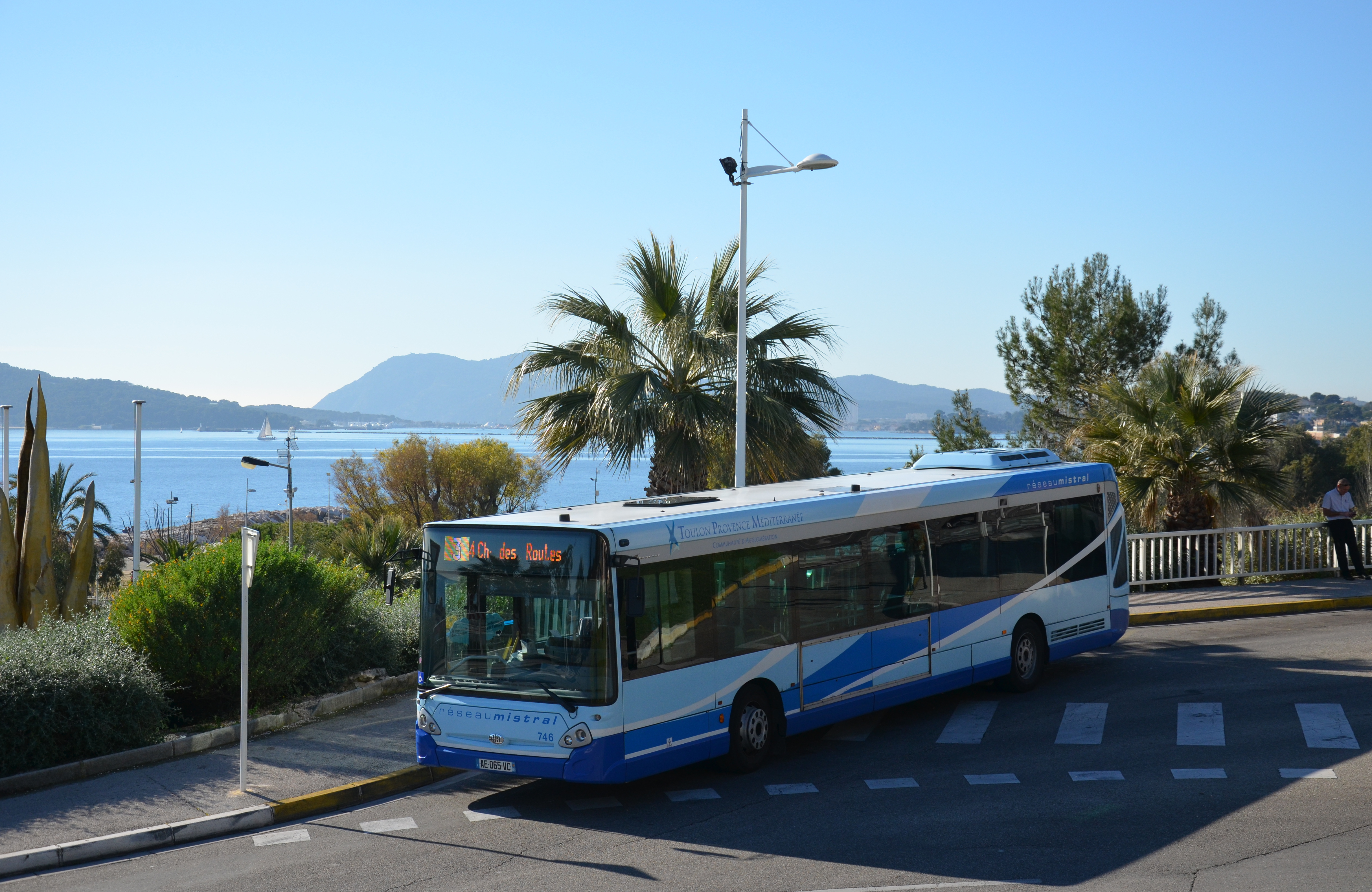
Un bus du réseau Mistral.
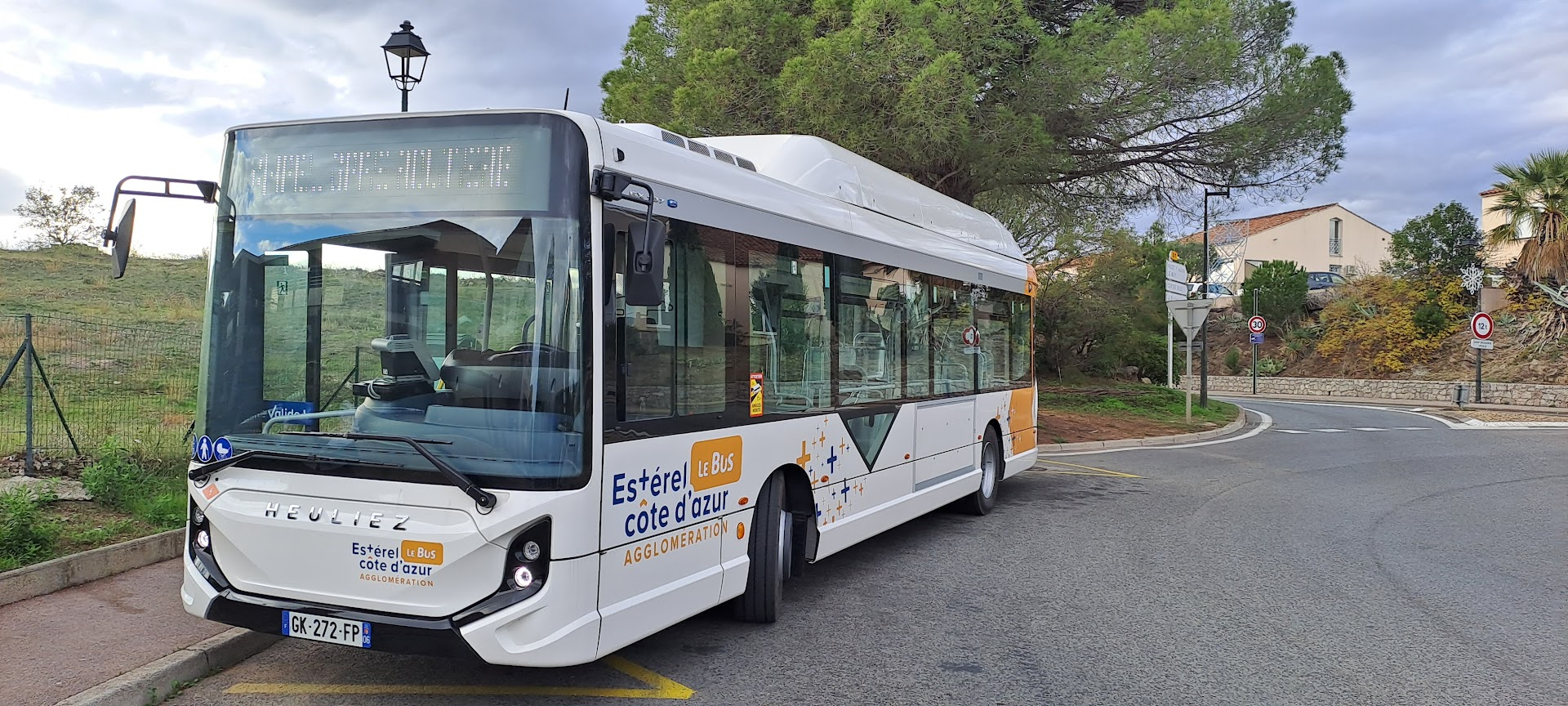
Un bus électrique LeBus (ECAA).

#### 84 -Vaucluse
- Avignon : Orizo
- Carpentras : Trans'Cove
- Cavaillon : C'mon bus
- Orange : TCVO
- Valréas : Navette

### Départements et régions d'outre-mer

#### 971Guadeloupe
- Pointe-à-Pitre : Karu'Lis

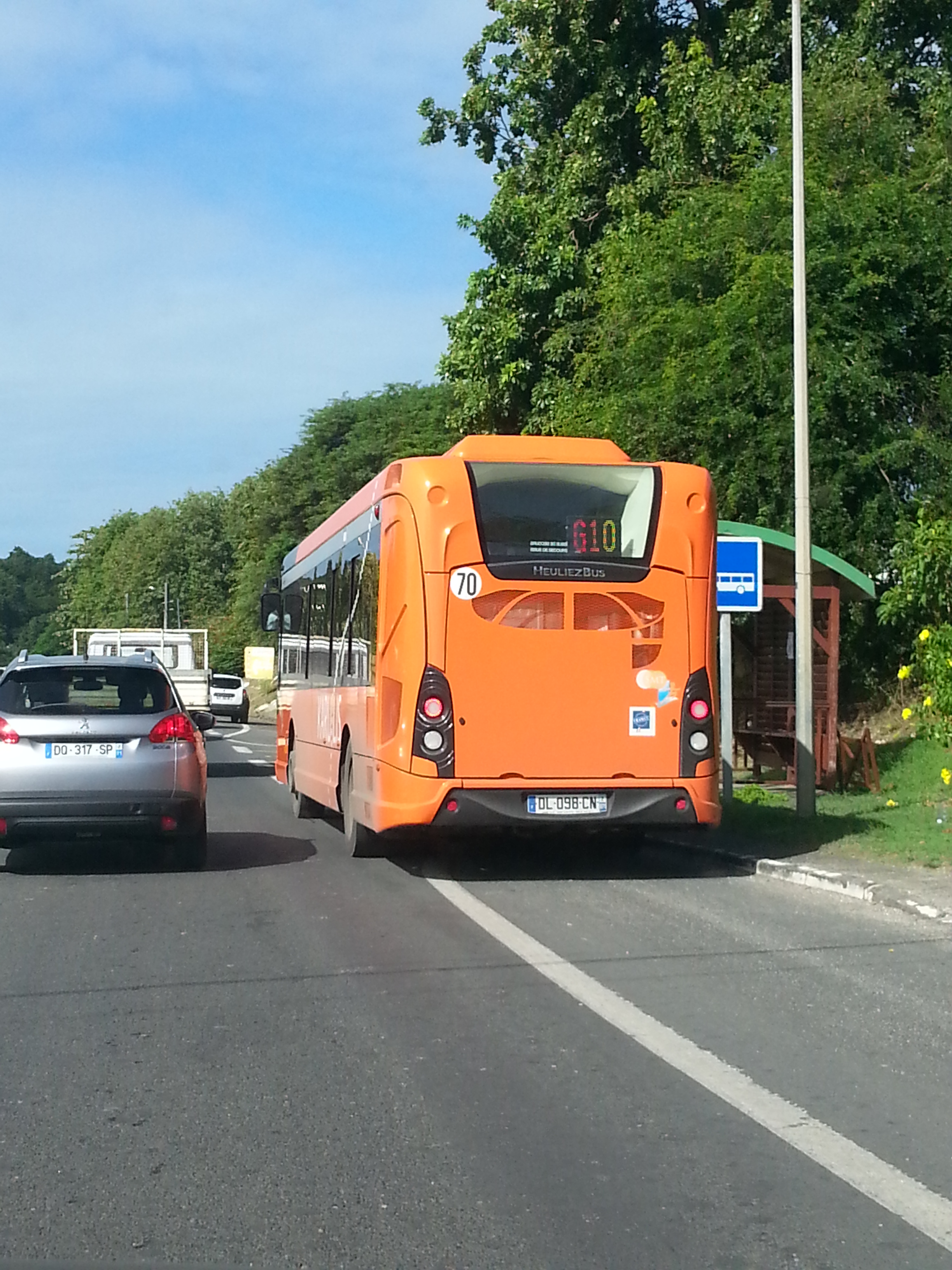
Un bus du réseau Karu'Lis.

#### 972Martinique
L'ensemble des réseaux de l'île sont coordonnés par Martinique Transport et regroupés en trois secteurs géographique :
- Réseaux du nord :
  - Communauté d'agglomération du Pays Nord Martinique : Réseau du Nord Atlantique et Réseau du Nord Caraïbe
  - Le Lorrain : Mobi Nord
  - Gros-Morne : Trasla
- Réseau du centre :
  - Fort-de-France : Mozaïk
- Réseau du sud :
  - Sainte-Luce : SudLIB

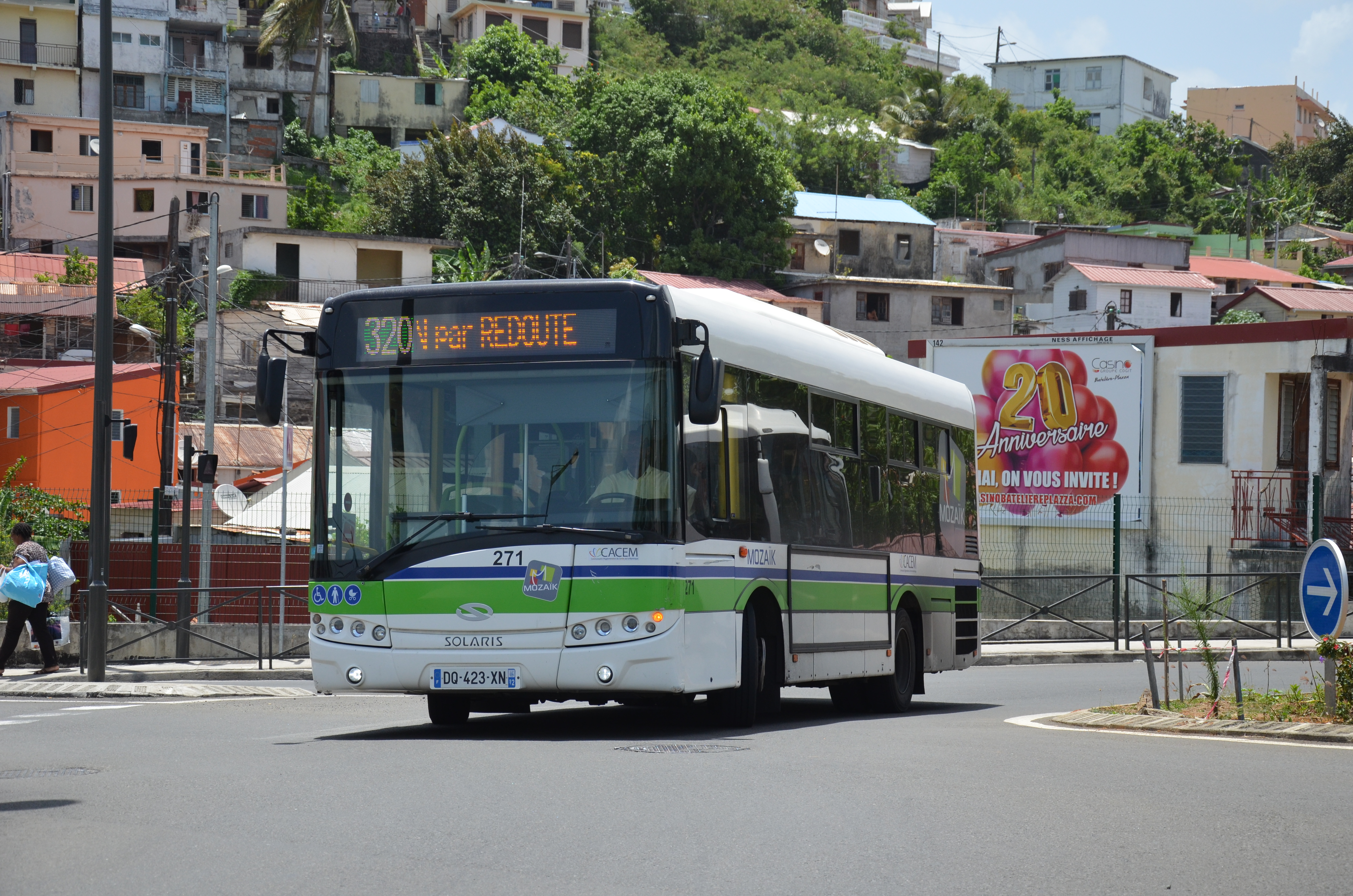
Un bus du réseau Mozaïk.

#### 973Guyane
Transport interurbain guyanais
- Cayenne : agglo'bus

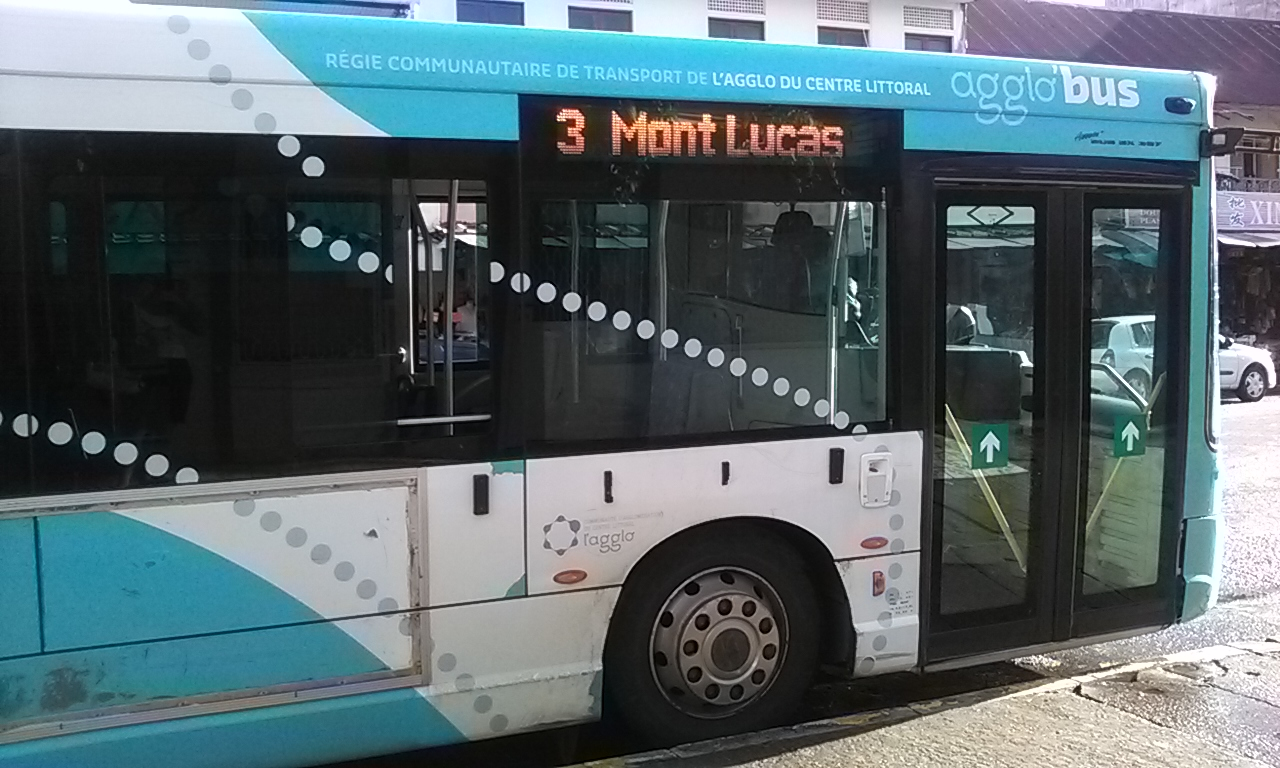
Heuliez GX 337 du réseau agglo'bus.

#### 974La Réunion
Car Jaune
- Saint-Pierre : Alternéo
- Saint-Denis : Citalis
- Saint-Paul : Kar'Ouest
- Saint-Benoît : Réseau Estival
- Le Tampon : CARSUD

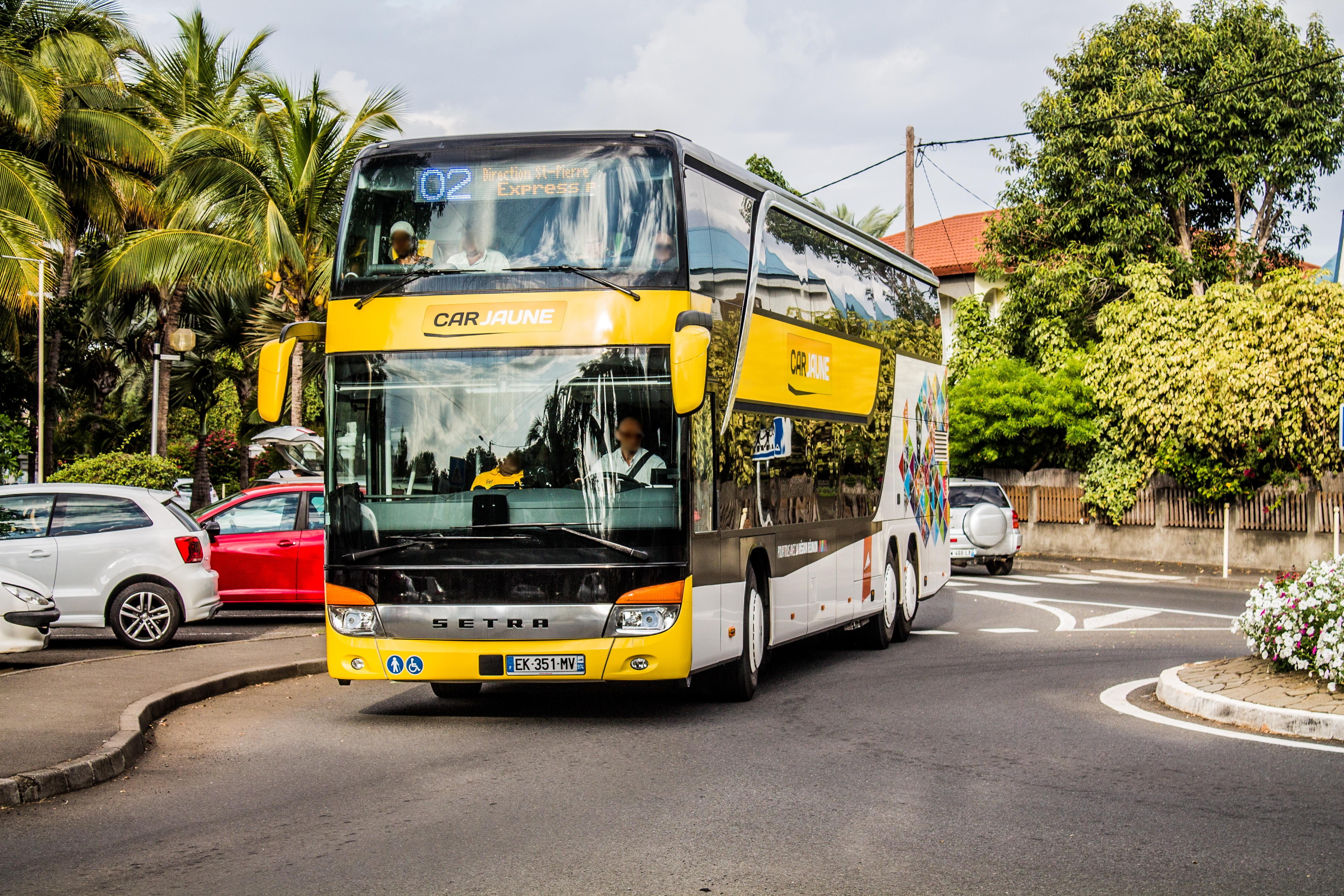
Setra S 431DT du réseau Car Jaune.
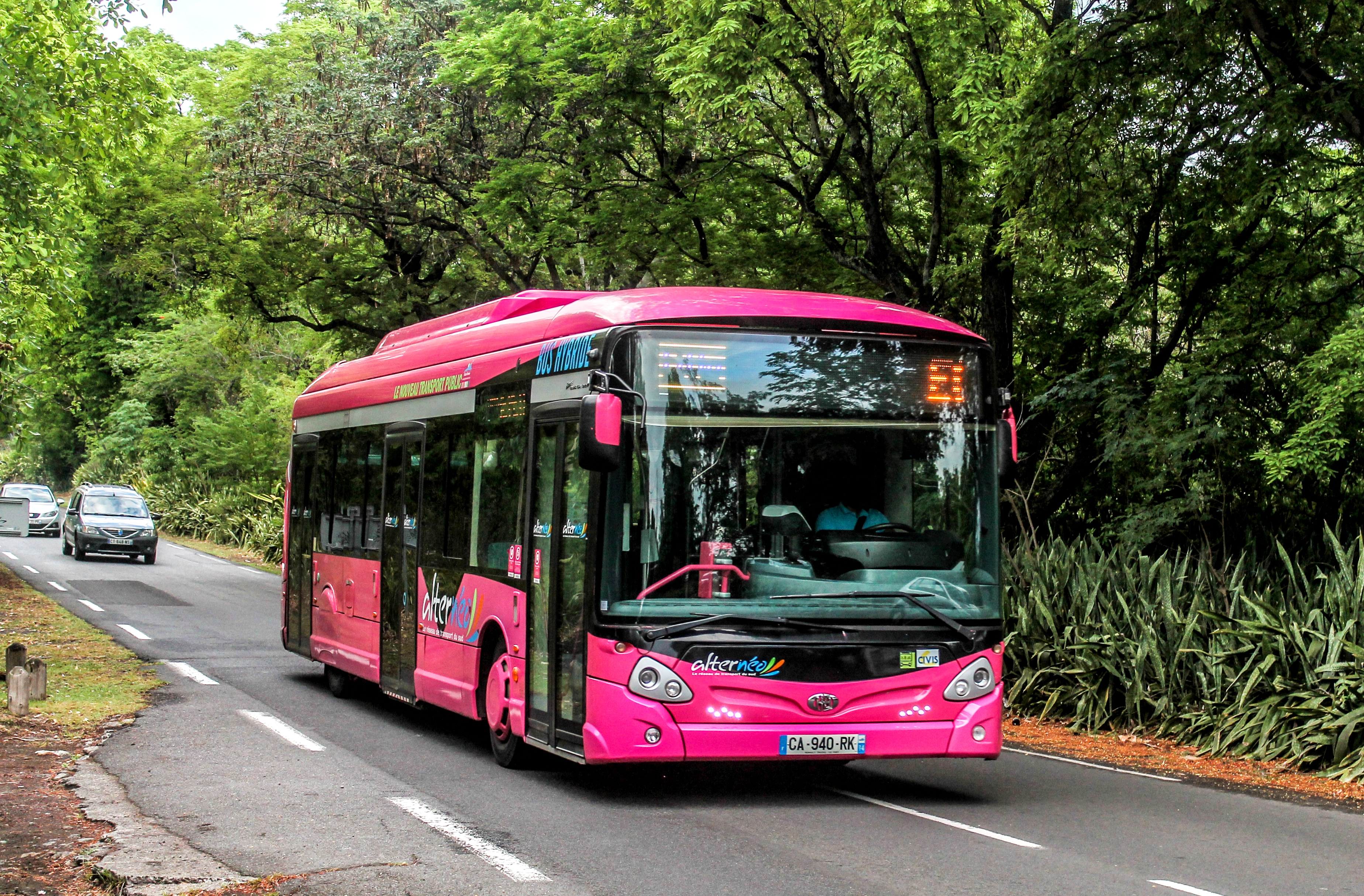
Photo d'un Heuliez GX 327 Hybrid du réseau Alternéo.

#### 976Mayotte
Caribus

### Collectivités d'outre-mer
L'île de Clipperton et les Terres australes et antarctiques françaises, inhabitées de façon permanente, n'ont bien évidemment pas de réseaux de transport.

#### 975 -Saint-Pierre-et-Miquelon
Un service de ramassage scolaire est organisé dans les deux villes à destination des différents établissements de l'archipel. Ce service est effectué à l'aide d'autobus scolaires de type nord-américain pour des questions de proximité géographique.
Entre les deux villes, un service de ferrys et de vols réguliers sont mis en place par Air Saint Pierre.

#### 977 -Saint-Barthélemy
Seul un service de transport scolaire est assuré.

#### 978 -Saint-Martin
Un service de transport permet de relier les principales villes de l'île. Ce service est exploité par l'entreprise GCEE à l'aide d'autocars Fast Syter.

#### 986 -Wallis-et-Futuna
Seul un service de transport scolaire est assuré par quelques autocars de marque Van Hool.

#### 987 -Polynésie française
- Tahiti : RTCT

#### 988 -Nouvelle-Calédonie
- Nouméa : Tanéo

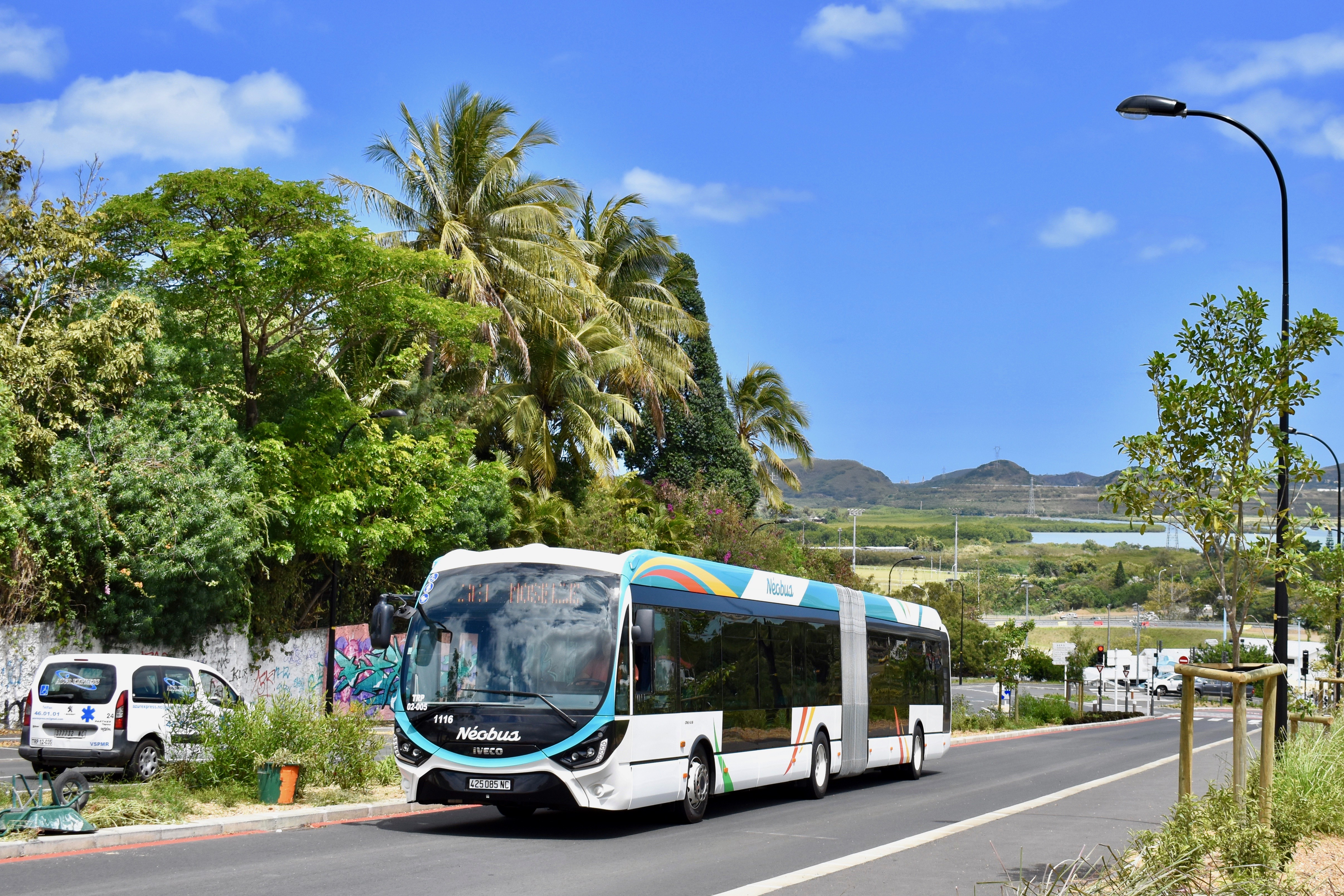
Un bus sur la ligne de BHNS Néobus de Nouméa.